# Loulé
Loulé é uma cidade portuguesa no distrito de Faro, sub-região (NUT III) e região (NUT II) Algarve, com 15 574 habitantes (2021). É sede do  Município de Loulé, o mais extenso e populoso do Algarve com 763,67 km² de área e 72 344 habitantes (censo de 2021) subdividido em 9 freguesias.
O município de Loulé é limitado a norte pelo município de Almodôvar, a nordeste por Alcoutim e Tavira, a leste por São Brás de Alportel, a sudeste por Faro, a sudoeste por Albufeira, a oeste por Silves e a sul tem litoral no Oceano Atlântico. O município de Loulé engloba duas cidades, Loulé e Quarteira, e nele localiza-se o Santuário de Nossa Senhora da Piedade (Mãe Soberana).
No município de Loulé situam-se os complexos turísticos de Vilamoura/Quarteira, Quinta do Lago e Vale do Lobo (os dois últimos na freguesia de Almancil).

## História
Pré-História
Com o valioso contributo da arqueologia, sabe-se, hoje, que a presença do homem no município de Loulé remonta ao Paleolítico Antigo. Nos milénios seguintes, no período da Era dos Metais, intensifica-se a incursão dos povos do Mediterrâneo Oriental, que progressivamente penetram no Sudoeste Peninsular, culminando com a chegada dos fenícios e dos cartagineses. Estes fundaram as primeiras feitorias na orla marítima do território do actual município, promovendo a pesca, a prospecção da metalurgia e a actividade comercial.
 (ponte romana da Tor)
Antiguidade e Alta Idade Média

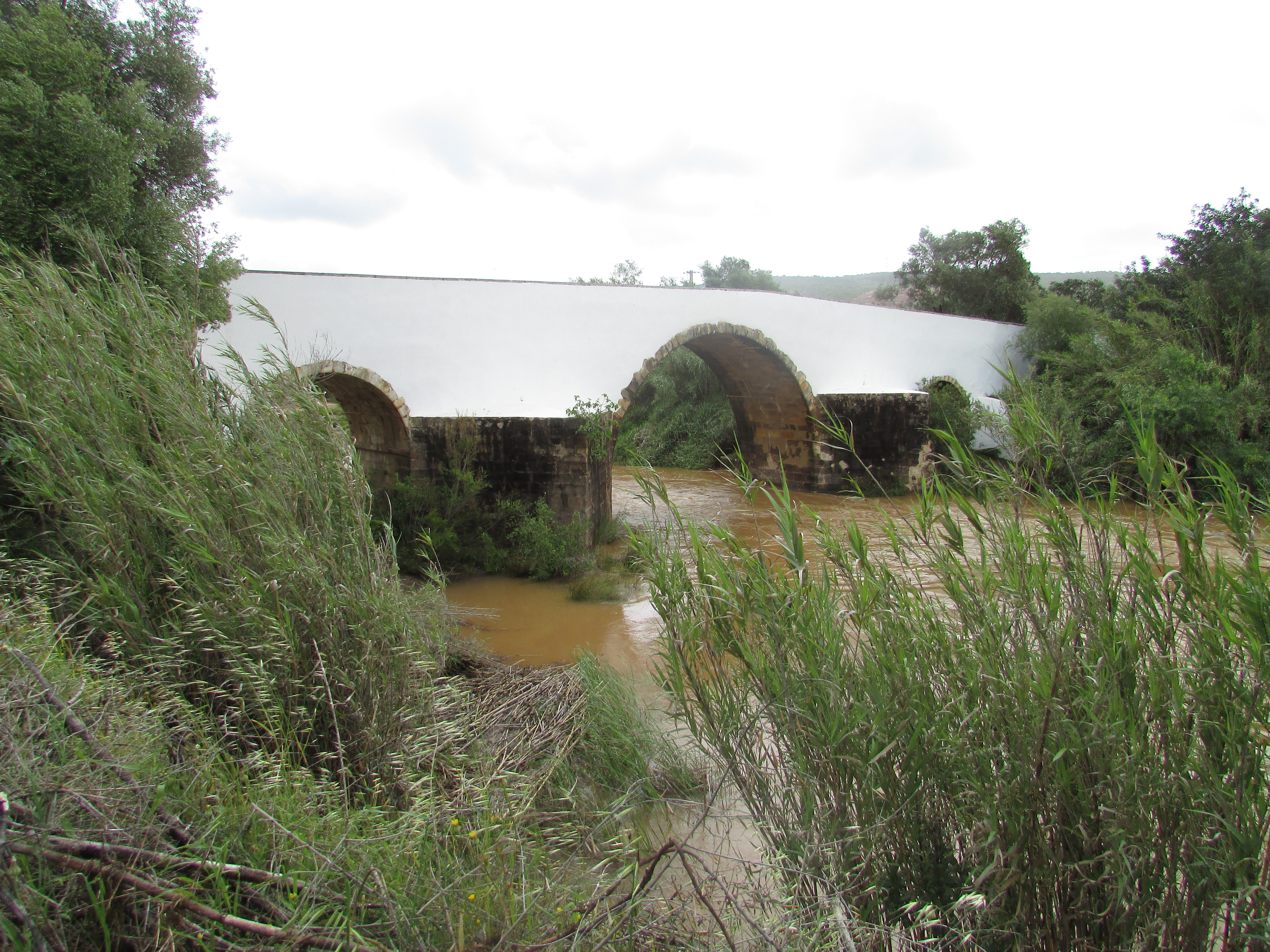
Ponte romana de Tôr

A partir dos meados do século II a.C., após a Segunda Guerra Púnica, os Romanos dão novo impulso às actividades económicas desenvolvendo a indústria conserveira, a agricultura e a exploração mineira do cobre e do ferro.
Período Muçulmano

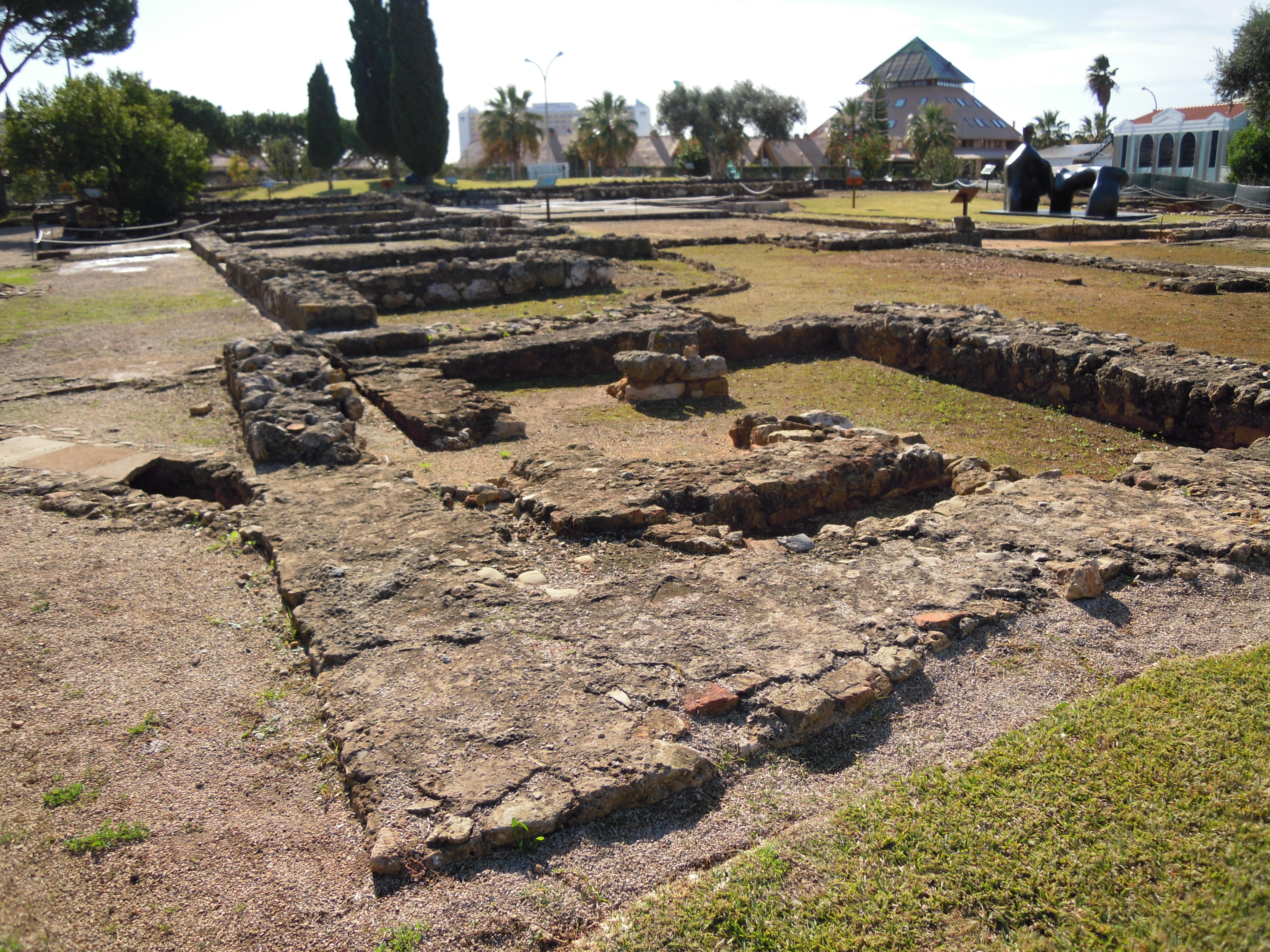
Villa Romana de Vilamoura

Com a conquista dos Muçulmanos, no século VIII, nasce a urbe medieval, que virá a gerar a cidade histórica actual. Al-'Ulya' (Loulé) é-nos descrita, pela primeira vez, nas vésperas da reconquista cristã, nas crónicas árabes de Ibne Saíde e Abd Aluhaid, como sendo uma pequena Almedina (Cidade) fortificada e próspera, pertencendo ao Reino de Niebla, sob o comando do Taifa Ibne Mafom.
Reconquista Cristã
Em 1249, Dom Afonso III auxiliado por D. Paio Peres Correia, Cavaleiro e Mestre da Ordem de Santiago, conquista o Castelo de Loulé aos "mouros", fazendo a sua integração plena na Coroa Portuguesa, no momento em que concede o primeiro foral à "Vila" em 1266.
Descobrimentos
No período dos "Descobrimentos e Expansão Marítima", a região do Algarve, nomeadamente Loulé, inicia um novo ciclo de crescimento económico. A actividade comercial foi reanimada.
Século XVIII
Na primeira metade do século, durante o reinado de Dom João V, Portugal viveu um clima de prosperidade económica sustentado pelo ouro do Brasil. Tirando proveito da actividade artística e cultural inserida no espírito do Barroco, o interior das igrejas e capelas da vila são enriquecidas e valorizadas com excelentes retábulos em talha dourada e em azulejaria, obras que foram executadas pelos melhores artífices da região e fábricas do país. O terramoto de 1755 destruiu grande parte da Vila de Loulé.
Século XIX
A grande evolução dos transportes, com a construção da linha férrea no Algarve em 1887 e o desenvolvimento das vias de comunicação, contribuíram no seu conjunto para a profunda mudança no modo de viver da população. No entanto, algumas infraestruturas e equipamentos básicos só no decorrer do século XX passaram a ser equacionados de forma prioritária.
Século XX
O crescimento da cidade apoiou-se numa nova melhoria das vias de comunicação e na exploração mineira, a qual atraiu mais gente a Loulé, o que se traduziu numa acelerada actividade de construção civil em todo o município.

## Clima
Loulé tem um clima mediterrânico com verões quentes e secos e invernos suaves e húmidos. A temperatura no verão varia de 19°C a 27°C e no inverno de 8°C a 14°C. A duração do sol é importante com 2.500 horas por ano.

## Freguesias

Freguesias do município de Loulé

O município de Loulé está dividido em 9 freguesias:
| Freguesia               | Residentes (2011) | Residentes (2021) |
| ----------------------- | ----------------- | ----------------- |
| Almancil                | 10677             | 11285             |
| Alte                    | 1997              | 1743              |
| Ameixial                | 439               | 381               |
| Boliqueime              | 4973              | 4794              |
| Quarteira               | 21798             | 24428             |
| Querença, Tôr e Benafim | 2713              | 2520              |
| Salir                   | 2775              | 2446              |
| São Clemente (Loulé)    | 17358             | 17953             |
| São Sebastião (Loulé)   | 7433              | 6823              |
| Total                   | 70163             | 72373             |

## Demografia
De acordo com os dados do INE o distrito de Faro registou em 2021 um acréscimo populacional na ordem dos 3.7% relativamente aos resultados do censo de 2011. No concelho de Loulé esse acréscimo rondou os 2.6. 
★ Número de habitantes que tinham a residência oficial neste município à data em que os censos se realizaram.
| Número de habitantes por Grupo Etário ★★ | Número de habitantes por Grupo Etário ★★ | Número de habitantes por Grupo Etário ★★ | Número de habitantes por Grupo Etário ★★ | Número de habitantes por Grupo Etário ★★ | Número de habitantes por Grupo Etário ★★ | Número de habitantes por Grupo Etário ★★ | Número de habitantes por Grupo Etário ★★ | Número de habitantes por Grupo Etário ★★ | Número de habitantes por Grupo Etário ★★ | Número de habitantes por Grupo Etário ★★ | Número de habitantes por Grupo Etário ★★ | Número de habitantes por Grupo Etário ★★ | Número de habitantes por Grupo Etário ★★ |
| ---------------------------------------- | ---------------------------------------- | ---------------------------------------- | ---------------------------------------- | ---------------------------------------- | ---------------------------------------- | ---------------------------------------- | ---------------------------------------- | ---------------------------------------- | ---------------------------------------- | ---------------------------------------- | ---------------------------------------- | ---------------------------------------- | ---------------------------------------- |
|                                          | 1900                                     | 1911                                     | 1920                                     | 1930                                     | 1940                                     | 1950                                     | 1960                                     | 1970                                     | 1981                                     | 1991                                     | 2001                                     | 2011                                     | 2021                                     |
| 0-14 Anos                                | 16 308                                   | 16 330                                   | 15 751                                   | 14 616                                   | 14 867                                   | 13 186                                   | 9 908                                    | 7 150                                    | 9 004                                    | 8 042                                    | 8 701                                    | 10 292                                   | 9 774                                    |
| 15-24 Anos                               | 8 509                                    | 8 155                                    | 8 488                                    | 8 794                                    | 9 604                                    | 8 368                                    | 7 099                                    | 4 490                                    | 5 718                                    | 6 229                                    | 7 799                                    | 7 355                                    | 7 044                                    |
| 25-64 Anos                               | 17 270                                   | 16 983                                   | 17 379                                   | 19 215                                   | 23 178                                   | 24 267                                   | 22 761                                   | 18 295                                   | 21 314                                   | 23 527                                   | 31 640                                   | 39 342                                   | 38 604                                   |
| = ou > 65 Anos                           | 1 950                                    | 2 450                                    | 2 212                                    | 2 788                                    | 3 978                                    | 4 678                                    | 5 358                                    | 6 135                                    | 8 015                                    | 8 787                                    | 11 020                                   | 13 633                                   | 16 910                                   |

★★ De 1900 a 1950, os dados referem-se à população "de facto", ou seja, aquela que estava presente no município à data em que os censos se realizaram. Daí que se registem algumas diferenças relativamente à designada população residente.

## Economia

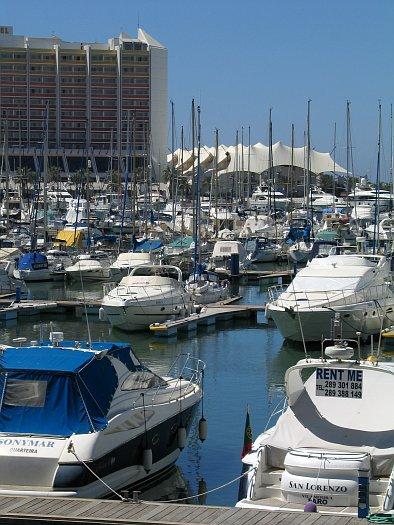
Marina de Vilamoura

### Turismo

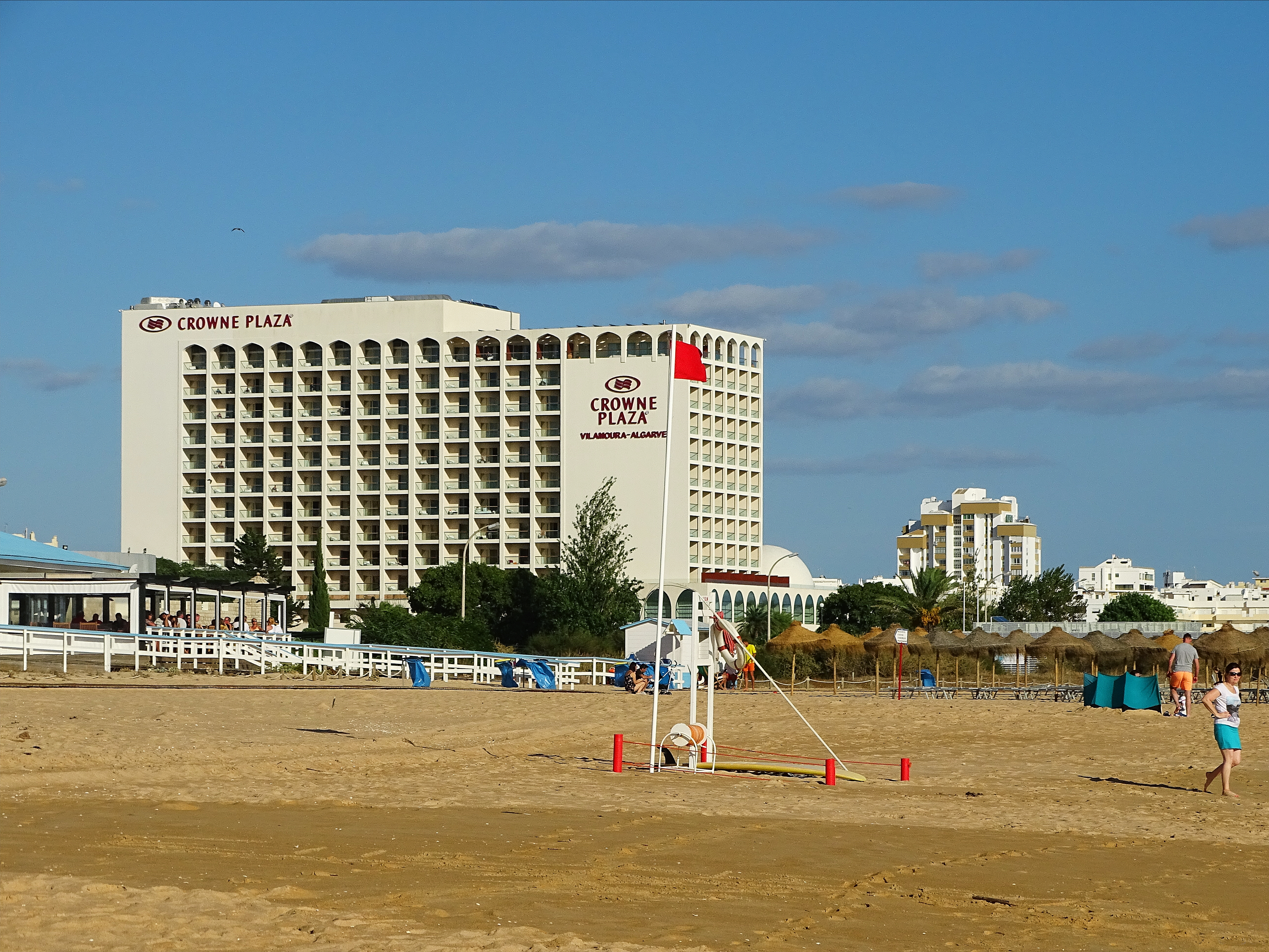
Vilamoura

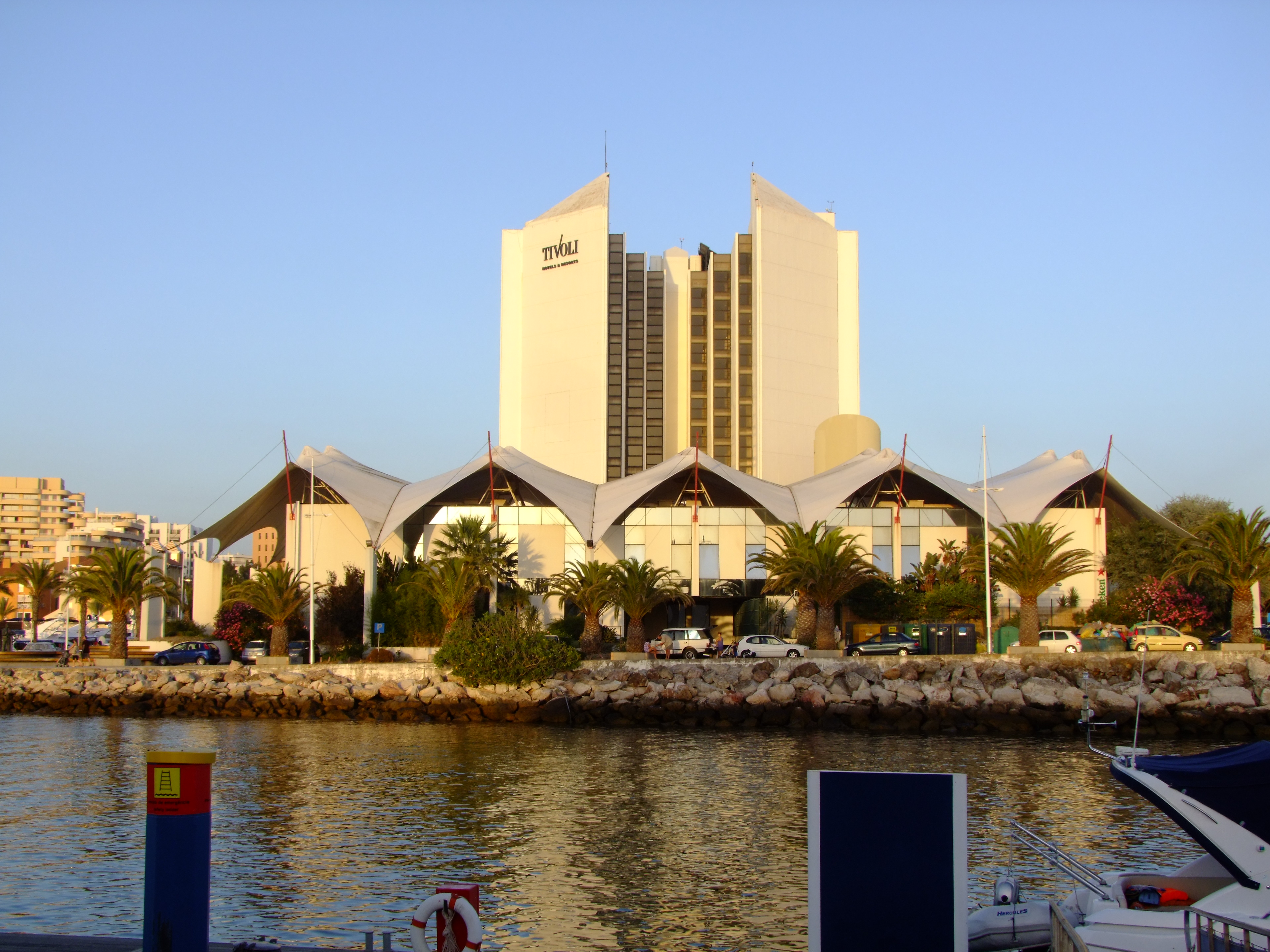
Vilamoura

No município de Loulé, encontram-se alguns dos locais mais cobiçados do país. Destaca-se Vilamoura, que é o maior (?) complexo turístico da Europa. Dispõe de marina, uma academia de golfe e cinco campos de golfe, um casino, várias discotecas, clube de ténis, clube de mergulho, outras instalações de lazer, uma extensa praia, e dezenas de hotéis de 5 e 4 estrelas. Iniciada na década de 1960, Vilamoura tem uma área de 1600 hectares. O projecto arquitectónico desenvolve-se em torno da marina e inclui centenas de vivendas distribuídas pela zona residencial, e outros empreendimentos dedicados quase exclusivamente ao turismo.

### Extracção Mineira
A mina de sal-gema, localizada em Loulé, surgiu aquando da mutação geológica que resultou na separação entre a Europa e África, que criou o Mar Mediterrânico, há 250 milhões de anos, ainda antes da era Jurássica. A cobertura de uma enorme massa de água salgada pela terra num período relativamente curto resultou no enorme torrão de pelo menos um quilómetro de profundidade, que hoje se estende a Leste de Loulé e não se sabe onde acaba. Há quem diga que ramos dessa linha de sal poderão atingir as proximidades de Barcelona, onde há uma jazida semelhante. Com início 90 m abaixo da superfície – após uma camada de calcário (1 aos 45 m) e outra de gesso (45 aos 90 m) -, a mina já foi explorada até aos 313 m de profundidade, mas as enormes galerias feitas pelo homem situam-se em dois níveis, a 230 e 260 m de profundidade. A primeira galeria situa-se 64 m abaixo do nível do mar. Antes realizada a poder de dinamite, picaretas e martelos pneumáticos, actualmente a extracção de sal é feita com uma máquina de perfuração, a que os trabalhadores chamam “roçadora”. Após esse trabalho, os camiões que circulam no interior das galerias (algumas maiores do que um túnel rodoviário comum) levam o minério a uma máquina que o desfaz e leva ao poço de transporte de material, até à superfície. Uma parte significativa da produção é exportada, onde é utilizado sobretudo para o fabrico de descongelante para as estradas europeias. A mina foi descoberta há meio século, graças a um furo realizado numa propriedade em Campinas de Cima.
Actualmente e depois de décadas de aumento na sua produção, a mina louletana está a diminuir a sua produção, contudo, a empresa que procede à sua exploração pretende inserir a mina no roteiro turístico da região algarvia. O sal produzido, mais “salgado” que o utilizado nas cozinhas, não serve para alimentação humana. Para as novas tarefas “terciárias”, terão que ser instalados no subsolo, entre 230 e 260 m de profundidade, equipamentos como uma secção multimédia em que se explique aos visitantes o que é e para que serve a mina. Poderão ainda vir a ser construídas outras infraestruturas, tais como um restaurante, zonas de vendas baseadas nas pedras de sal (da pedra de sal-gema podem ser feitos candeeiros, esculturas e pisa-papéis, por exemplo), além de terem que ser abertos novos poços para instalar elevadores que substituam as “gaiolas” por onde agora descem e sobem os trabalhadores.

## Património

#### Patrimónionãoreligioso
- Bicas Velhas[7]
- Castelo de Loulé
- Castelo de Salir
- Estãdio Algarve
- Farol de Vilamoura
- Fonte Grande e Fonte Pequena[8]
- Fontes, nomeadamente a da Benémola[9] com antigos fornos de Cal[10] e moinho de Água[11]
- Forte Novo ou Forte da Armação[12]
- Mercado Municipal de Loulé
- Museu Casa Rosa
- Museu na aldeia da Penina[13]
- Palácio da Fonte da Pipa
- Palácio Gama Lobo
- Pátio de D. Antónia[14]
- Pólo Museológico da Água
- Ponte dos Álamos
- Ponte romana de Tôr
- Queda do Vigário (ou Cascata de Alte)
- Rocha da Pena
- Ruínas romanas do Cerro da Vila
- Vilamoura

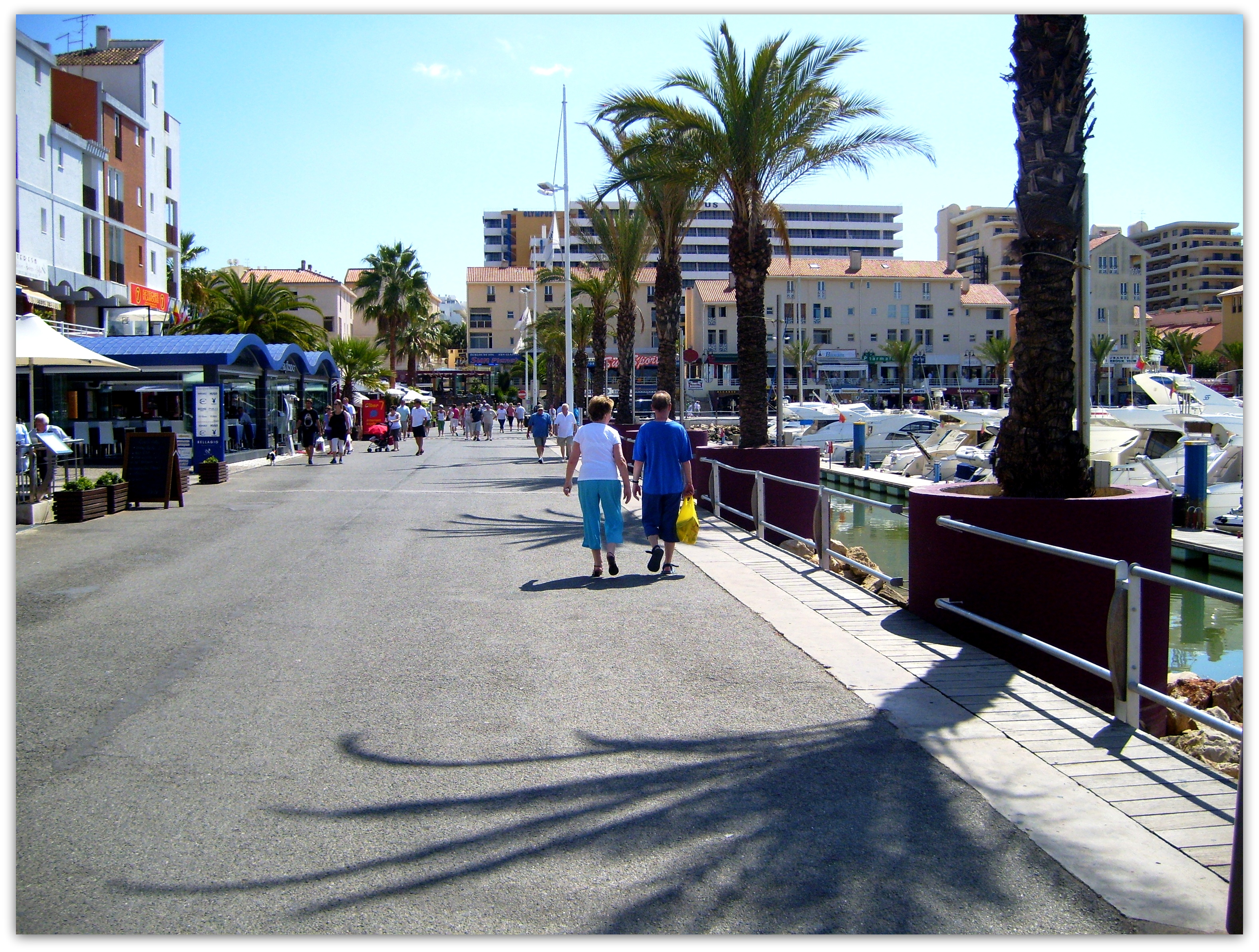
Marina de Vilamoura
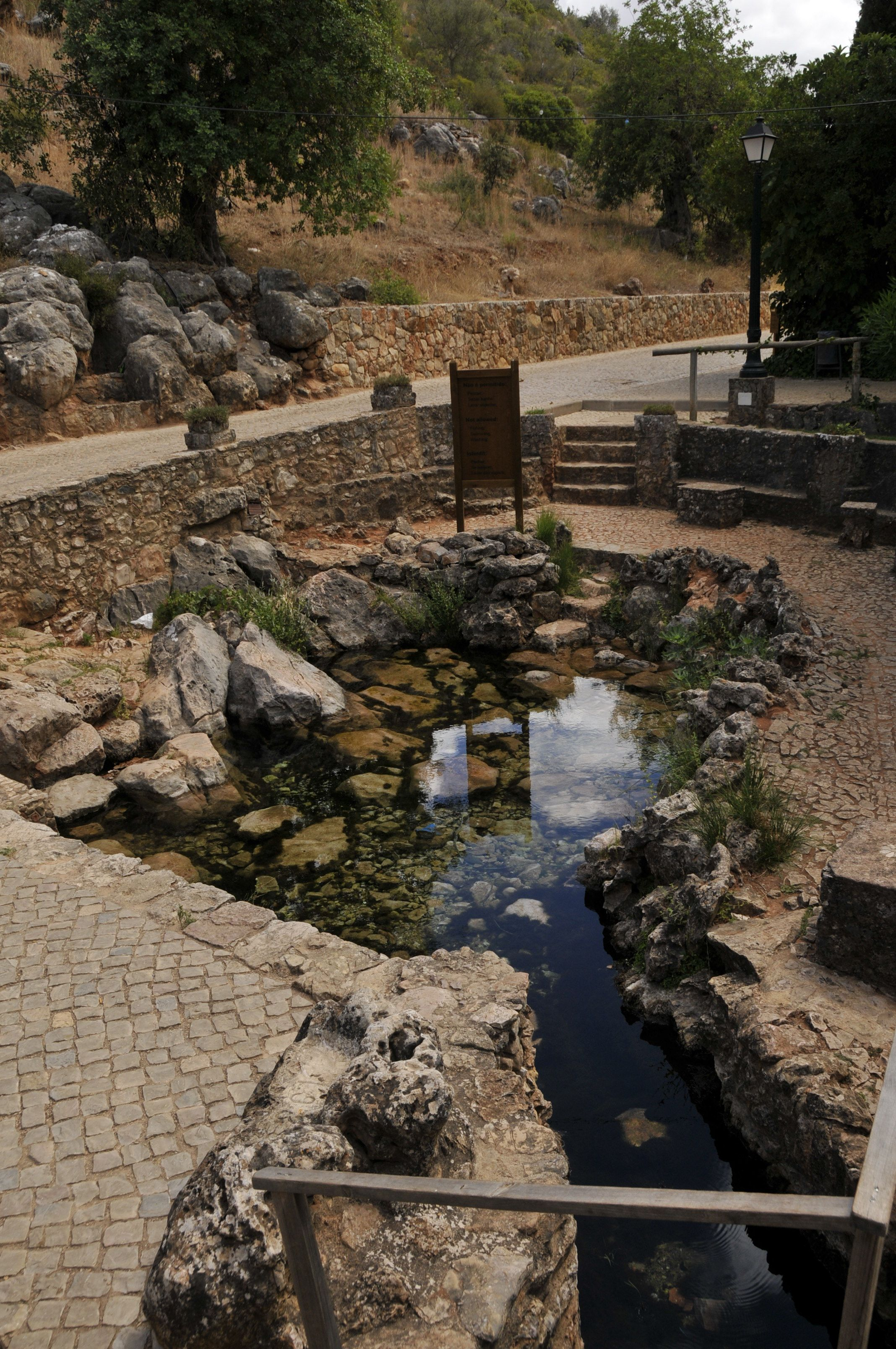
Fonte Grande, Alte
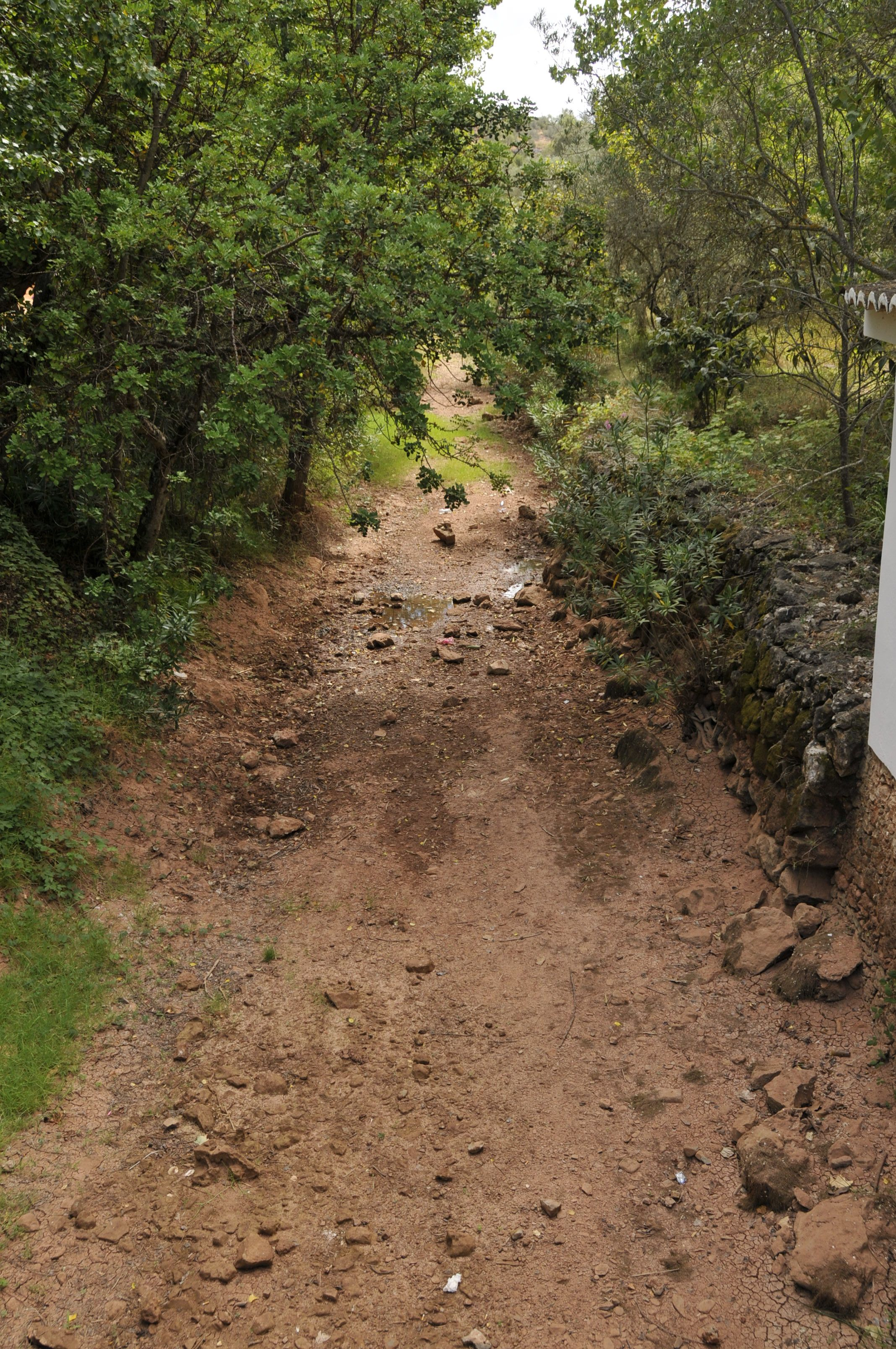
Recanto dos arredores de Alte
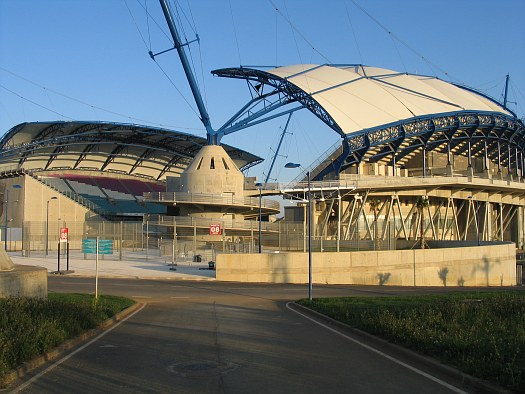
Estádio Algarve
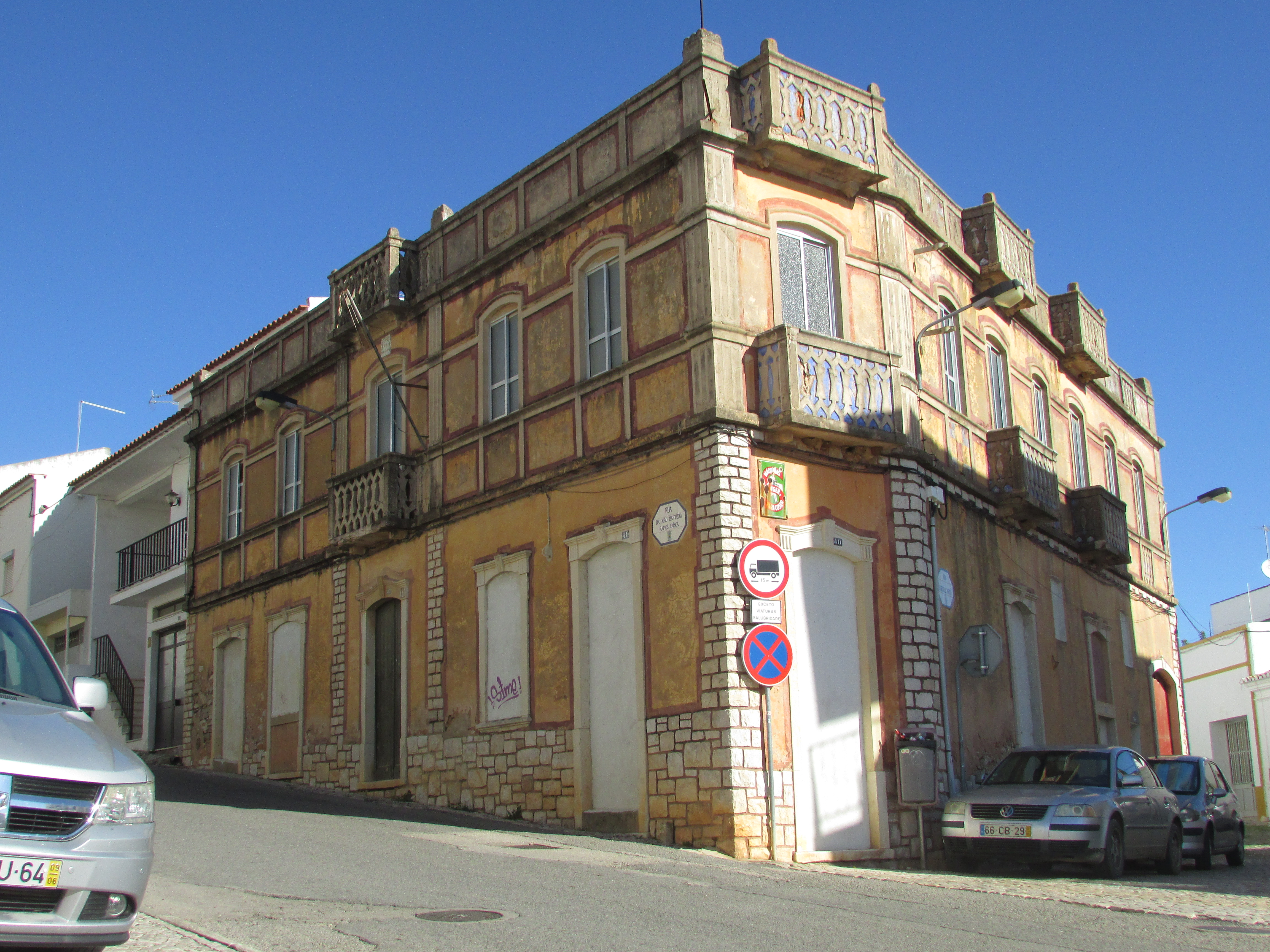
Rua Doutor João Batista Ramos Faísca, Boliqueime
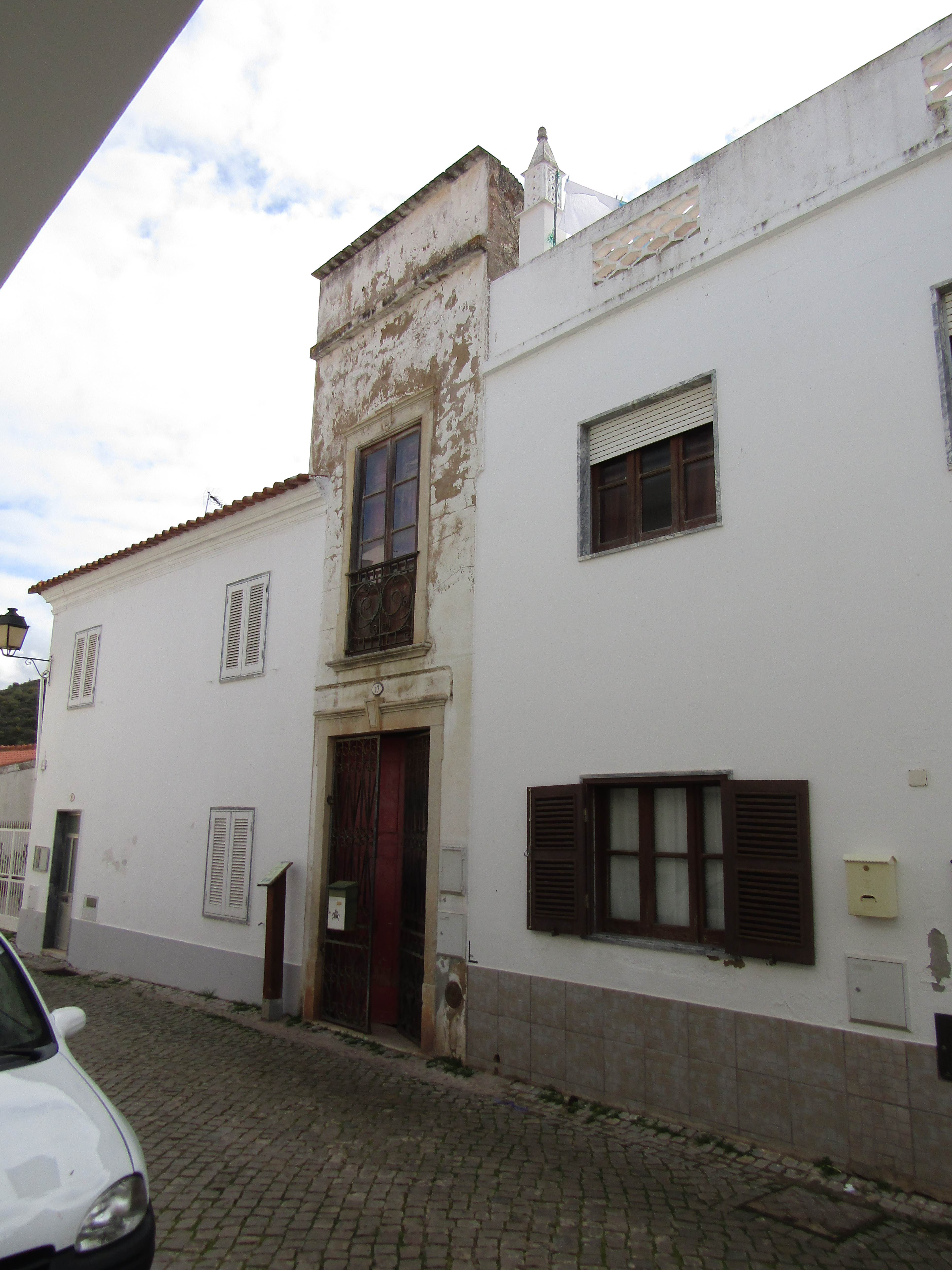
Casa do poeta Cândido Guerreiro, em Alte
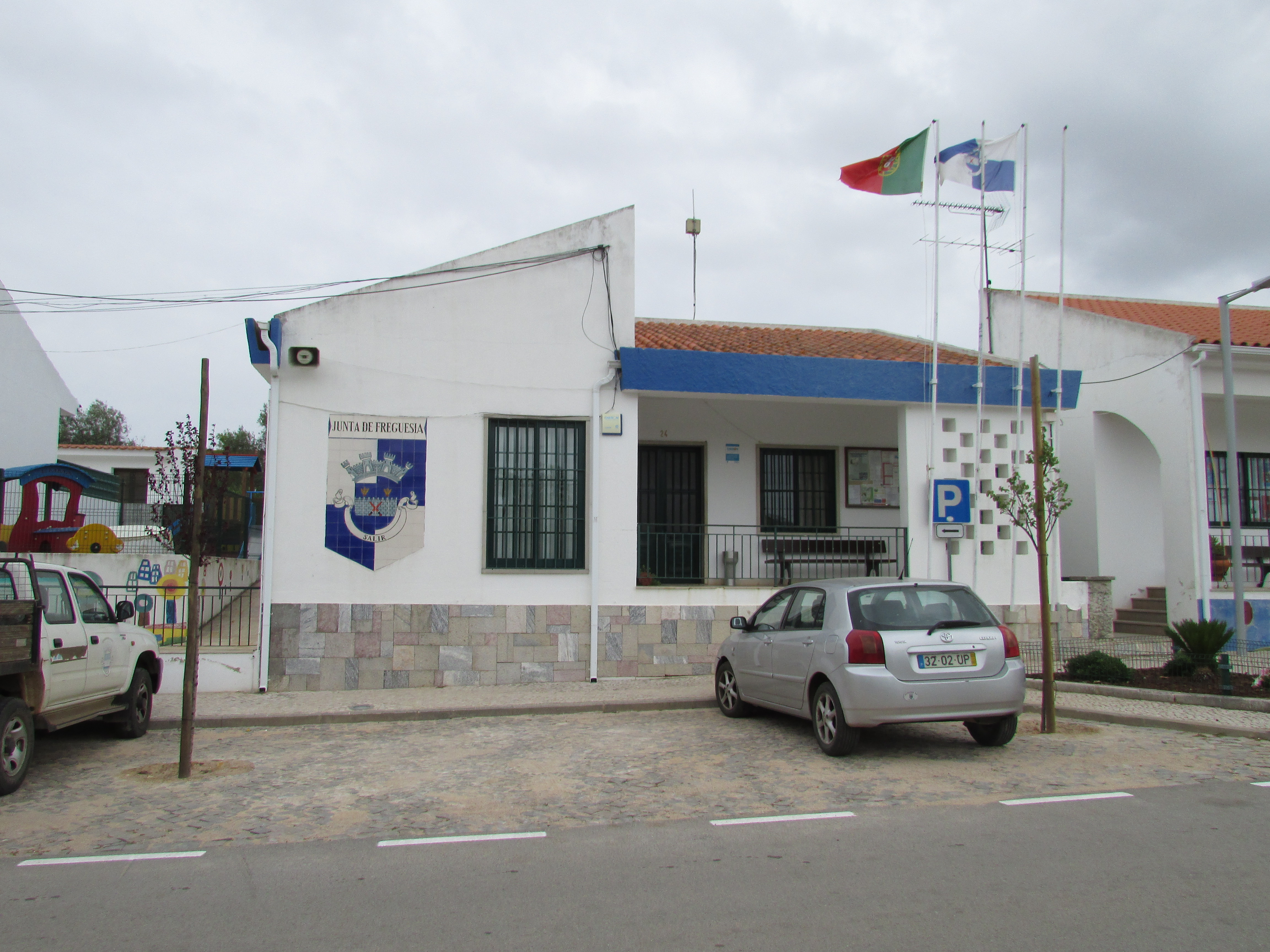
Junta de freguesia de Salir
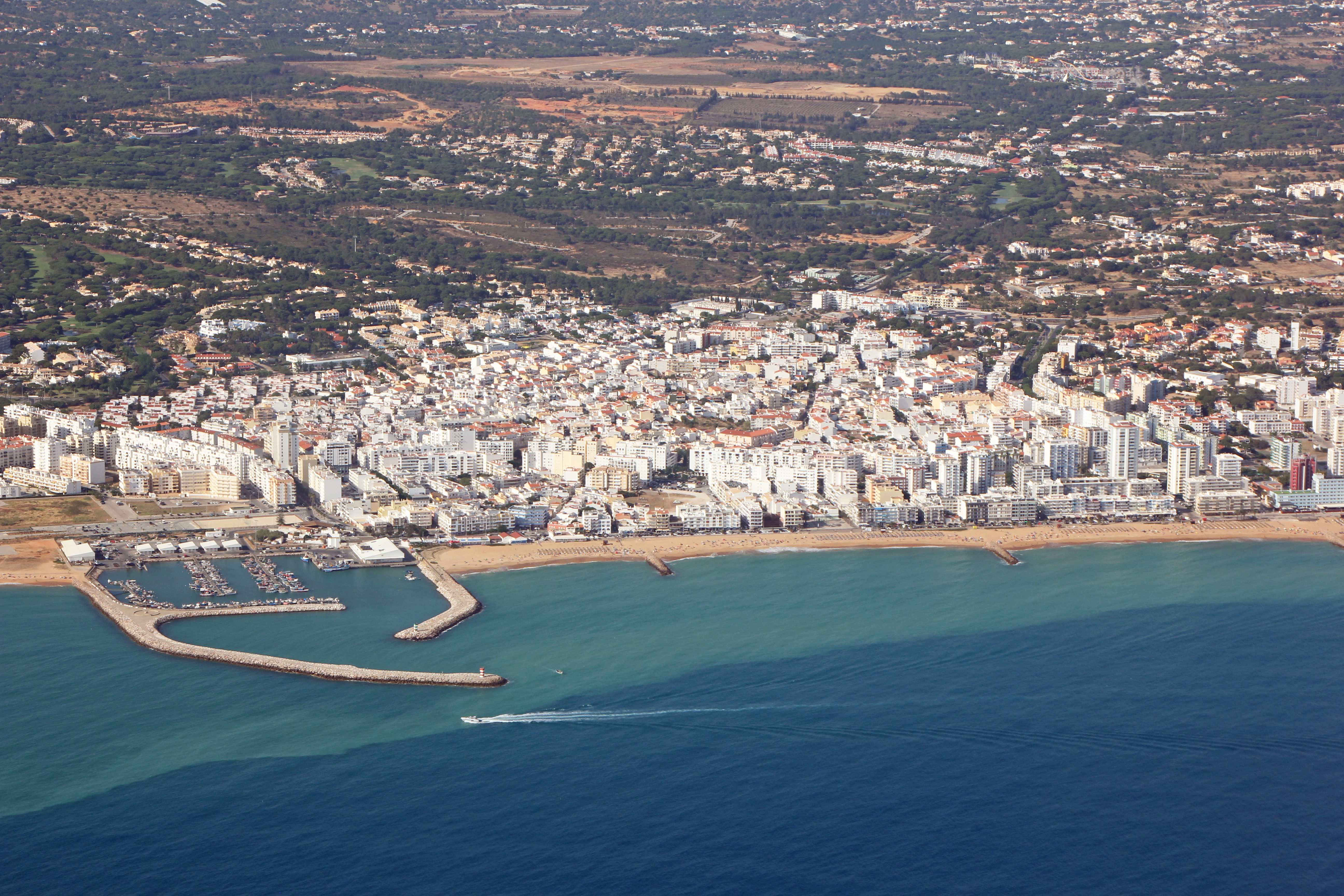
Marina de Cavacos, Quarteira
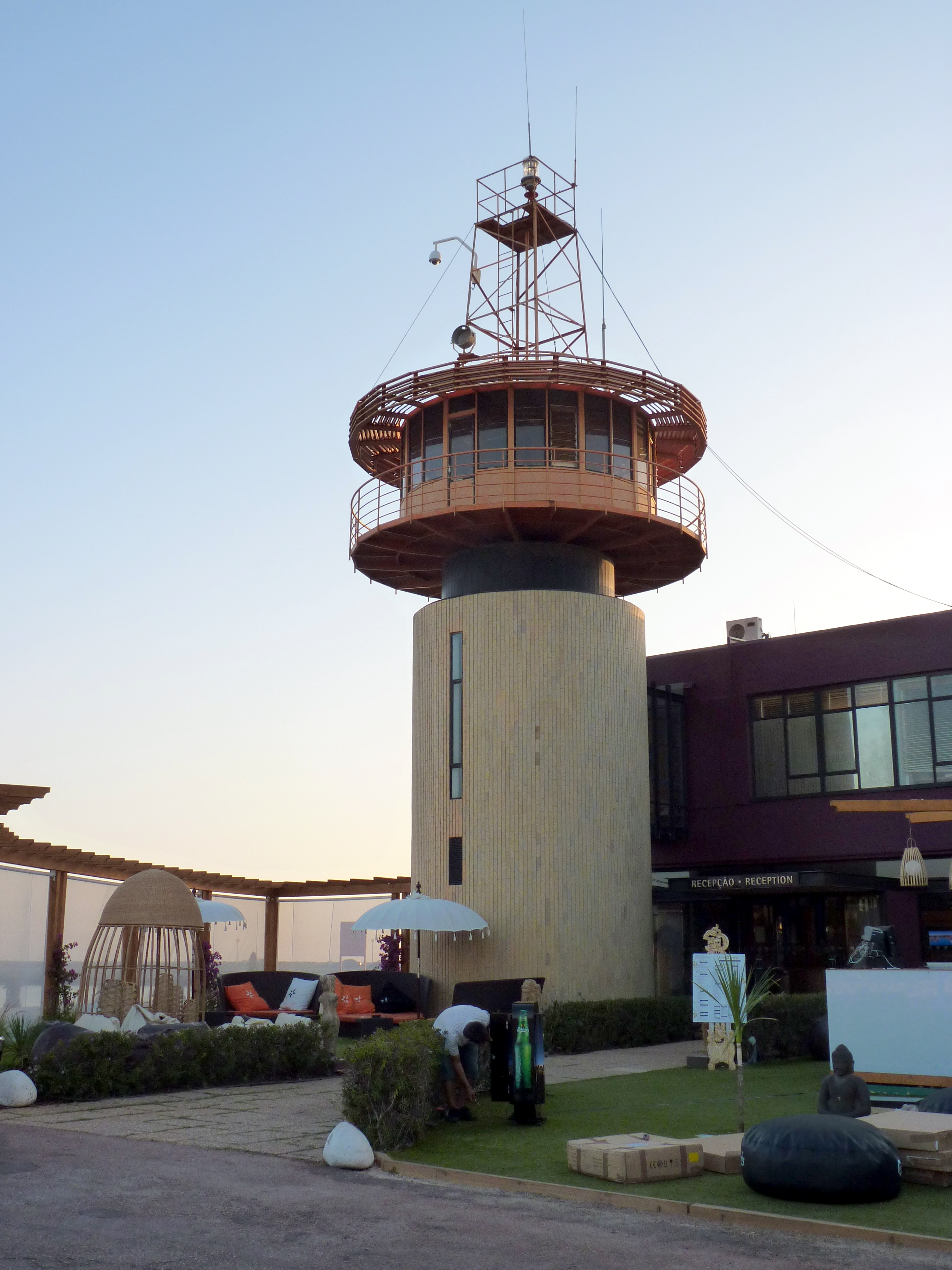
Farol de Vilamoura
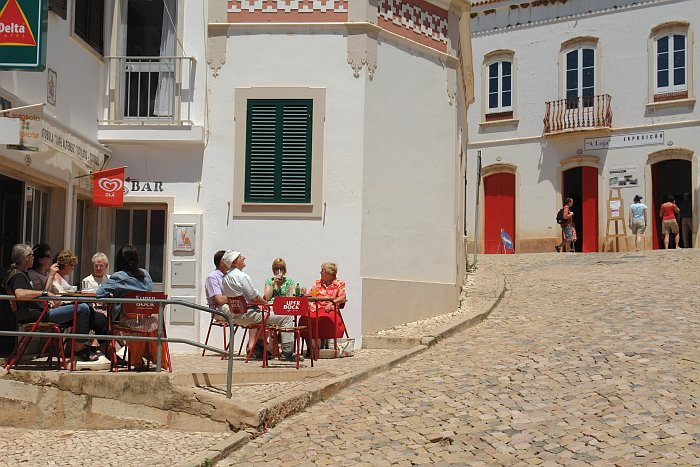
Centro de Alte
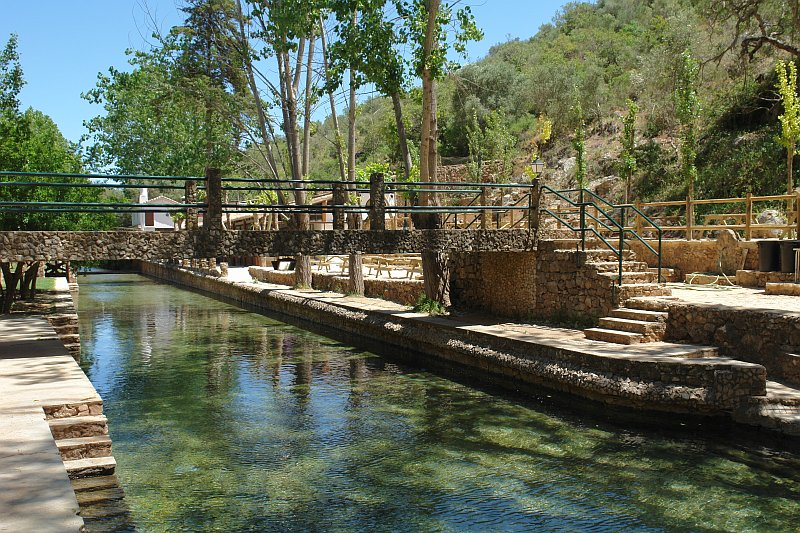
Alte, piscina fluvial da Fonte Grande
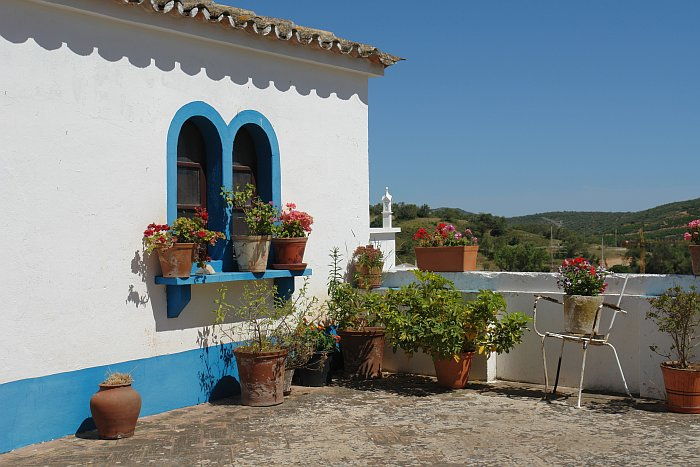
Vista de Alte
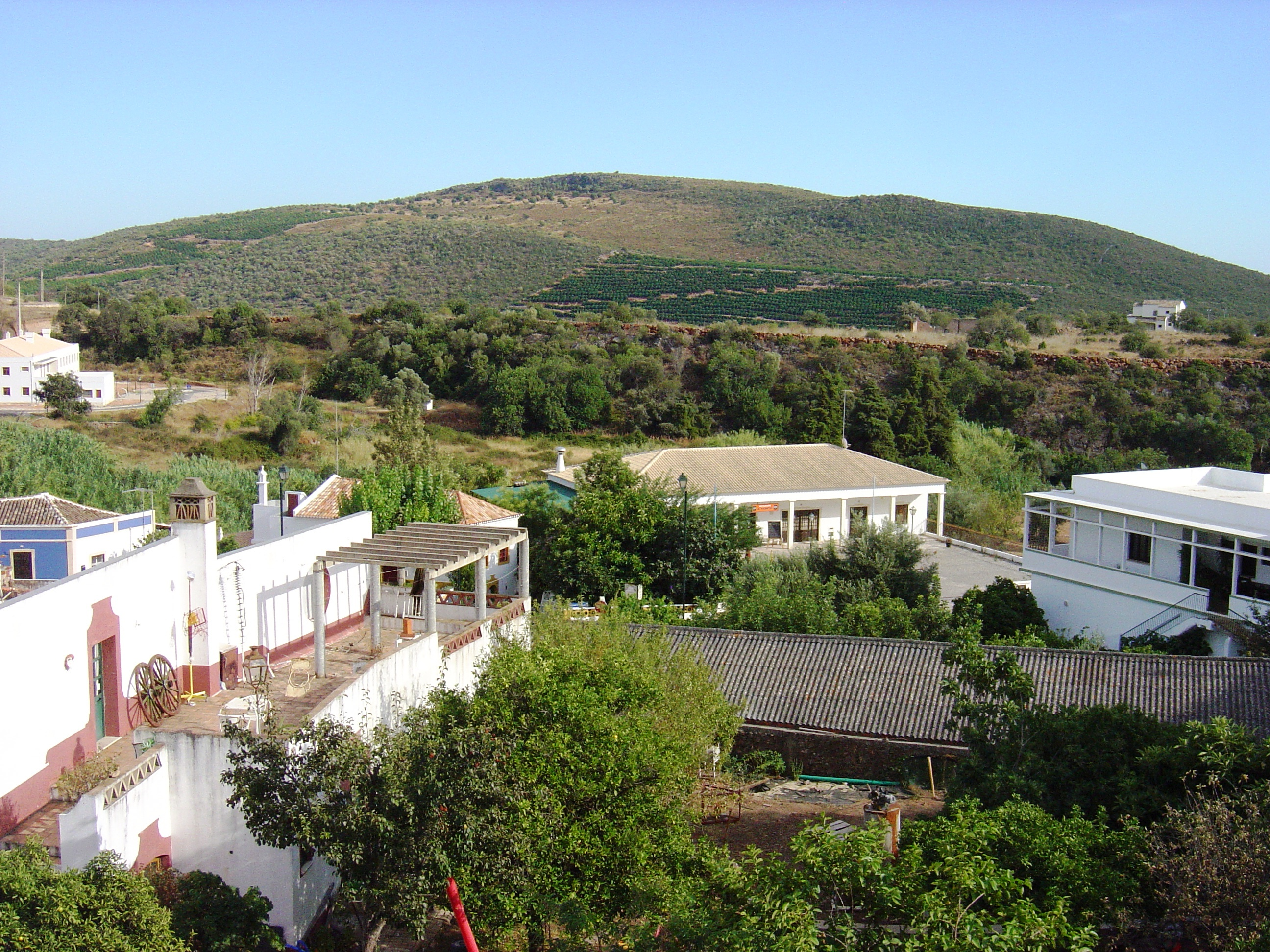
Colinas de Alte
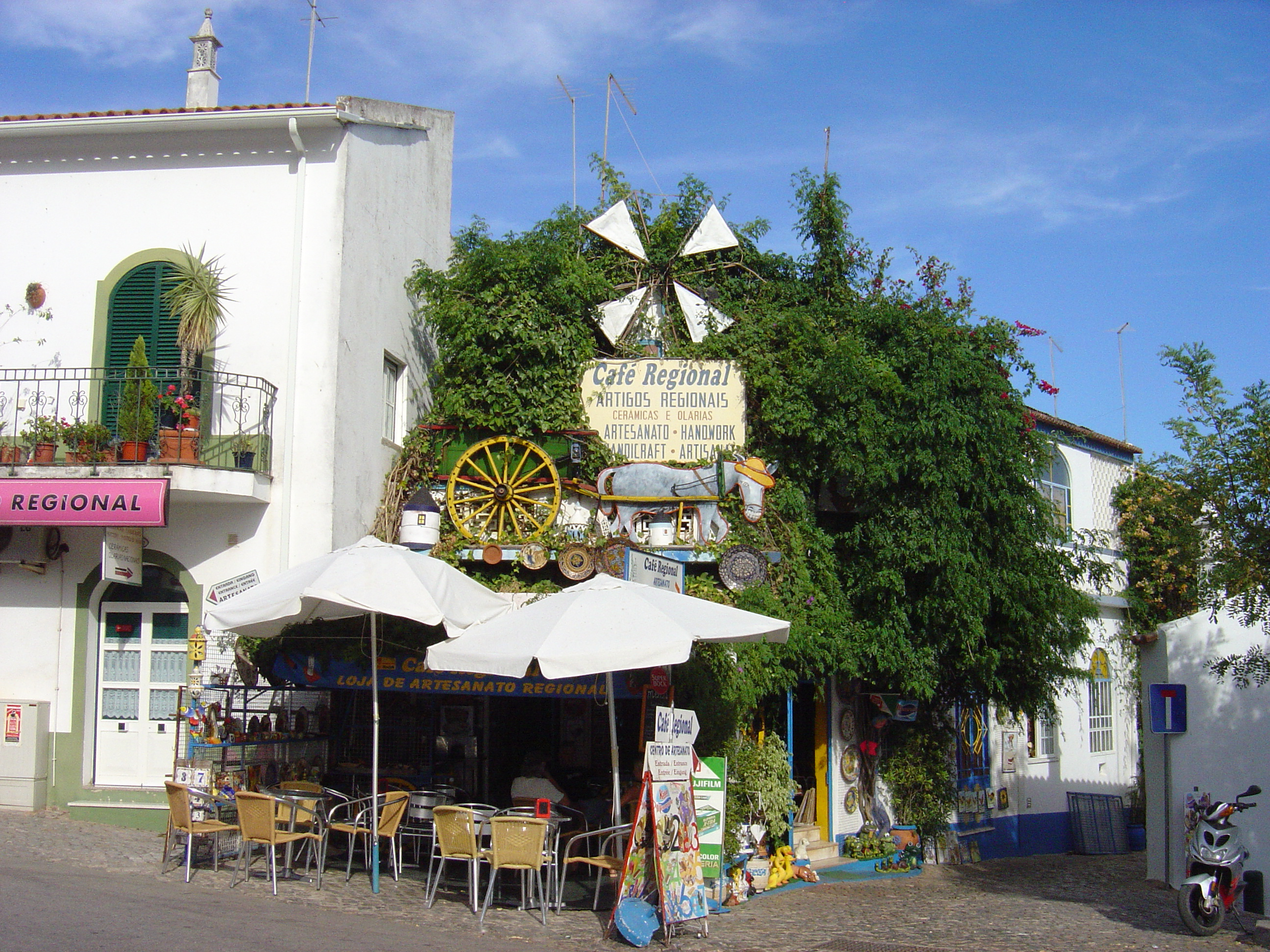
Centro de Alte
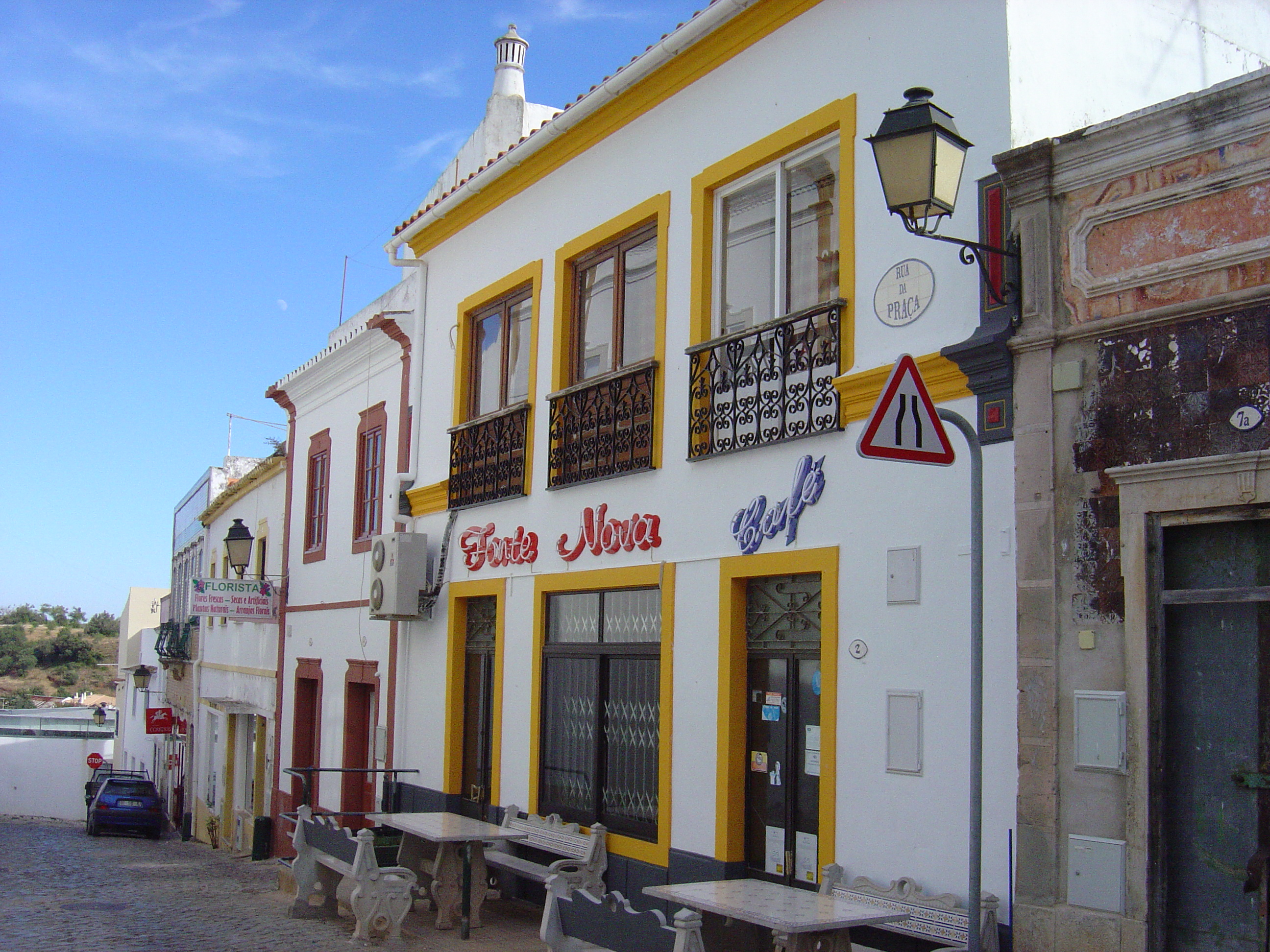
Centro de Alte

#### Património religioso
- Capela de Nossa Senhora da Conceição (Loulé)[15]
- Capela de Nossa Senhora do Pé da Cruz
- Capela de São Luís[16]
- Convento de Santo António (Loulé)
- Convento do Espírito Santo
- Ermida da Nossa Senhora do Bom Sucesso, em Vale Judeu[17]
- Ermida de São João da Venda[18]
- Igreja da Graça ou Testemunhos da Igreja da Graça
- Igreja da Misericórdia de Loulé ou Igreja de Nossa Senhora dos Pobres[19]
- Igreja da Nossa Senhora da Boa Hora[20]
- Igreja de Nossa Senhora da Conceição, matriz de Quarteira[21]
- Igreja de S. Faustino e Museu[22]
- Igreja de São Francisco (Loulé)[23]
- Igreja de São Lourenço de Almancil
- Igreja de São Pedro do Mar[24]
- Igreja de Vilamoura[25]
- Igreja Matriz de Alte ou Igreja de Nossa Senhora da Assunção
- Igreja Matriz do Ameixial
- Igreja Matriz de Benafim[26]
- Igreja Matriz de Boliqueime[27]
- Igreja Matriz de Loulé ou Igreja de São Clemente[28]
- Igreja Matriz de Querença
- Igreja Matriz de Tôr[29]
- Cruzeiro de Querença
- Santuário de Nossa Senhora da Piedade (Mãe Soberana)

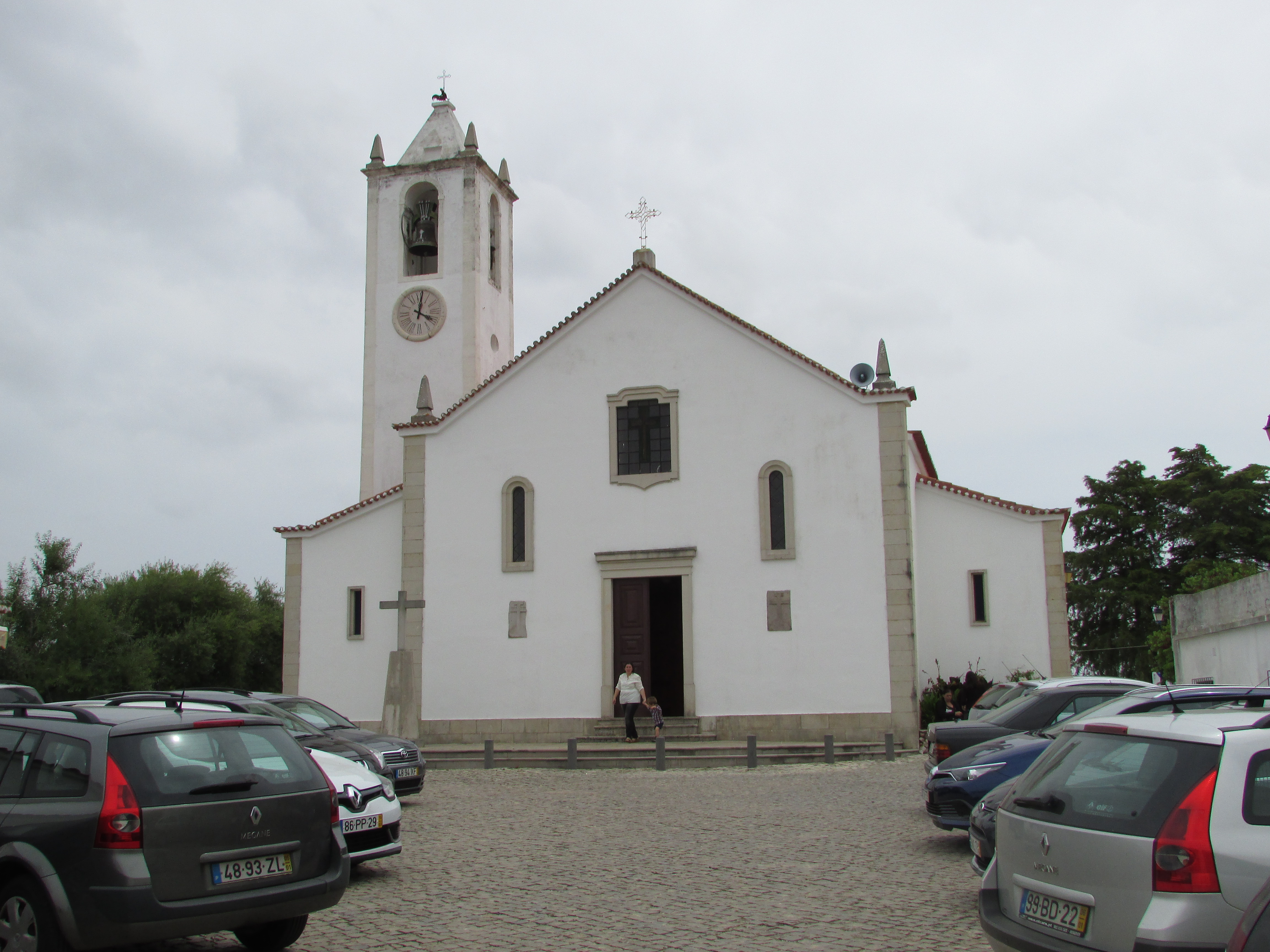
Igreja de São Sebastião, Salir
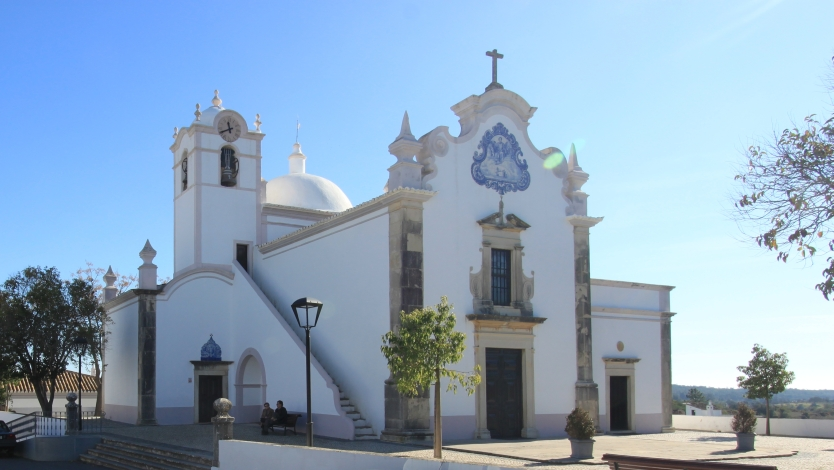
São Lourenço, Almancil
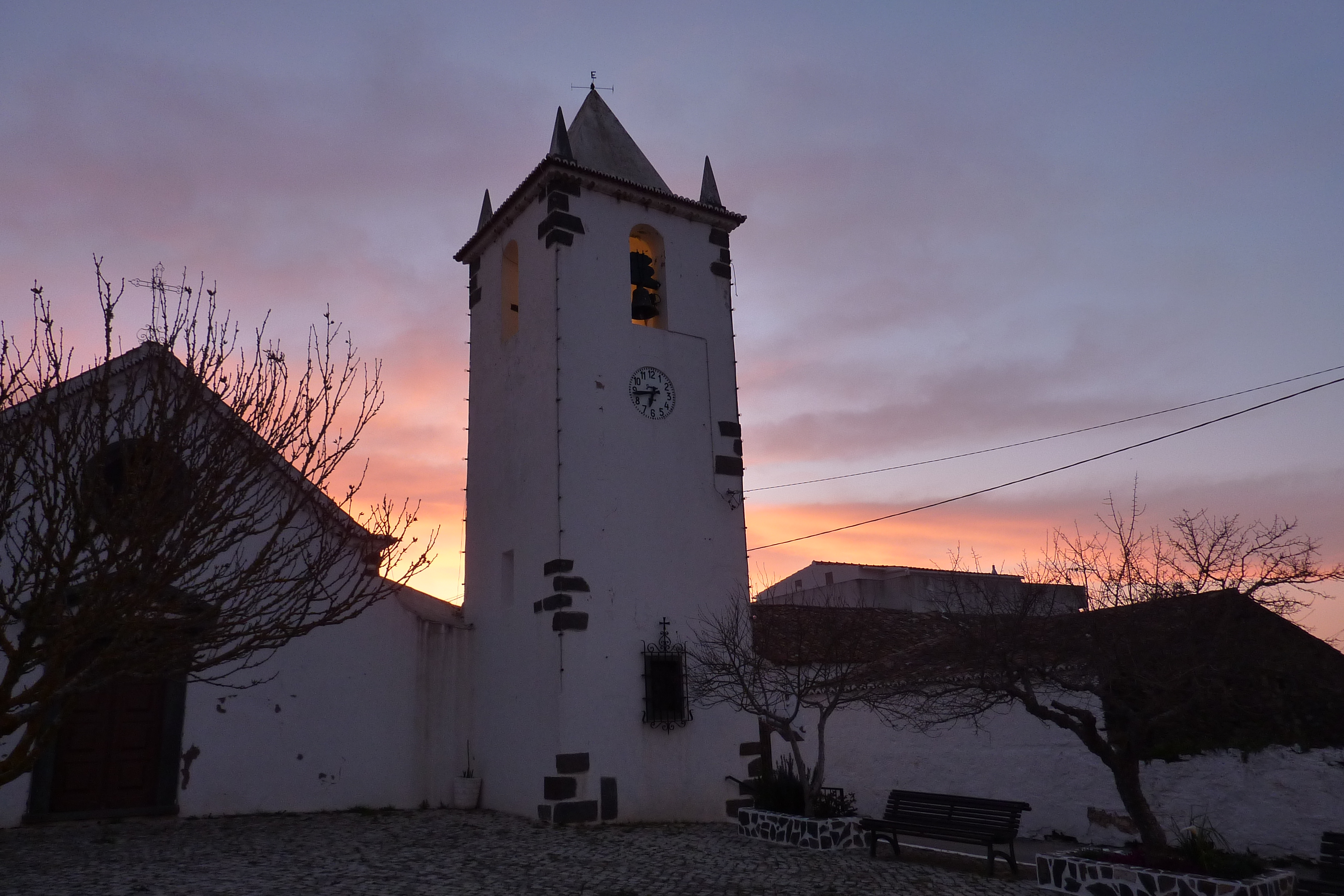
Igreja no Ameixial
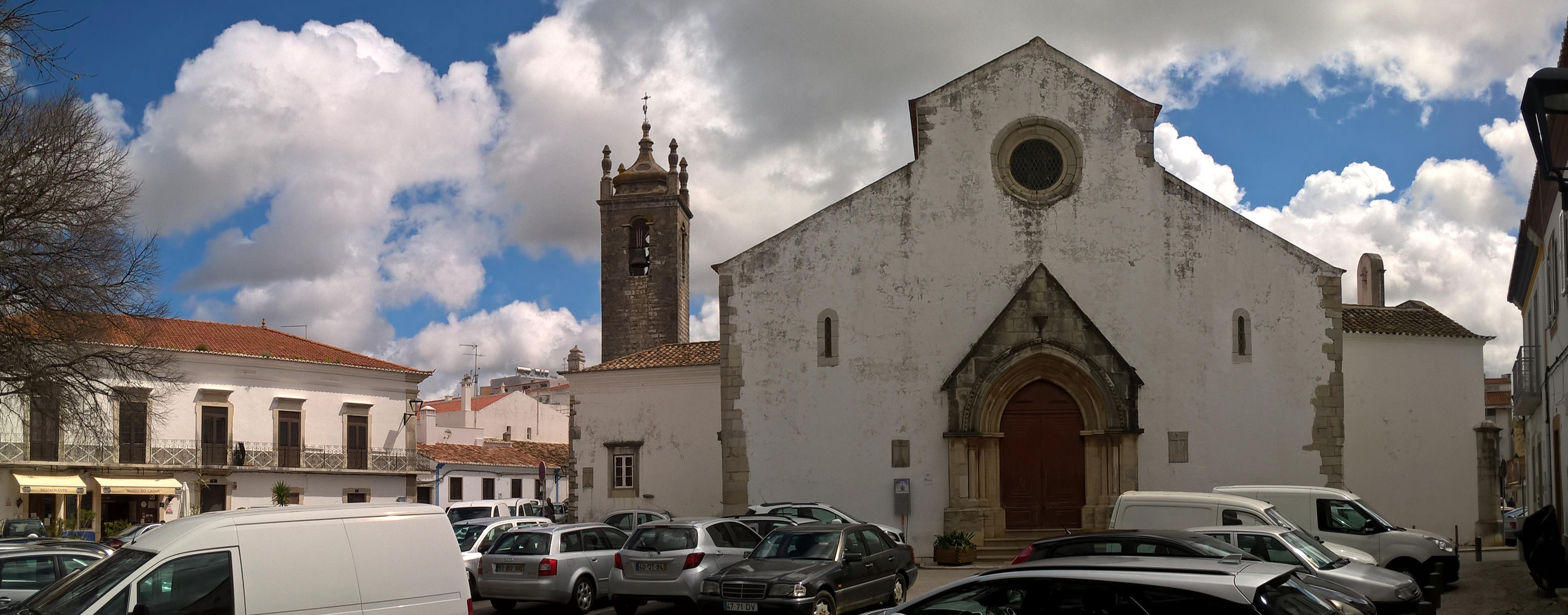
Igreja Matriz de Loulé ou Igreja de São Clemente
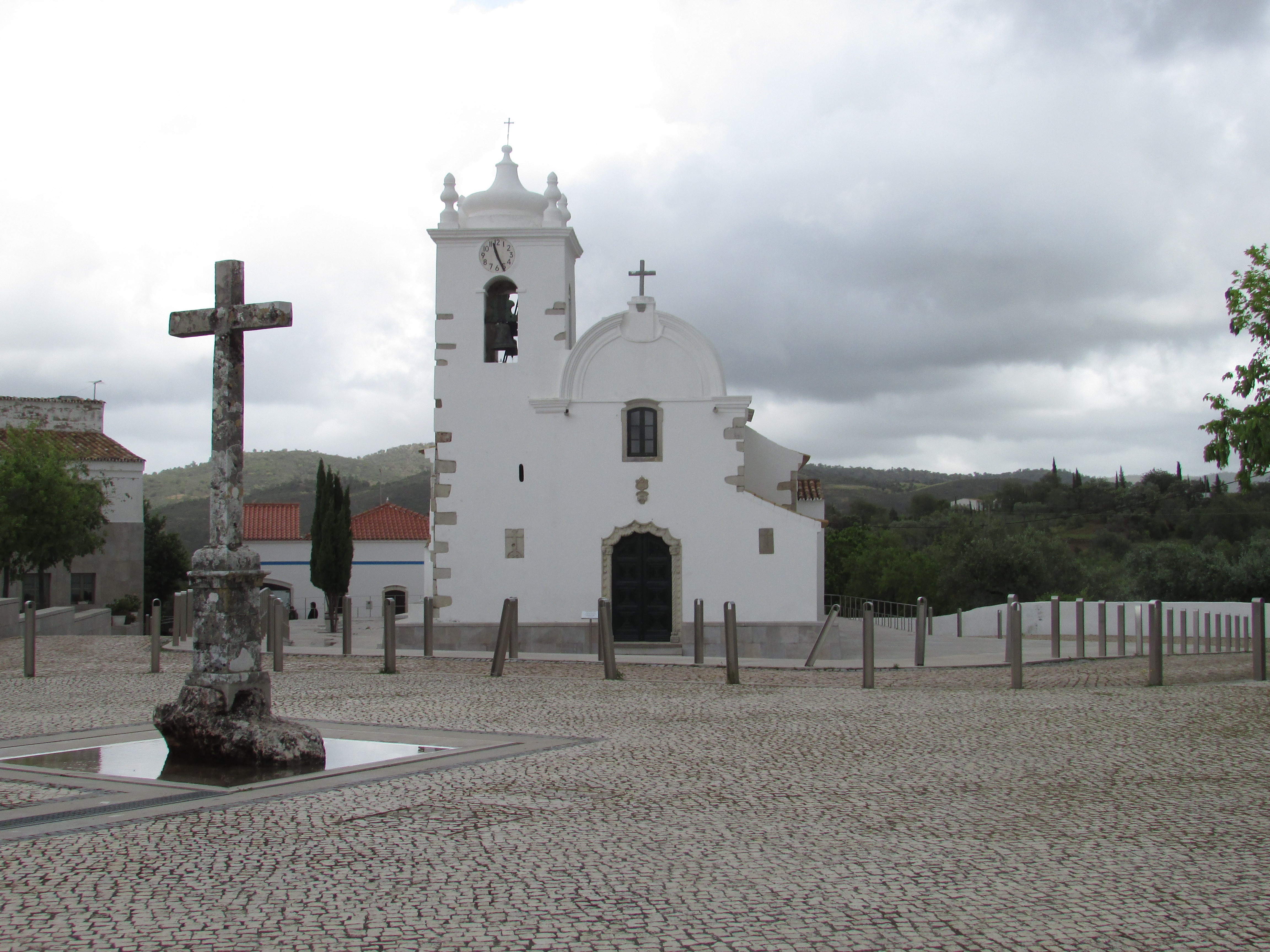
Igreja Nossa Senhora da Assunção, Querença
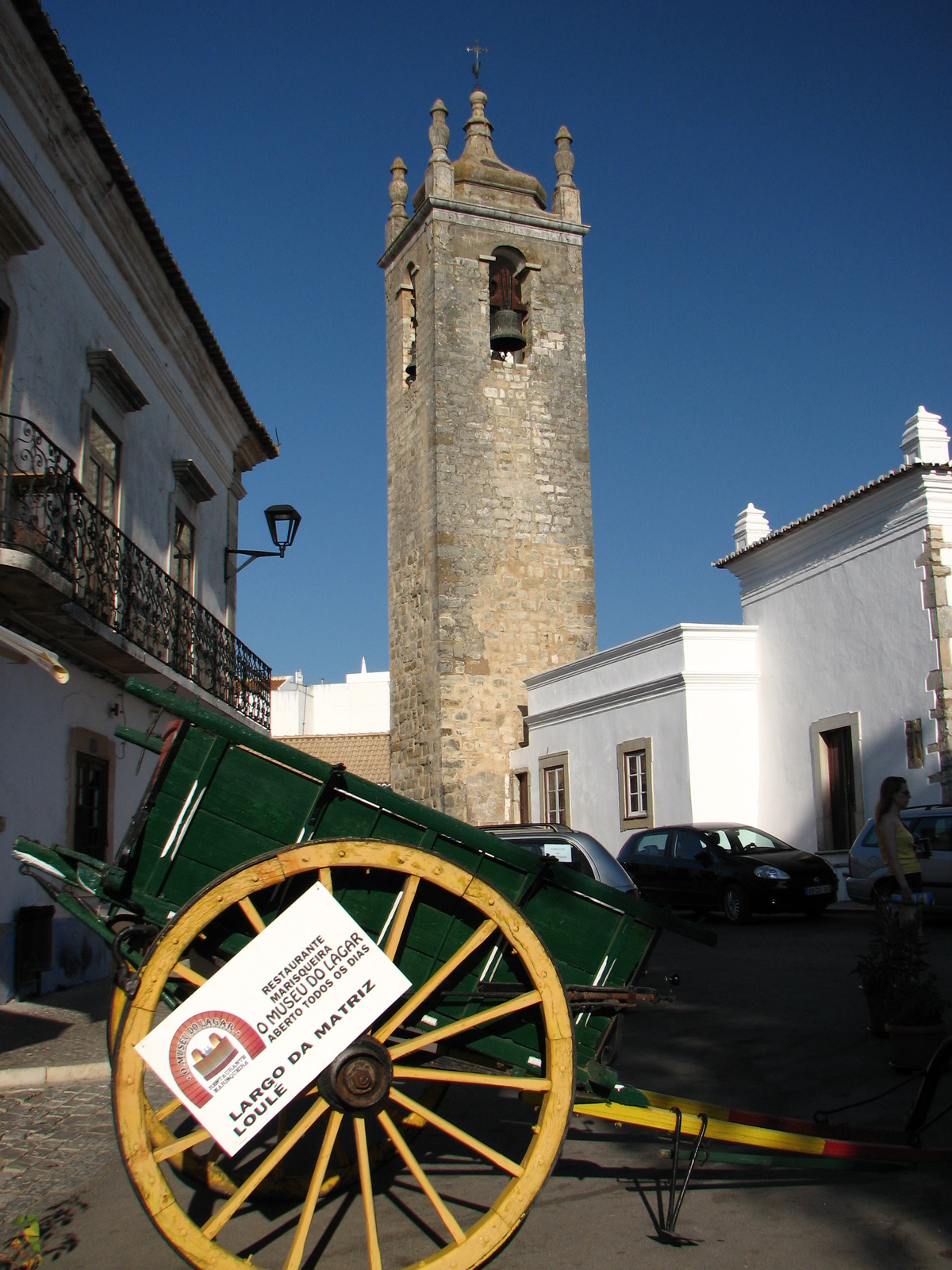
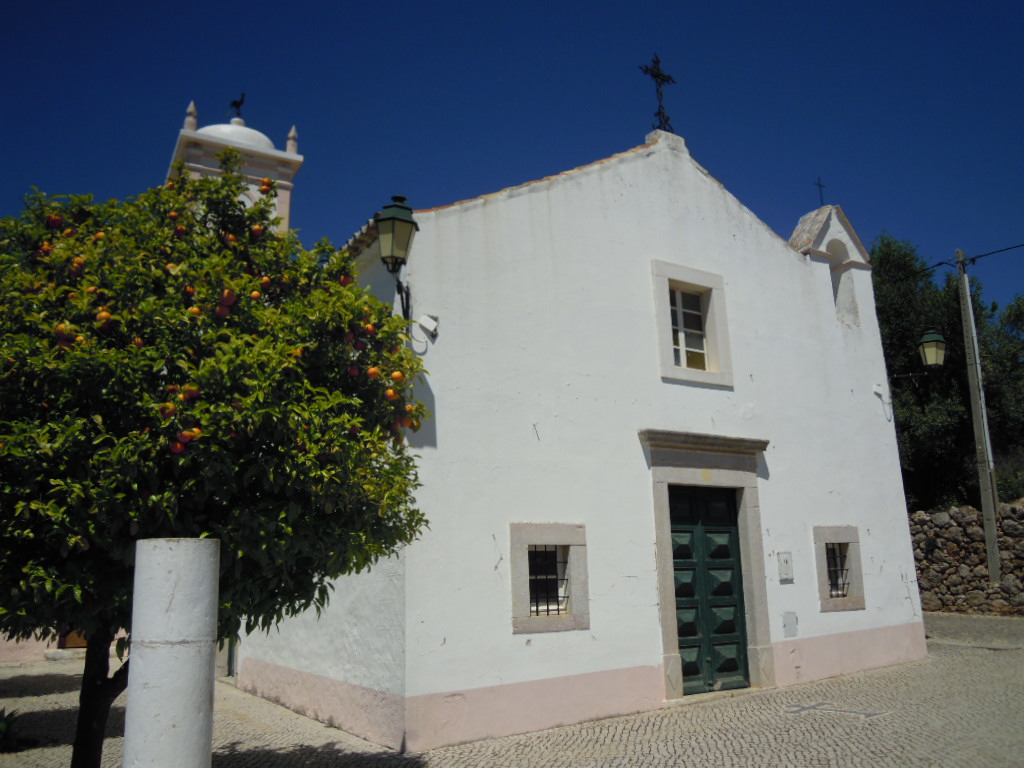
Igreja de Benafim
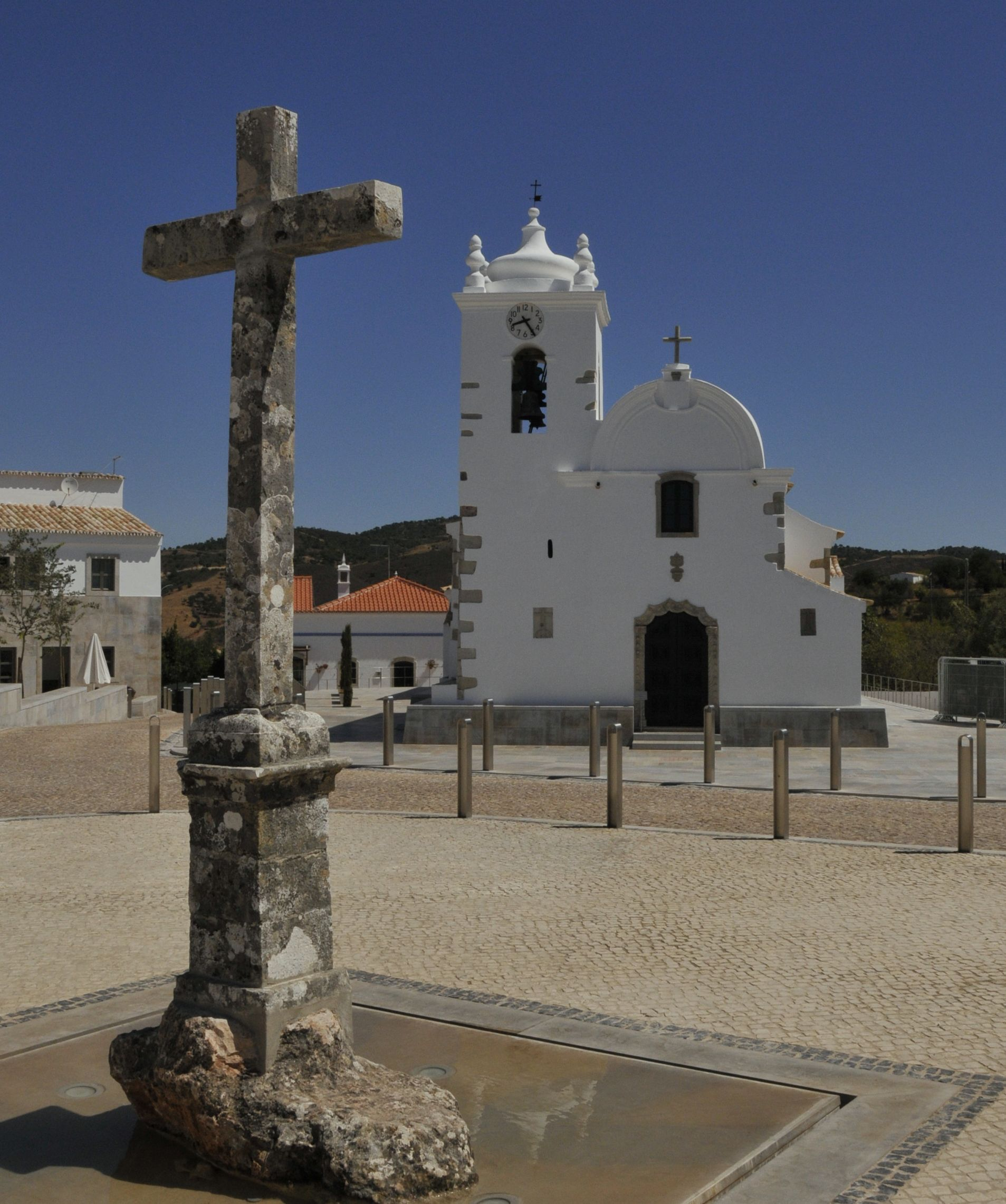
Querença
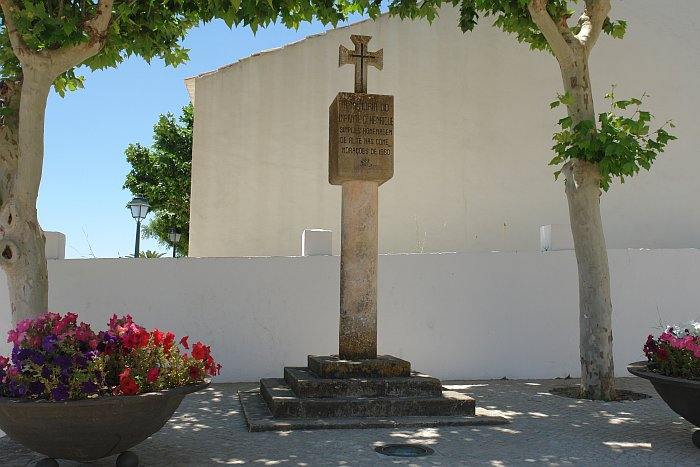
Cruzeiro em Alte
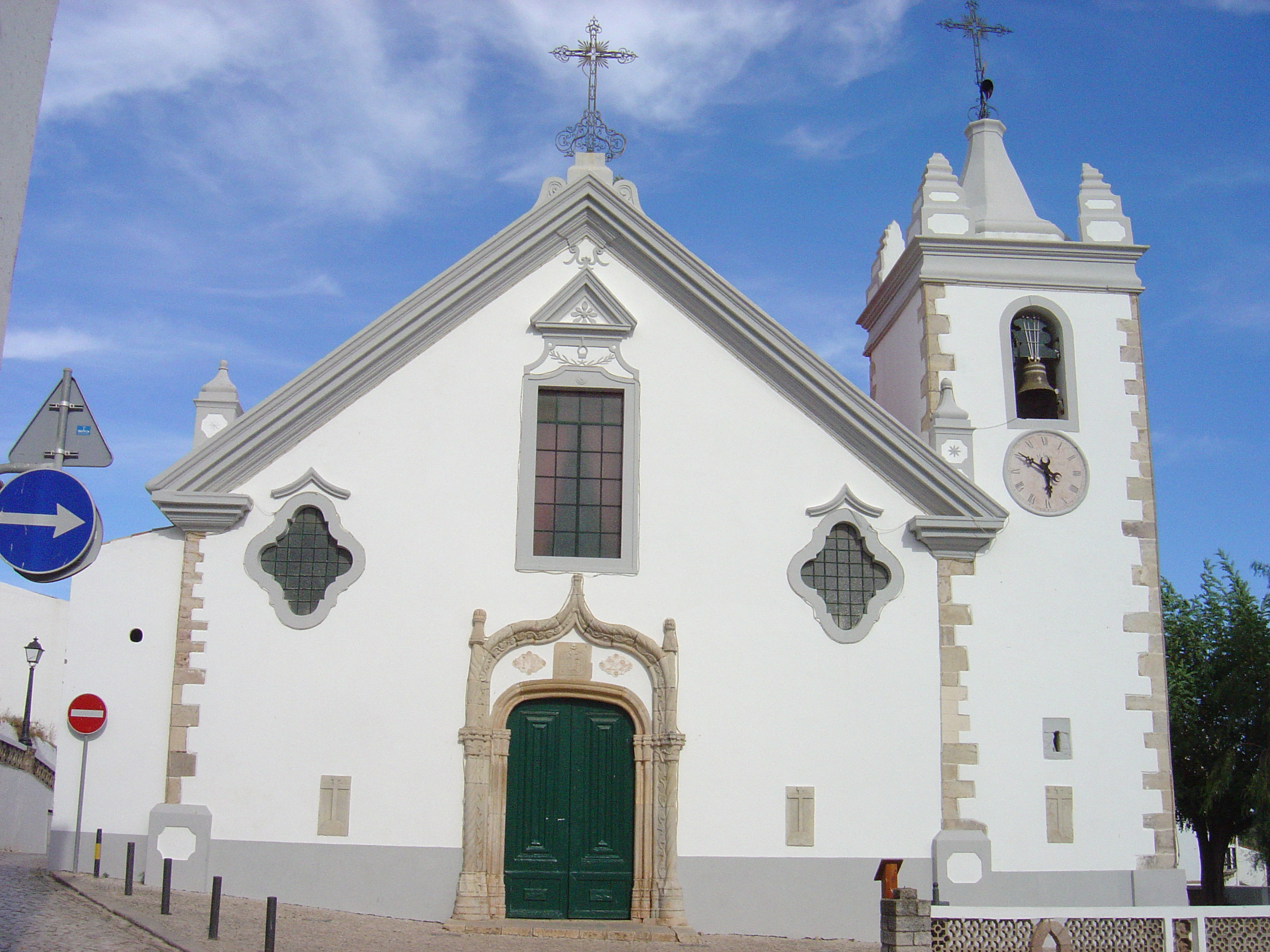
Alte

## Cultura
- Museu Municipal de Loulé

## Eventos
- Carnaval

A cidade é conhecida nacional e internacionalmente por ter um dos mais belos desfiles carnavalescos.
- Festival MED

Incluído no roteiro dos maiores festivais de “World Music” da Europa, o Festival MED tem lugar no Centro Histórico de Loulé. Para além de um alinhamento musical que traz a Portugal os melhores nomes das músicas do mundo, este festival passa também pela mostra gastronómica, pelas artes plásticas, animação de rua, artesanato, dança, "workshops", e muito mais, com um claro objectivo de divulgar a cultura dos países da Bacia do Mediterrâneo. O MED surgiu em 2004, na tentativa de concretizar um festival de “música diferente e único”, que potenciasse a promoção do município e permitisse qualificar e diversificar a oferta turística. Assim, promover e revitalizar a zona histórica da cidade, numa perspectiva de dinamização cultural e, simultaneamente, de divulgação da cultura do Mediterrâneo, e da imagem turística em tempo de verão constituem, em termos gerais, os objectivos da sua realização. O MED continuará a desenvolver uma ideia inovadora e diferenciadora e afirmar-se-á como um evento de qualidade e de referência, resultando numa aposta ganha, pelos níveis de adesão, notoriedade e popularidade internacional entretanto alcançados. Tem já uma identidade própria e integra uma imagem de marca, que lhe confere destaque em alguns roteiros dos festivais temáticos, nomeadamente de “Músicas do Mundo”, nos planos estivais de além-fronteiras.
- Noite Branca

A “Noite Branca” tem origem em algumas cidades europeias e norte-americanas e é normalmente associado a iniciativas de cariz humanitário ou de solidariedade social. Na Europa, nas zonas turísticas, o conceito urbano de Noite Branca evoluiu entretanto para uma vertente também comercial, associando a música à animação de rua, com o comércio aberto num novo conceito de "lifestyle", onde o "glamour" e a alegria ganham forma, e onde as baixas das cidades ou os seus centros ganham uma nova dinâmica. A “Noite Branca” em Loulé nasceu em 2007. No último sábado de agosto, na “ressaca” do escaldante verão algarvio, o centro da cidade, numa área aproximada de um quilómetro quadrado, vive momentos únicos de puro prazer. O comércio está aberto e engalanado de branco, com montras decoradas a rigor e os assistentes vestidos a preceito. Ourivesarias, sapatarias, grandes marcas de roupa… tudo com descontos para quem estiver de branco! A Cerca do Convento, área central da cidade, é palco de um cenário edílico, onde o branco representa o factor de união entre os diversos elementos. Os bares estão na rua e a rua ganha vida. Nas diversas praças, ruas, cantos e recantos há animação… Pelas ruas o ritmo é imparável. Mais de trinta artistas de rua dão alma e cor aos milhares de visitantes esperados. Malabaristas, cuspidores de fogo, homens-estátua, palhaços, mágicos, animadores… todos de branco! E também arte urbana.A decoração das ruas tem assinatura de Maria Raposo, prestigiada decoradora de interiores que tem em Loulé um desafio sem precedentes.

- Festa da Mãe Soberana

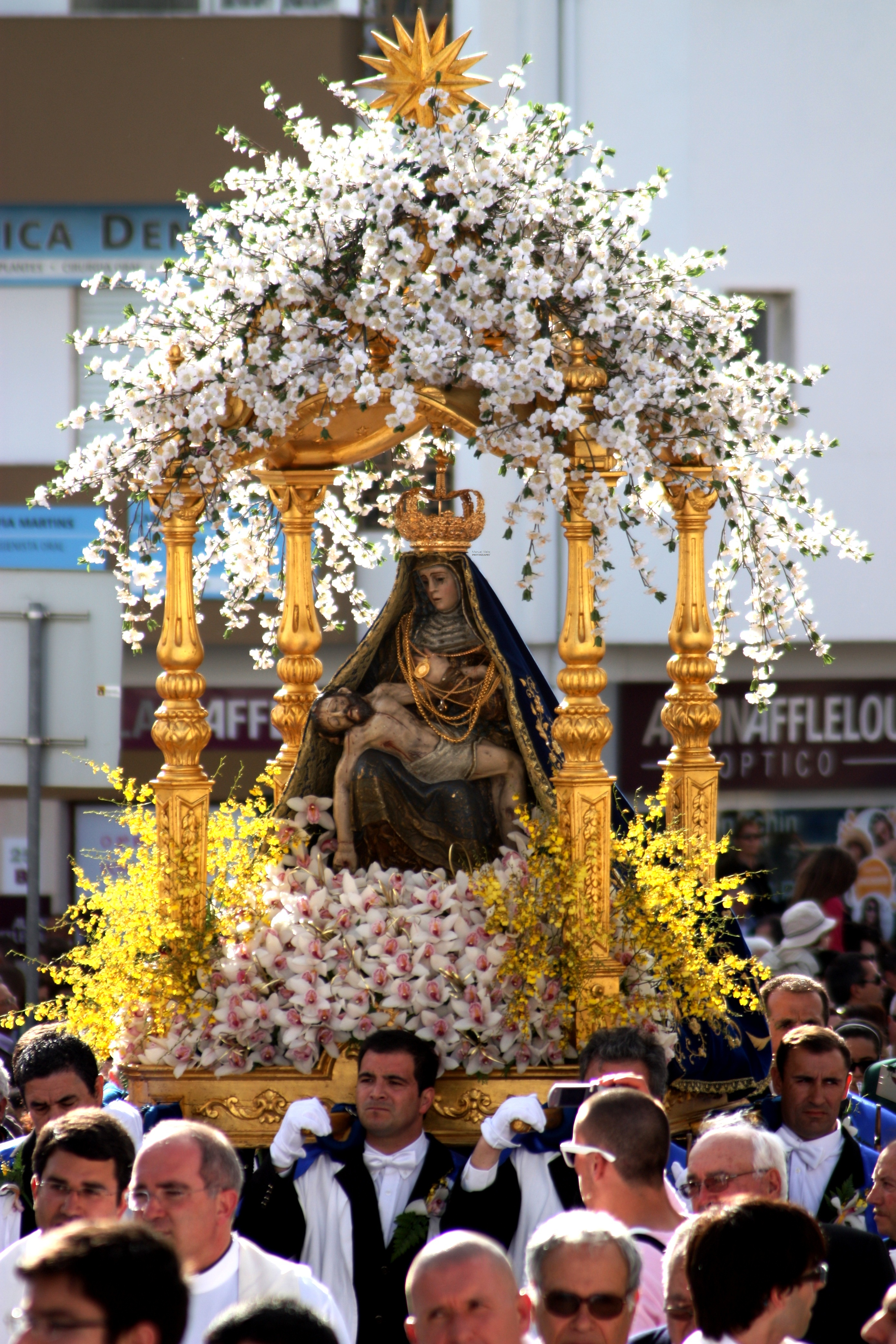
Festa Grande da Mãe Soberana.

É uma procissão anual da imagem da Nossa Senhora da Piedade. No domingo de Pascoa, ocorre a chamada festa pequena, onde a imagem da Nossa Senhora é levada do seu santuário até à Igreja de São Francisco. Após 15 dias, realiza-se a chamada Festa Grande, onde a imagem irá estar no espaço no monumento do Eng. Duarte Pacheco durante a missa, e posteriormente levada numa grande procissão, ao som das bandas, até ao cimo do serro, onde se encontra o santuario. Mais informação em «Lenda da Mãe Soberana» e em «Turismo Diocese do Algarve - Mãe Soberana, em Loulé: a grande romaria algarvia»

## Desporto
O principal clube de futebol da cidade de Loulé é o Louletano Desportos Clube, que joga atualmente no Campeonato Nacional de Seniores e que tem no Futebol de Formação uma imagem de excelência, sendo uma referência a nível nacional nesta área. Também em Loulé podemos encontrar o Juventude Sport Campinense clube, que actualmente não tem futebol sénior e aposta na formação. Numa zona fronteira entre os municípios de Faro e Loulé, encontramos o Estádio Algarve, infraestrutura construída por ocasião do Euro 2004 e que é partilhada pelos dois principais clubes de futebol das duas cidades, respectivamente o Sporting Clube Farense e o Louletano Desportos Clube. Loulé tem ainda dois clubes de ciclismo, o Centro de Ciclismo de Loulé e o Clube BTT Terra de Loulé. Possui ainda três clubes de ginástica: Louletano Desportos Clube , Ginástica Clube de Loulé e Associação de Pais e Amigos da Ginástica de Loulé (APAGL). Ainda possui a única equipa de "rugby" a sul de Portugal: Rugby Club de Loulé (RCL). O ecletismo da região está também patente noutras modalidades: aqui foi criado o primeiro clube de "floorball" português - os Loulé Linces -, e tem sede um dos mais activos clubes de xadrez algarvios - o Loulé ++ Clube de Xadrez das Torres do al-Gharb.

### Percursos pedestres
- PR1 LLE Ameixial[30]
- PR2 LLE Corte de Ouro[30]
- PR4 LLE Revezes[30]
- PR5 LLE Montes Novos[30]
- PR6 LLE Pé do Coelho[30]
- PR7 LLE - Percurso Pedestre do Barranco do Velho[30]
- PR8 LLE 8 Vale da Rosa[30]
- PR9 LLE Azinhal dos Mouros[30]
- PR11 LLE Amendoeira[30]
- PR12 LLE 7 Fontes[30]
- PR13 LLE Serra e Montes[30]
- PR14 LLE Tôr[30]
- PR16 LLE Fonte Benémola[30]
- PR18 LLE Rocha da Pena[30]

## Praias
- Praia da Falésia (partilhada com o município de Albufeira)
- Praia de Vilamoura
- Praia de Quarteira
- Praia de Vale do Lobo
- Praia do Garrão - Poente
- Praia do Garrão - Nascente
- Praia do Ancão
- Praia da Quinta do Lago

## Política

### Eleições autárquicas[31]
| Data | %     | V     | %       | V       | %             | V             | %         | V         | %      | V      | %              | V       | %              | V   | %     | V   | %              | V   | %       | V       | %              | V  | %   | V   | %   | V   | Participação |                |
| Data | PS    | PS    | PPD/PSD | PPD/PSD | FEPU/APU/ CDU | FEPU/APU/ CDU | PCTP/MRPP | PCTP/MRPP | CDS-PP | CDS-PP | UDP/ BE        | UDP/ BE | PRD            | PRD | MPT   | MPT | IND            | IND | PSD-CDS | PSD-CDS | CH             | CH | PAN | PAN | PPM | PPM | Participação |                |
| ---- | ----- | ----- | ------- | ------- | ------------- | ------------- | --------- | --------- | ------ | ------ | -------------- | ------- | -------------- | --- | ----- | --- | -------------- | --- | ------- | ------- | -------------- | -- | --- | --- | --- | --- | ------------ | -------------- |
| Data | 1976  | 41,14 | 3       | 36,78   | 3             | 15,22         | 1         | 2,00      | -      |        |                |         |                |     |       |     |                |     |         |         |                |    |     |     |     |     |              | 58,73 / 100,00 |
| 1979 | 29,51 | 2     | 42,74   | 4       | 15,13         | 1             |           |           | 7,48   | -      | 1,32           | -       | 68,16 / 100,00 |     |       |     |                |     |         |         |                |    |     |     |     |     |              |                |
| 1982 | 29,69 | 2     | 43,82   | 4       | 13,55         | 1             | 7,39      | -         | 1,12   | -      | 68,54 / 100,00 |         |                |     |       |     |                |     |         |         |                |    |     |     |     |     |              |                |
| 1985 | 24,66 | 2     | 52,28   | 5       | 7,41          | -             | 4,02      | -         | 0,48   | -      | 8,02           | -       | 59,19 / 100,00 |     |       |     |                |     |         |         |                |    |     |     |     |     |              |                |
| 1989 | 44,91 | 4     | 42,48   | 3       | 3,95          | -             | 4,55      | -         |        |        |                |         | 59,56 / 100,00 |     |       |     |                |     |         |         |                |    |     |     |     |     |              |                |
| 1993 | 48,90 | 4     | 39,96   | 3       | 2,95          | -             | 1,96      | -         | 2,65   | -      | 64,58 / 100,00 |         |                |     |       |     |                |     |         |         |                |    |     |     |     |     |              |                |
| 1997 | 52,82 | 4     | 39,94   | 3       | 2,39          | -             | 0,99      | -         |        |        | 61,12 / 100,00 |         |                |     |       |     |                |     |         |         |                |    |     |     |     |     |              |                |
| 2001 | 43,98 | 3     | 46,84   | 4       | 1,45          | -             | 2,25      | -         | 1,57   | -      | 58,35 / 100,00 |         |                |     |       |     |                |     |         |         |                |    |     |     |     |     |              |                |
| 2005 | 37,40 | 3     | 51,42   | 4       | 2,19          | -             | 1,56      | -         | 2,69   | -      | 58,02 / 100,00 |         |                |     |       |     |                |     |         |         |                |    |     |     |     |     |              |                |
| 2009 | 32,62 | 3     | 57,00   | 6       | 1,92          | -             | 2,64      | -         | 2,90   | -      | 54,48 / 100,00 |         |                |     |       |     |                |     |         |         |                |    |     |     |     |     |              |                |
| 2013 | 48,34 | 5     | 34,94   | 4       | 4,48          | -             | 2,10      | -         |        |        | 2,69           | -       | 46,61 / 100,00 |     |       |     |                |     |         |         |                |    |     |     |     |     |              |                |
| 2017 | 65,90 | 7     | CDS-PP  | CDS-PP  | 2,89          | -             | PPD/PSD   | PPD/PSD   | 2,84   | -      | PSD-CDS        | PSD-CDS |                |     | 23,97 | 2   | 44,59 / 100,00 |     |         |         |                |    |     |     |     |     |              |                |
| 2021 | 55,44 | 6     | CDS-PP  | CDS-PP  | 3,57          | -             | PPD/PSD   | PPD/PSD   | 3,30   | -      | PSD-CDS        | PSD-CDS | 22,18          | 2   | 8,68  | 1   | 2,52           | -   | PSD-CDS | PSD-CDS | 40,36 / 100,00 |    |     |     |     |     |              |                |

### Eleições legislativas
| Data | %     | %     | %    | %     | %     | %     | %        | %     | %     | %     | %    | %   | %       |   |    |    |
| Data | PS    | PSD   | PCP  | CDS   | UDP   | AD    | APU/ CDU | FRS   | PRD   | PSN   | BE   | PAN | PSD CDS | L | CH | IL |
| ---- | ----- | ----- | ---- | ----- | ----- | ----- | -------- | ----- | ----- | ----- | ---- | --- | ------- | - | -- | -- |
| 1976 | 39,55 | 29,52 | 8,23 | 7,71  | 2,10  |       |          |       |       |       |      |     |         |   |    |    |
| 1979 | 31,09 | AD    | APU  | AD    | 2,71  | 43,57 | 13,41    |       |       |       |      |     |         |   |    |    |
| 1980 | FRS   | AD    | APU  | AD    | 1,54  | 48,34 | 10,73    | 29,62 |       |       |      |     |         |   |    |    |
| 1983 | 38,30 | 34,59 | APU  | 7,37  | 0,89  |       | 11,80    |       |       |       |      |     |         |   |    |    |
| 1985 | 20,92 | 42,24 | APU  | 5,37  | 1,24  | 9,13  | 15,40    |       |       |       |      |     |         |   |    |    |
| 1987 | 22,77 | 56,57 | CDU  | 2,90  | 0,59  | 5,84  | 4,79     |       |       |       |      |     |         |   |    |    |
| 1991 | 28,87 | 58,45 | CDU  | 2,83  |       | 3,23  | 0,82     | 1,81  |       |       |      |     |         |   |    |    |
| 1995 | 44,87 | 38,18 | CDU  | 8,35  | 0,45  | 3,84  |          | 0,34  |       |       |      |     |         |   |    |    |
| 1999 | 44,75 | 36,75 | CDU  | 7,87  |       | 4,40  |          | 1,99  |       |       |      |     |         |   |    |    |
| 2002 | 33,65 | 47,11 | CDU  | 9,06  | 3,12  | 2,60  |          |       |       |       |      |     |         |   |    |    |
| 2005 | 45,18 | 31,39 | CDU  | 6,85  | 3,88  | 6,55  |          |       |       |       |      |     |         |   |    |    |
| 2009 | 30,07 | 32,32 | CDU  | 11,80 | 4,83  | 12,96 |          |       |       |       |      |     |         |   |    |    |
| 2011 | 20,56 | 43,93 | CDU  | 12,74 | 5,73  | 6,78  | 1,47     |       |       |       |      |     |         |   |    |    |
| 2015 | 30,32 | CDS   | CDU  | PSD   | 5,75  | 11,92 | 2,00     | 39,28 | 0,58  |       |      |     |         |   |    |    |
| 2019 | 37,33 | 27,11 | CDU  | 4,03  | 4,11  | 9,53  | 4,72     |       | 0,95  | 2,00  | 0,93 |     |         |   |    |    |
| 2022 | 38,19 | 27,71 | CDU  | 0,93  | 3,13  | 4,97  | 2,12     | 1,03  | 12,43 | 5,27  |      |     |         |   |    |    |
| 2024 | 23,80 | AD    | CDU  | AD    | 25,51 | 1,98  | 4,74     | 2,57  | 2,33  | 27,58 | 4,81 |     |         |   |    |    |

## Personalidades destacadas
- Duarte Pacheco (engenheiro electrotécnico, ministro das obras públicas de Salazar)
- José Mendes Cabeçadas (presidente do conselho de ministros - 1926; nono presidente da república - 1926)
- Aníbal Cavaco Silva (primeiro-ministro de Portugal - 1985-1995; décimo-nono presidente da república portuguesa)
- Nuno Guerreiro (vocalista principal do conjunto Ala dos Namorados)
- Laura Ayres (médica - investigadora em virologia)
- Lídia Jorge (escritora)
- António Aleixo (poeta)
- Victor Borges (escritor, artista plástico, investigador, ensaísta)
- Maria Campina (pianista)
- António Bota Filipe (1930 - 2020) - Militar e artista plástico
- Joaquim Ramos Guerreiro (1967 - 2017), político
- Luís Manuel Guerreiro (1960 - 2017), historiador e jornalista
- Manuel de Brito Pardal (1916-1984) - Pescador e poeta

## Geminações
A cidade de Loulé é geminada com as seguintes cidades:
- Aquiraz, Ceará, Brasil
- Le Puy-Notre-Dame, Maine-et-Loire, França
- Cartaya, Andaluzia, Espanha
- Manica, Manica, Moçambique
- Haikou, Hainan, China
- Bissorã, Oio, Guiné-Bissau
- Escobar, Província de Buenos Aires, Argentina
- Benguela, Benguela, Angola
- Boa Vista, Ilha da Boa Vista, Cabo Verde

## Galeria

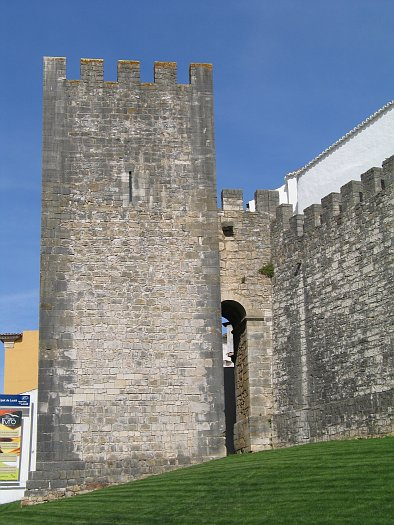
Castelo de Loulé
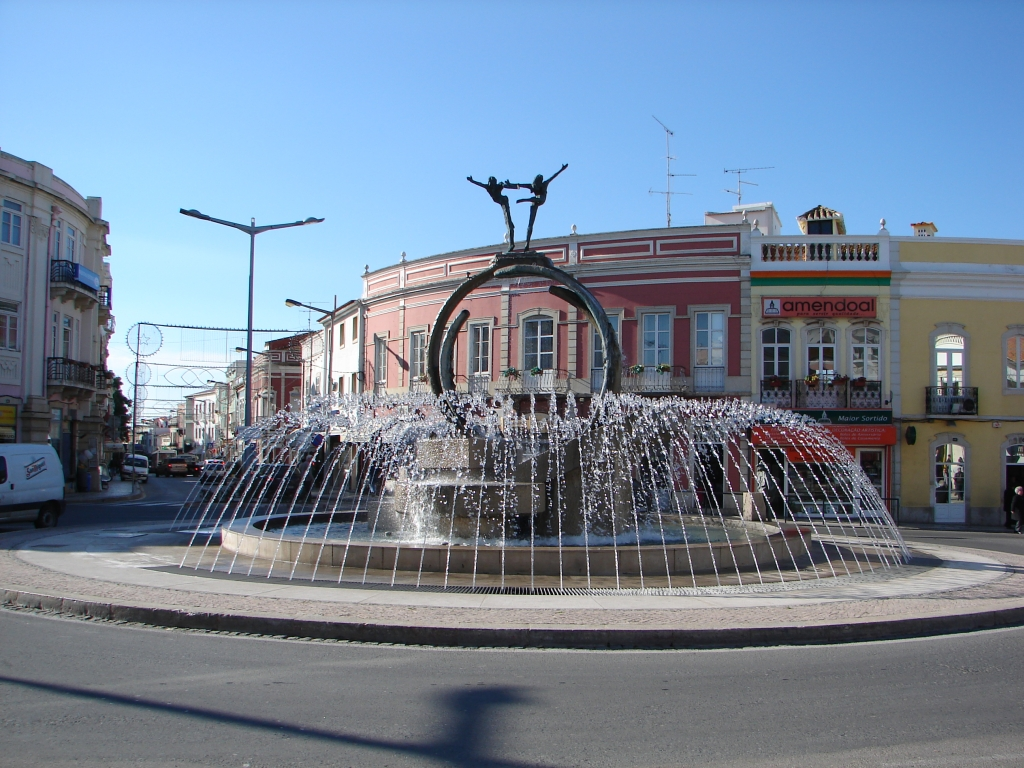
Rotunda da Praça Gago Coutinho
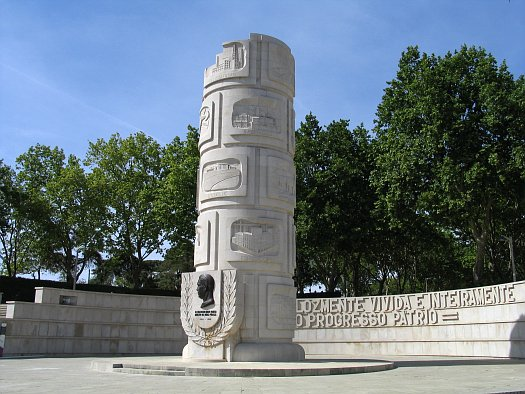
Monumento a Duarte Pacheco
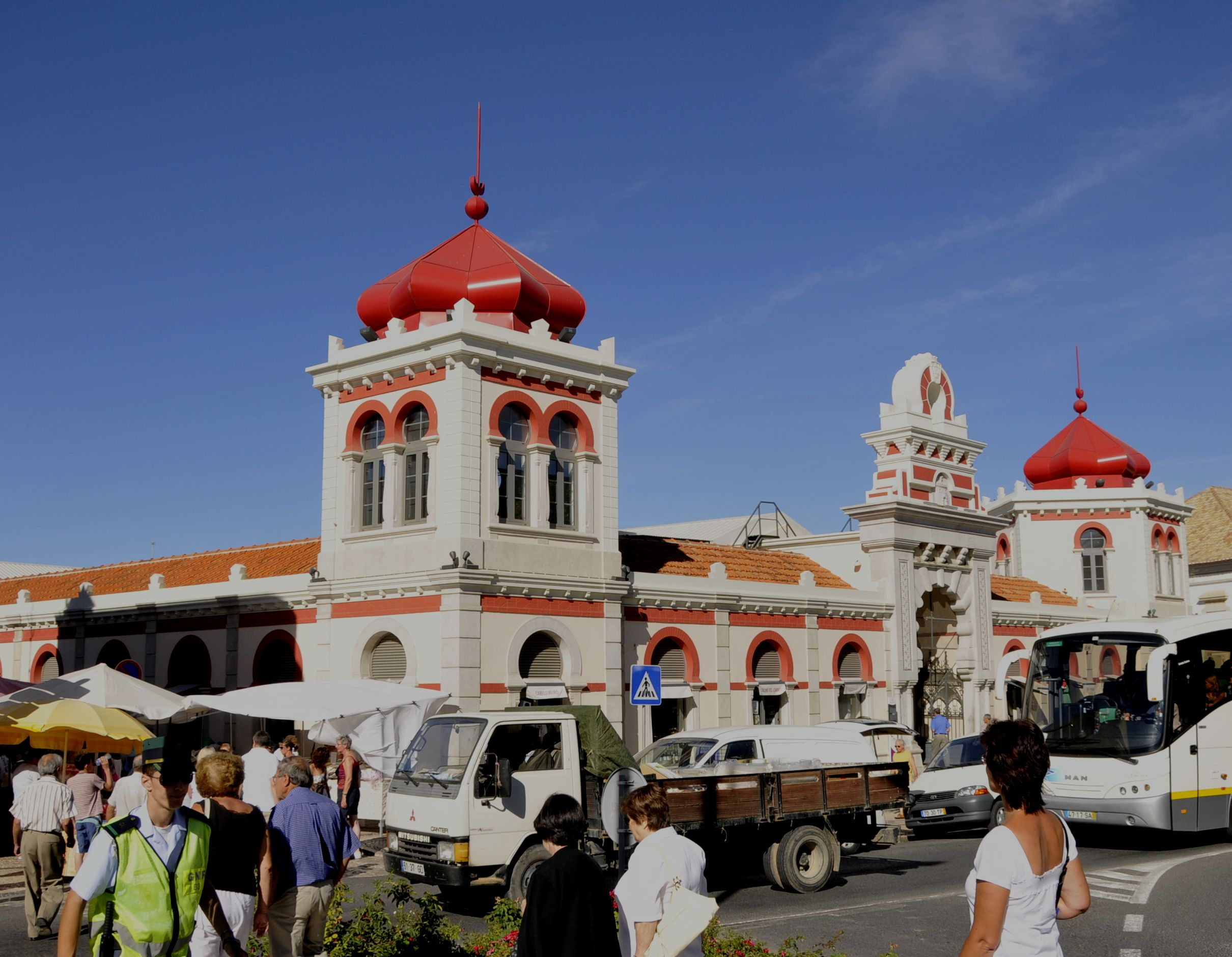
Mercado
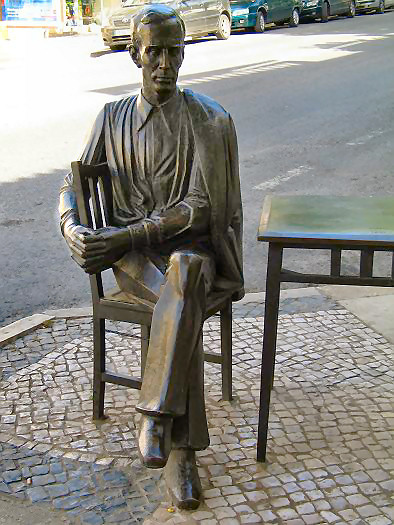
Estátua de António Aleixo
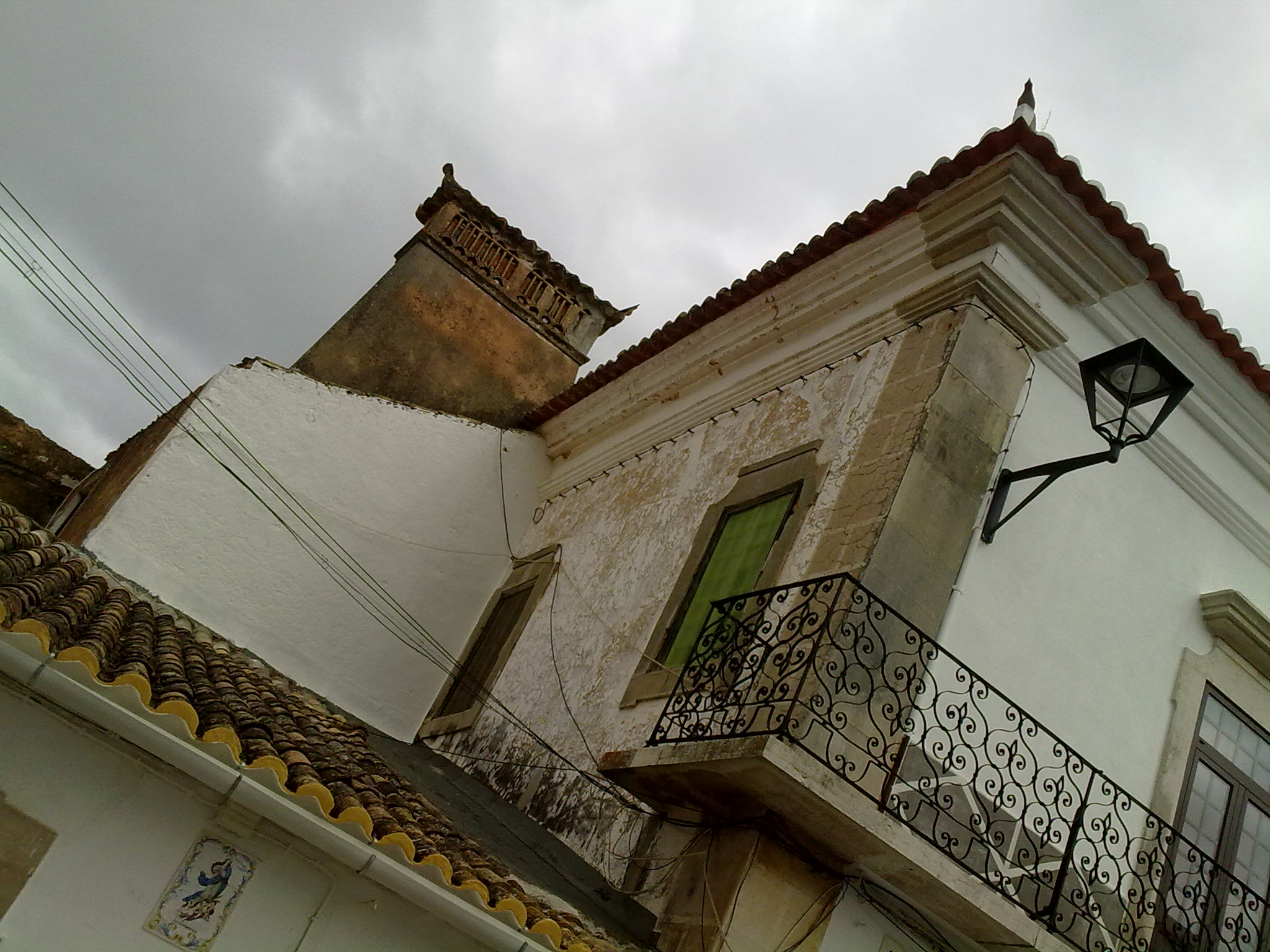
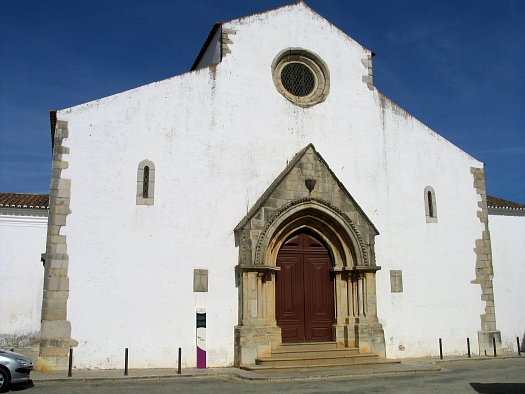
Igreja Matriz
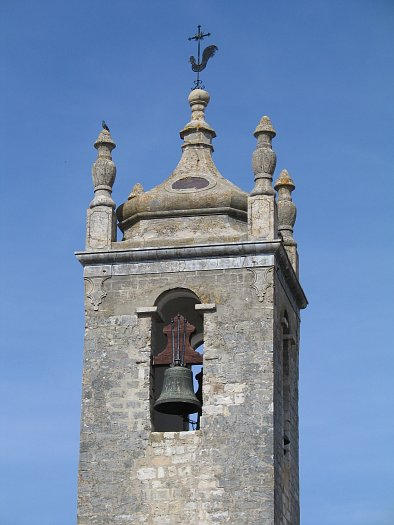
Igreja Matriz
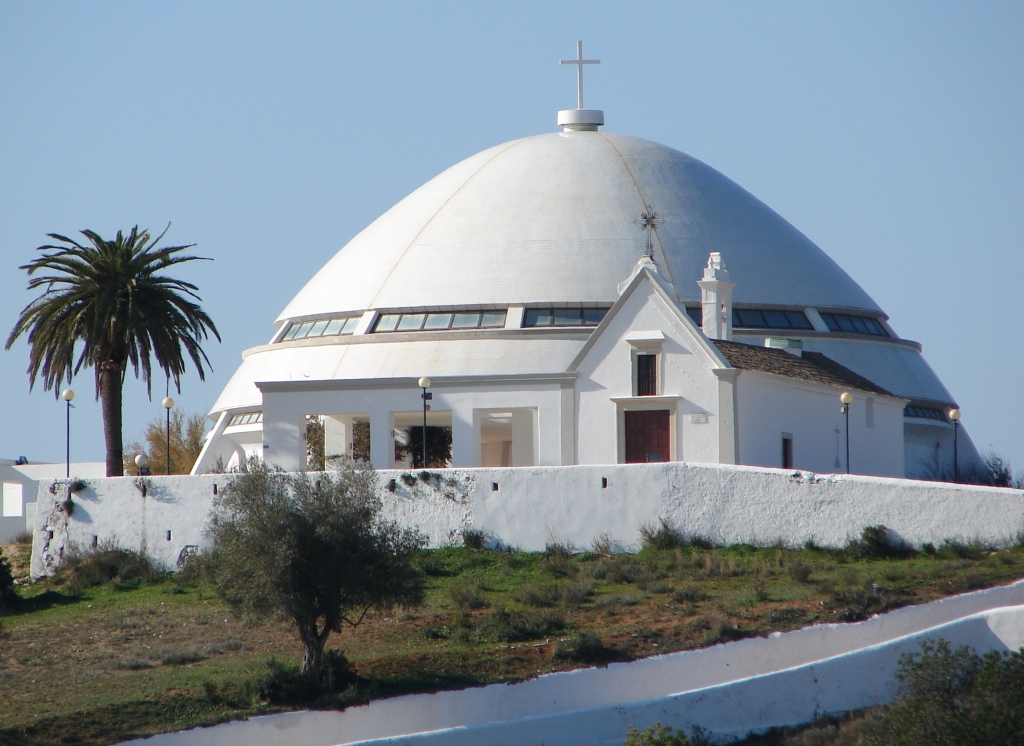
O Santuário de Nossa Senhora da Piedade (Mãe Soberana)
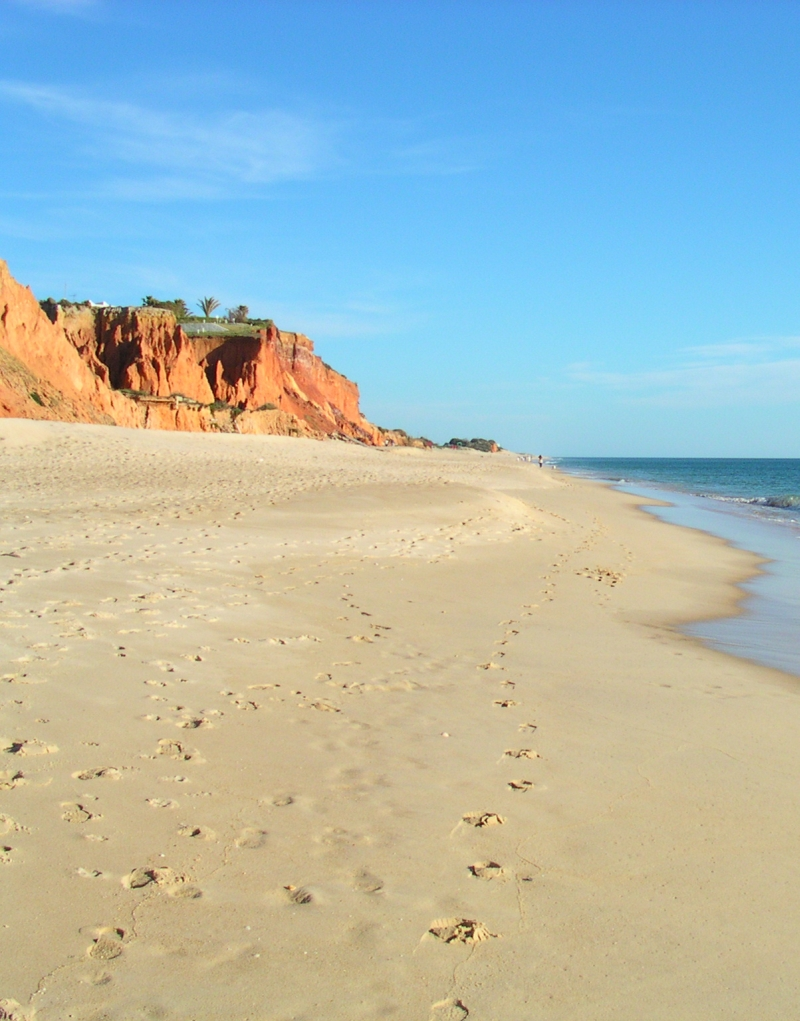
Praia de Loulé
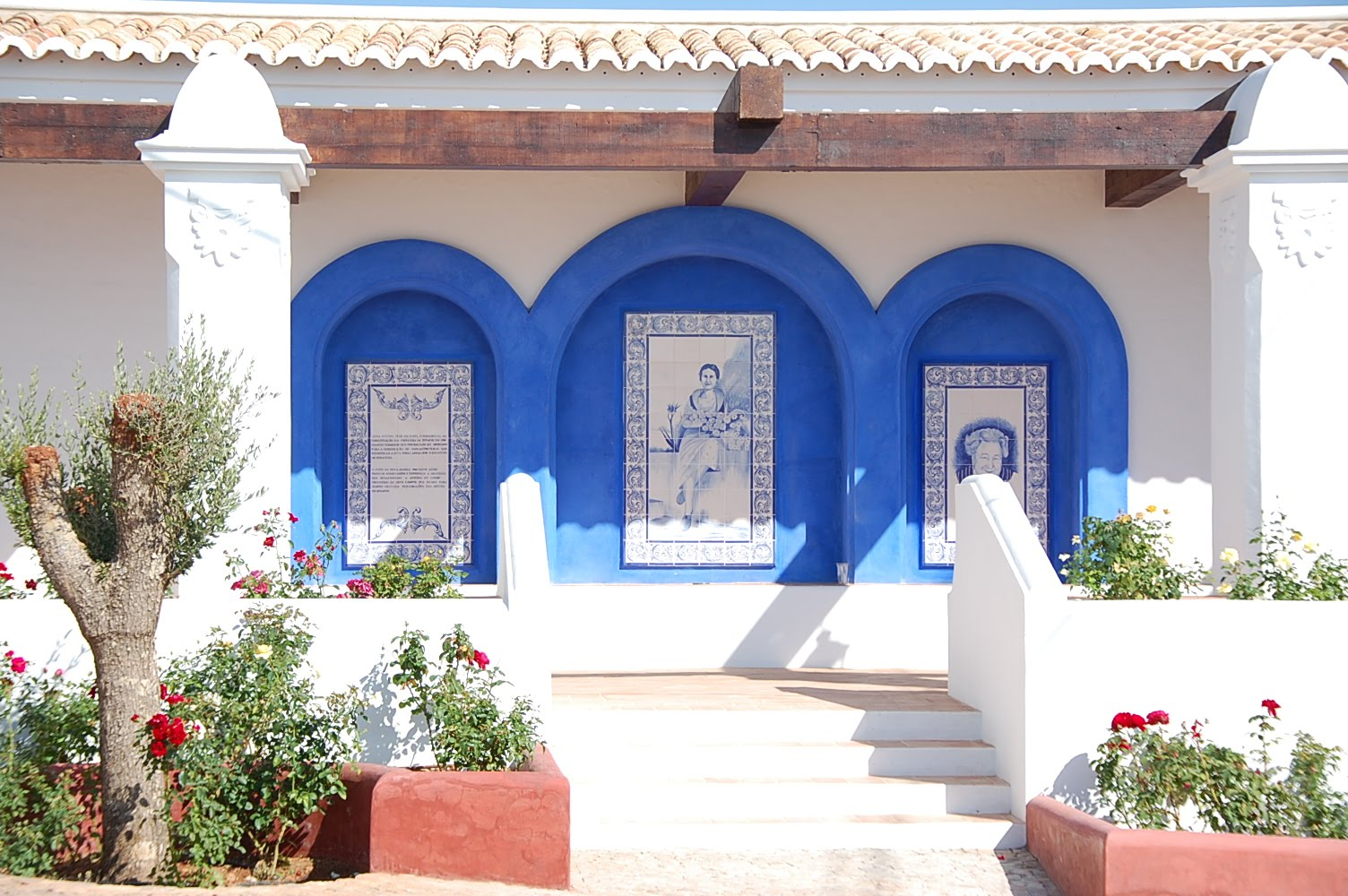
Pátio D. Antónia, em Benafim
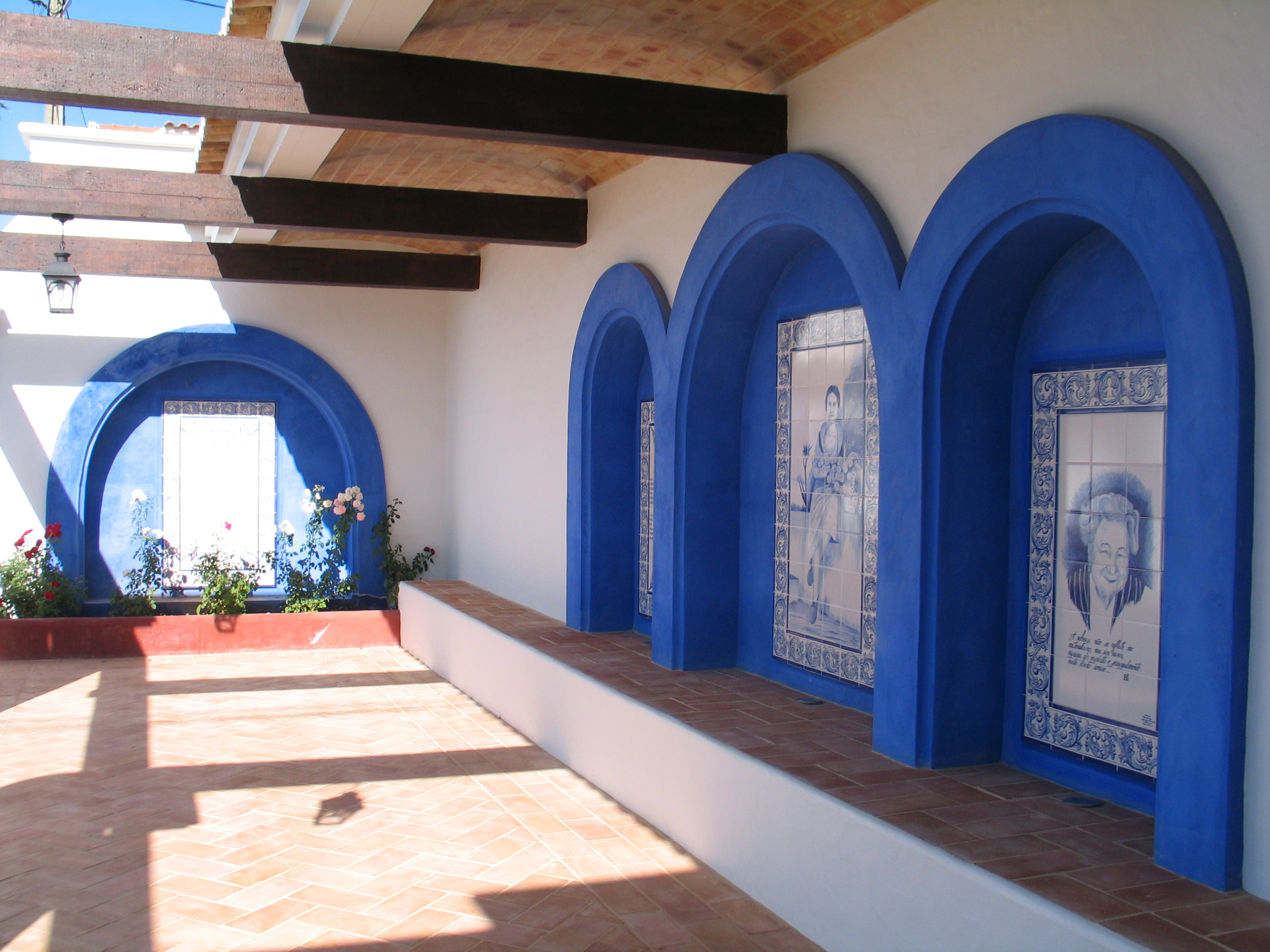
Pátio D. Antónia, em Benafim
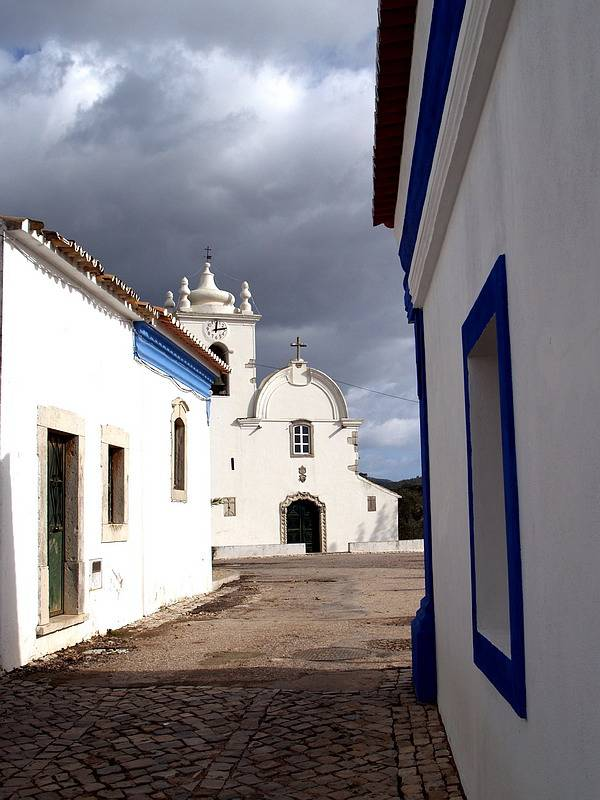
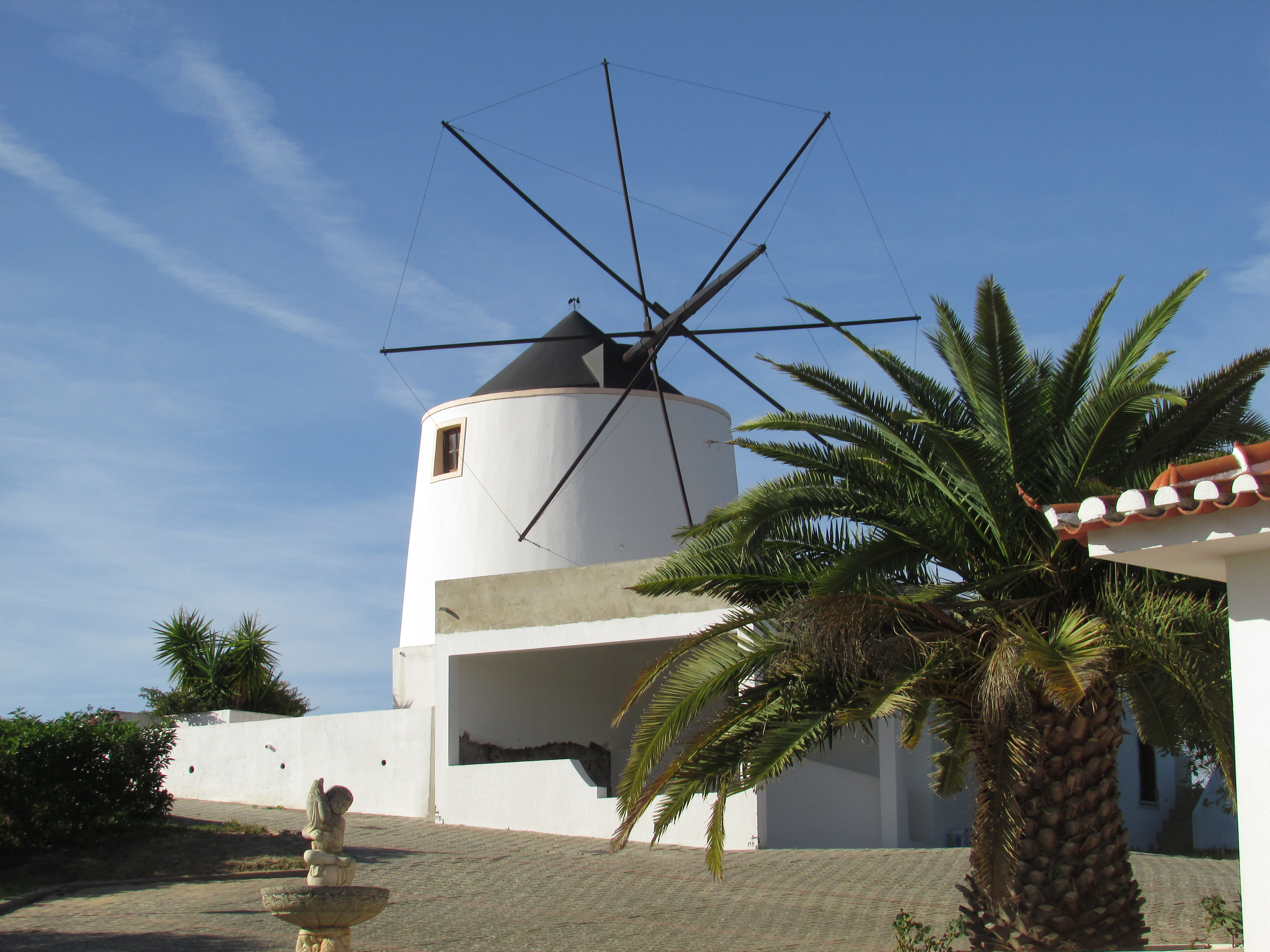
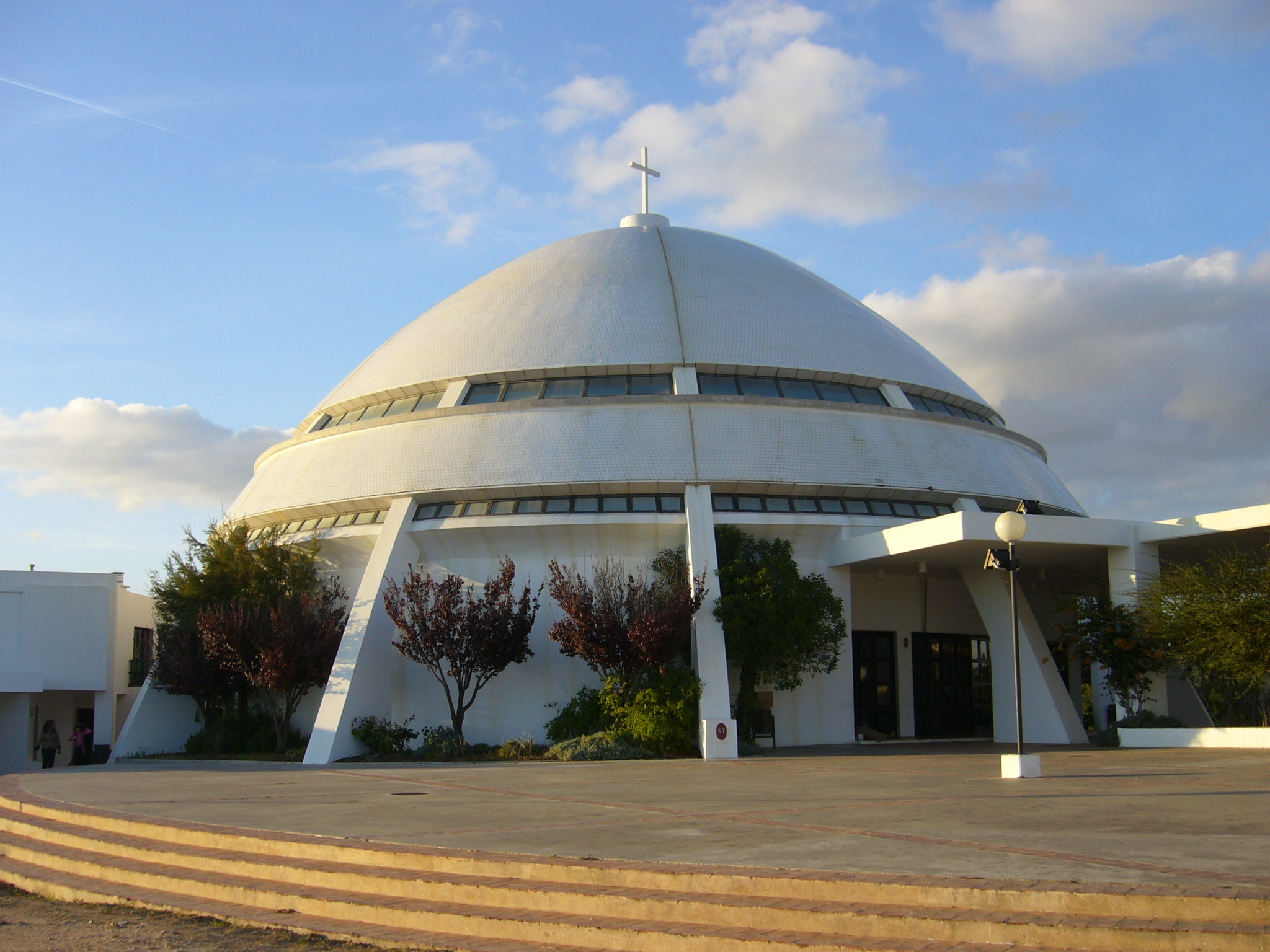
O Santuário de Nossa Senhora da Piedade (Mãe Soberana) destaca-se no topo de um monte a oeste da cidade

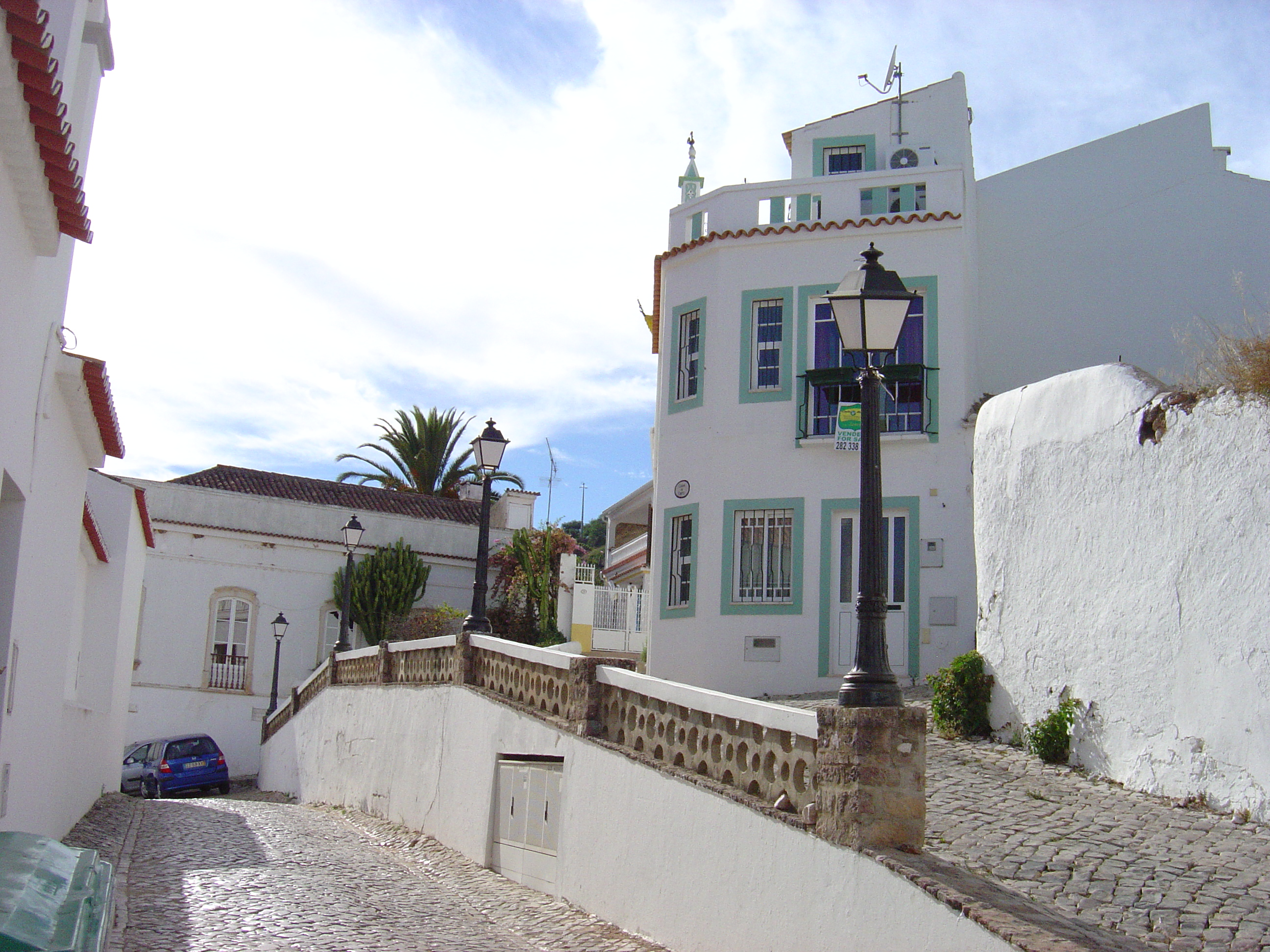
Vista de Alte
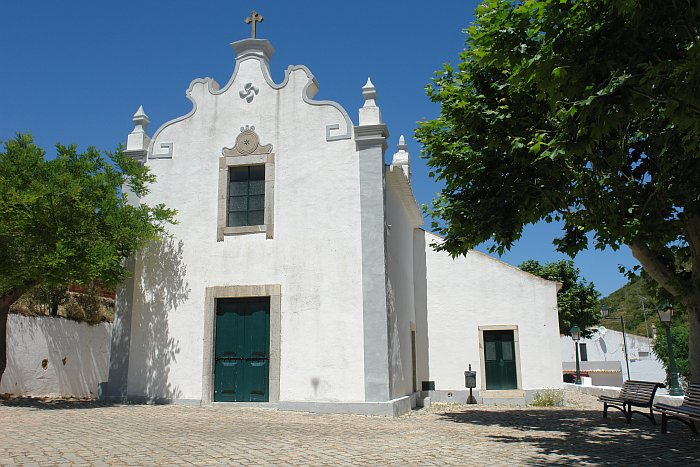
Igreja de S. Luís, Alte
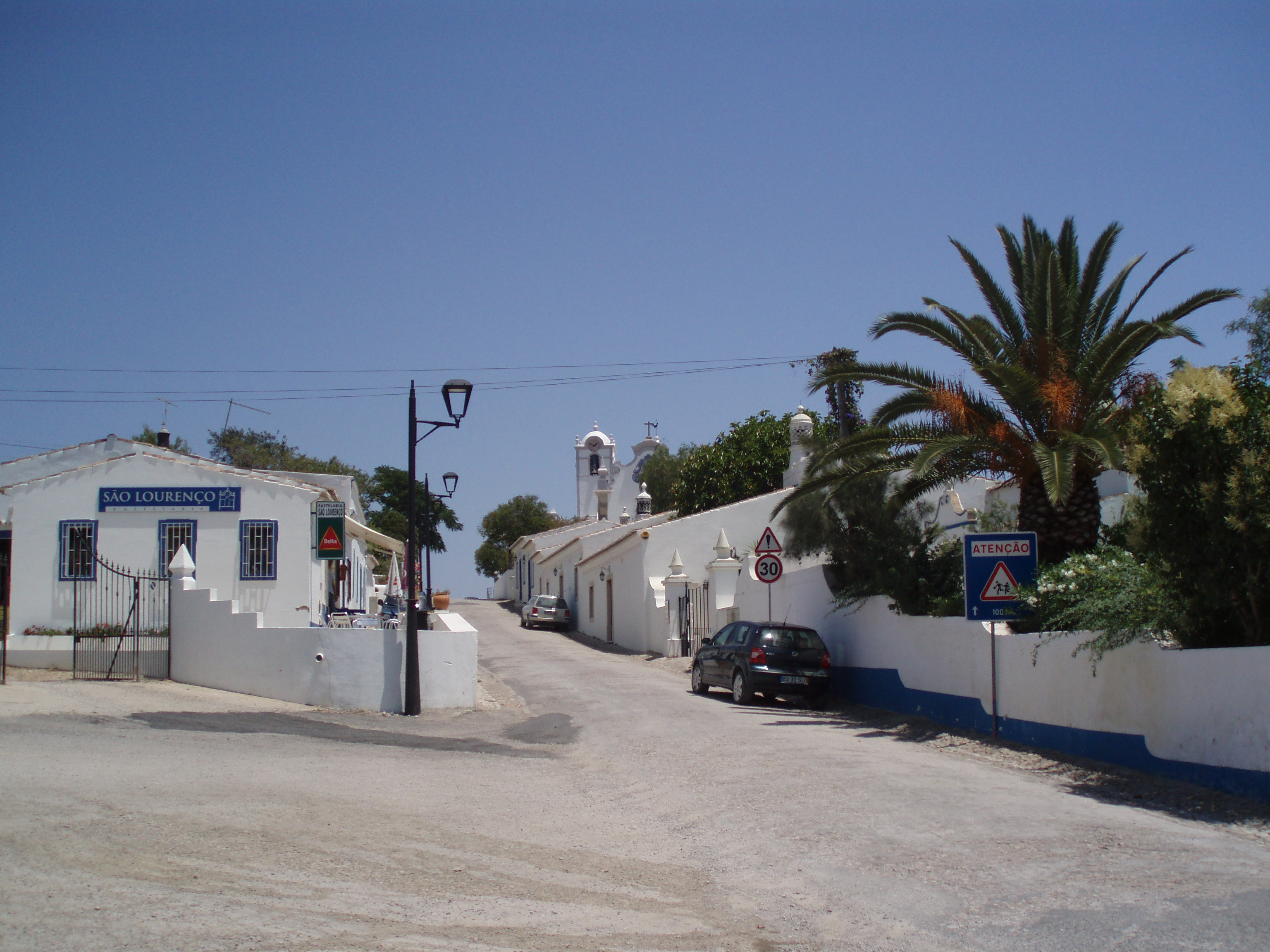
Almancil
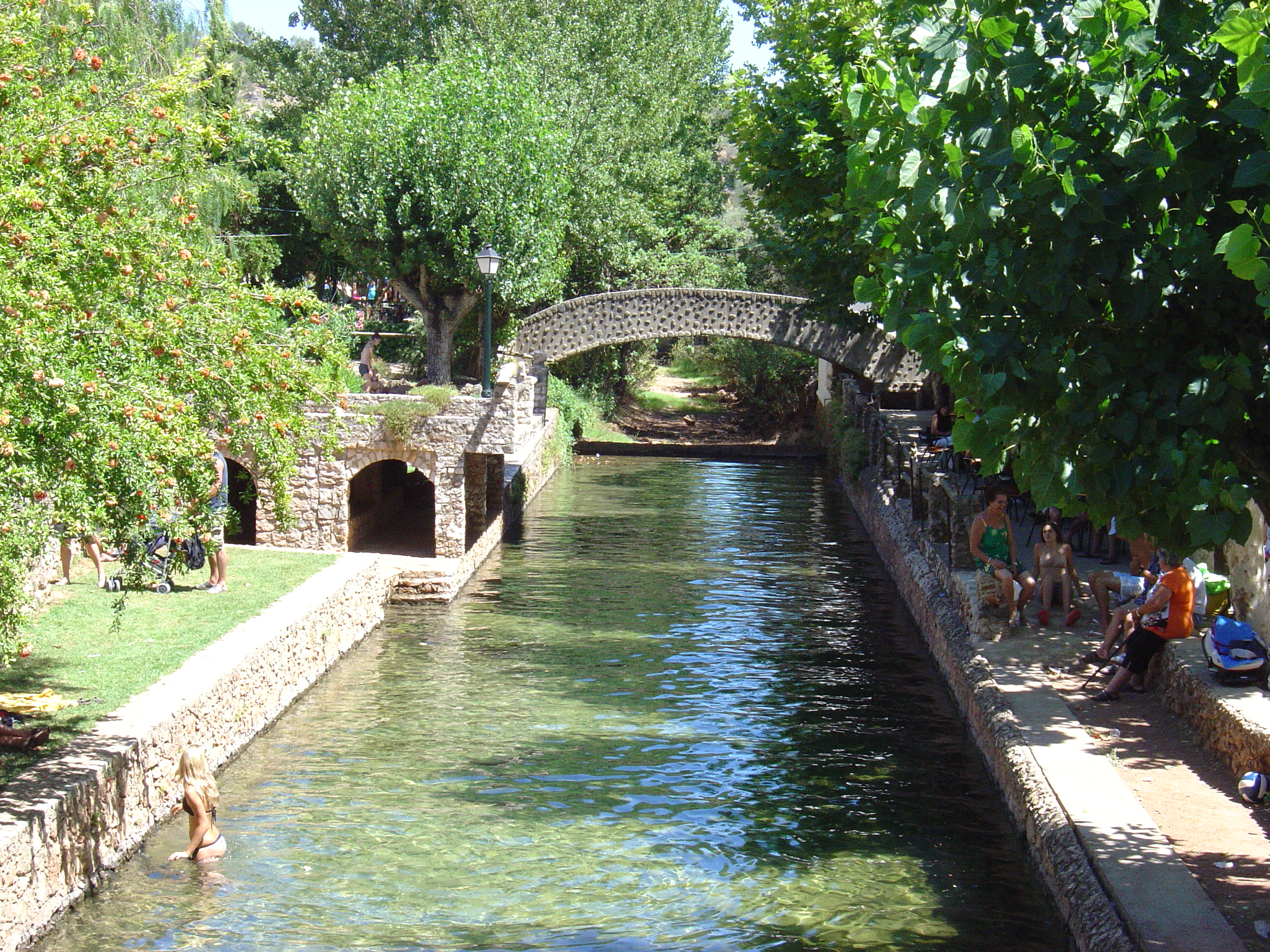
Praia fluvial da Fonte Grande, Alte
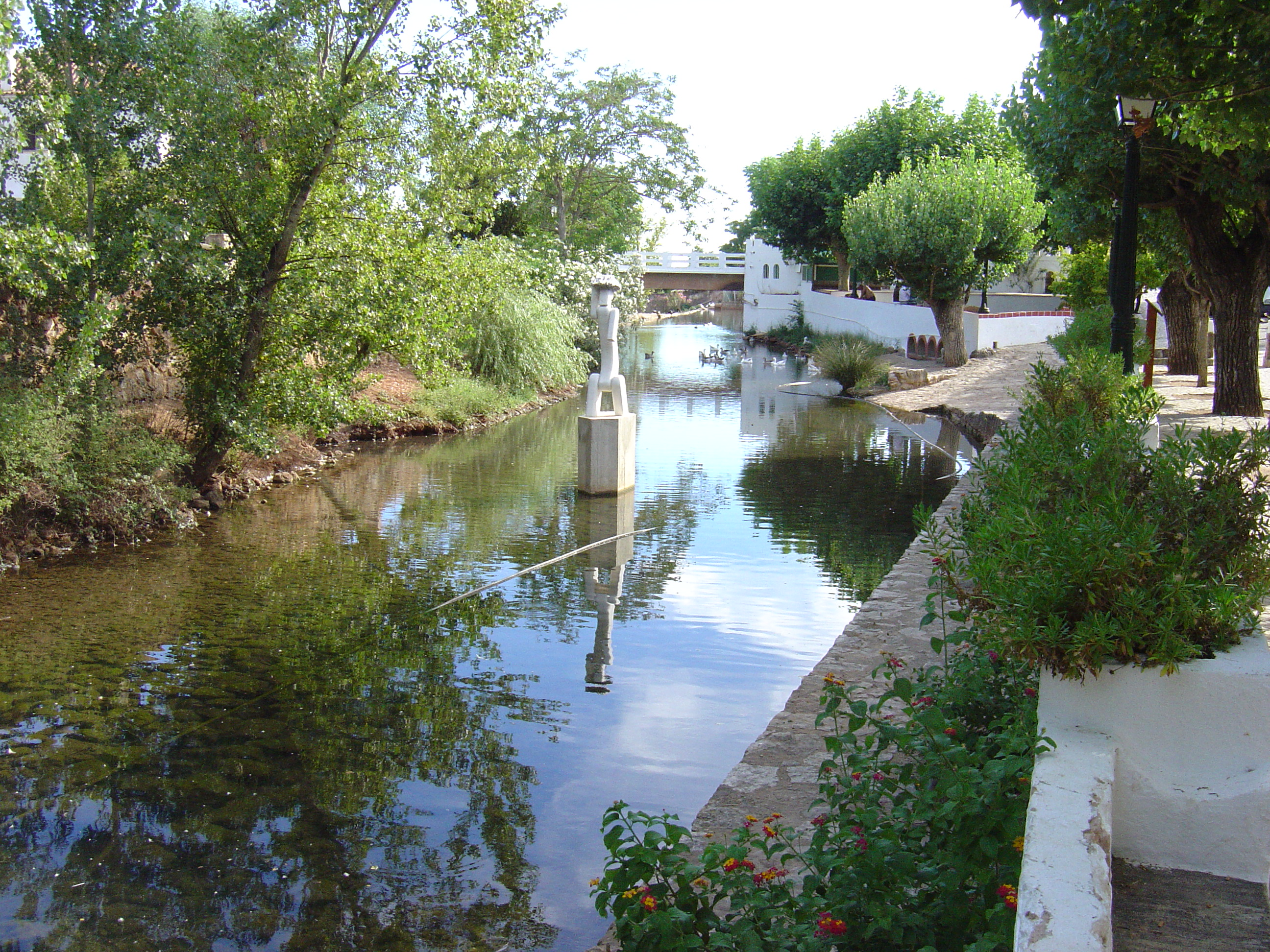
Fonte Pequena, em Alte, com o canal desde a Fonte Grande até à Cascata do Vigário
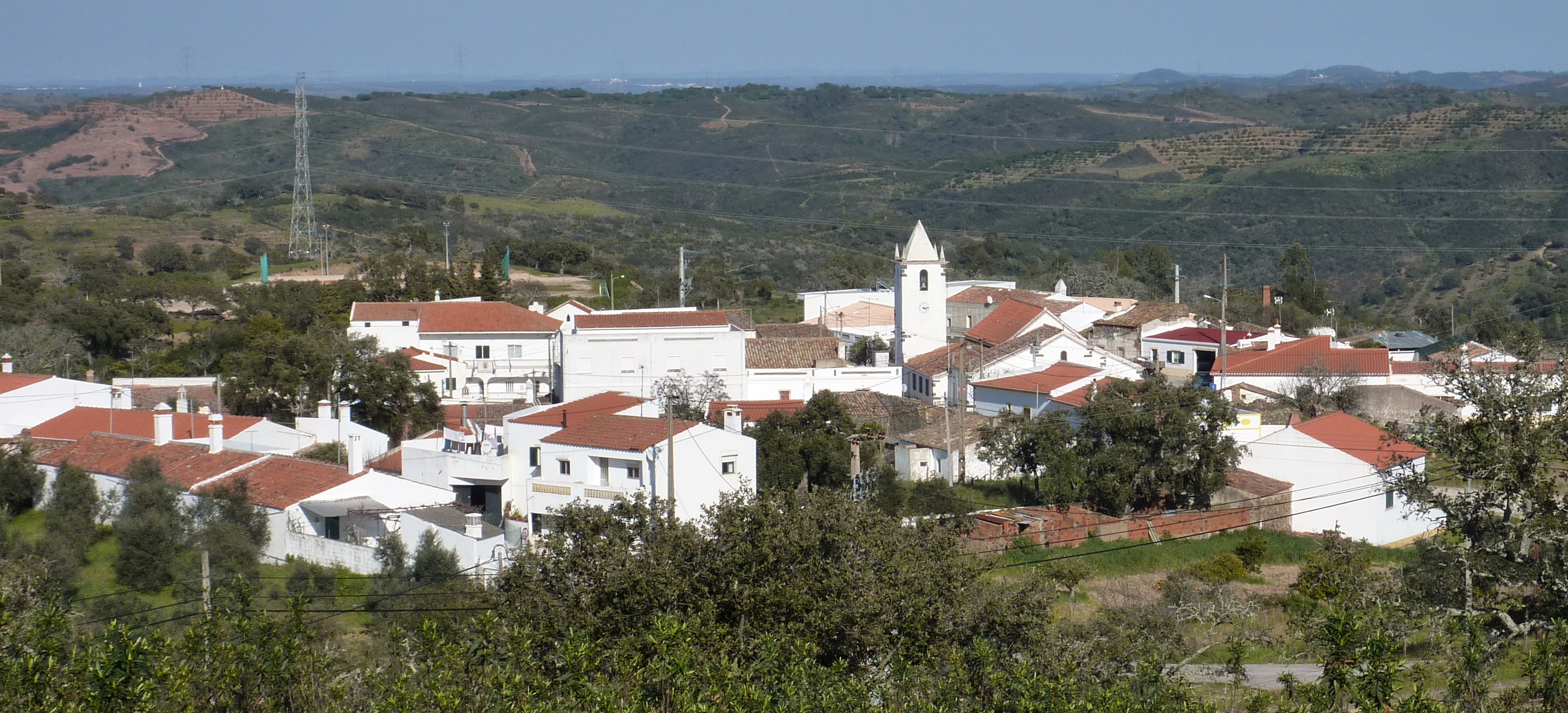
Ameixial
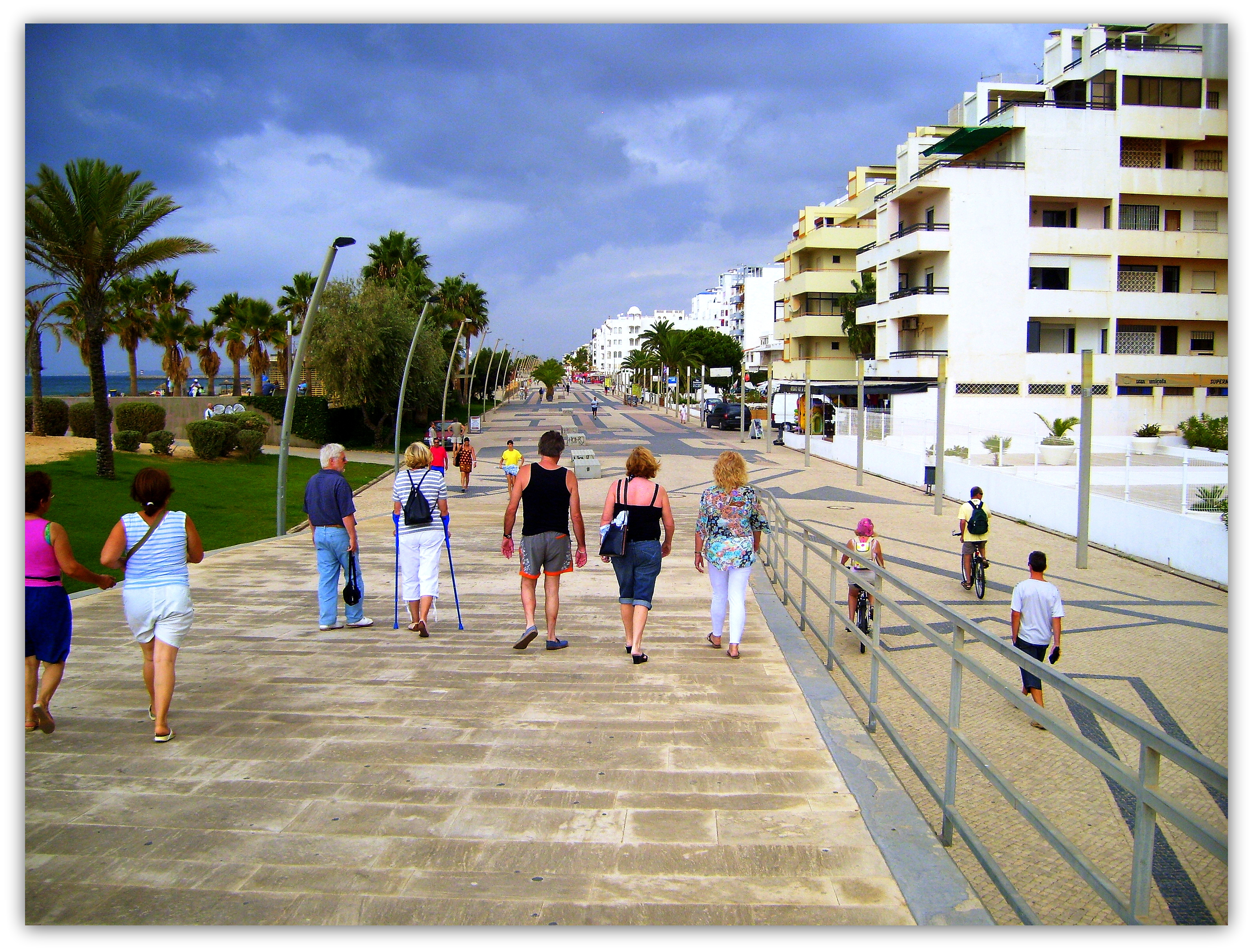
O «calçadão» de Quarteira
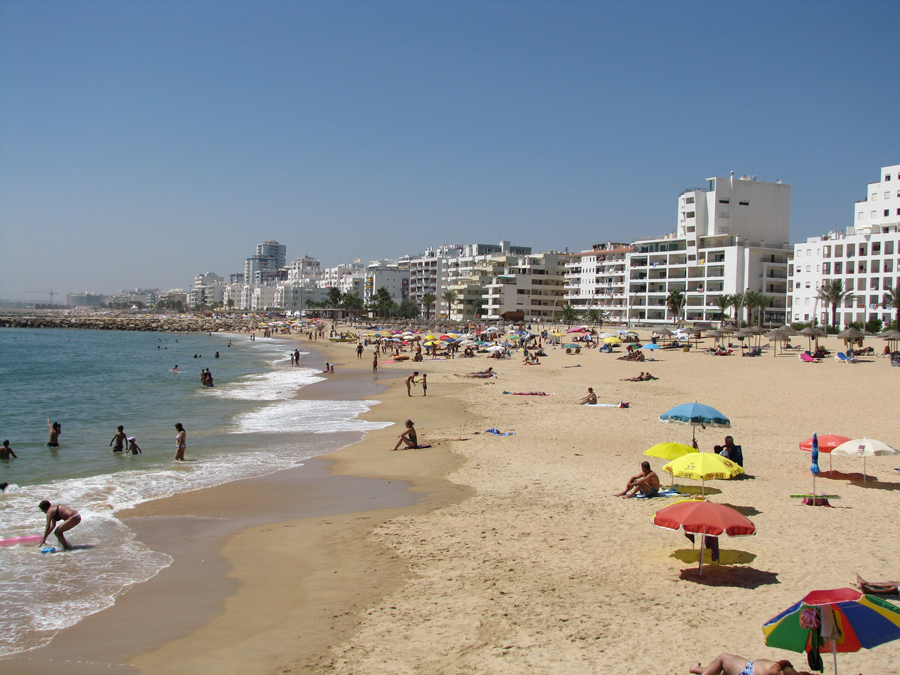
Praia de Quarteira
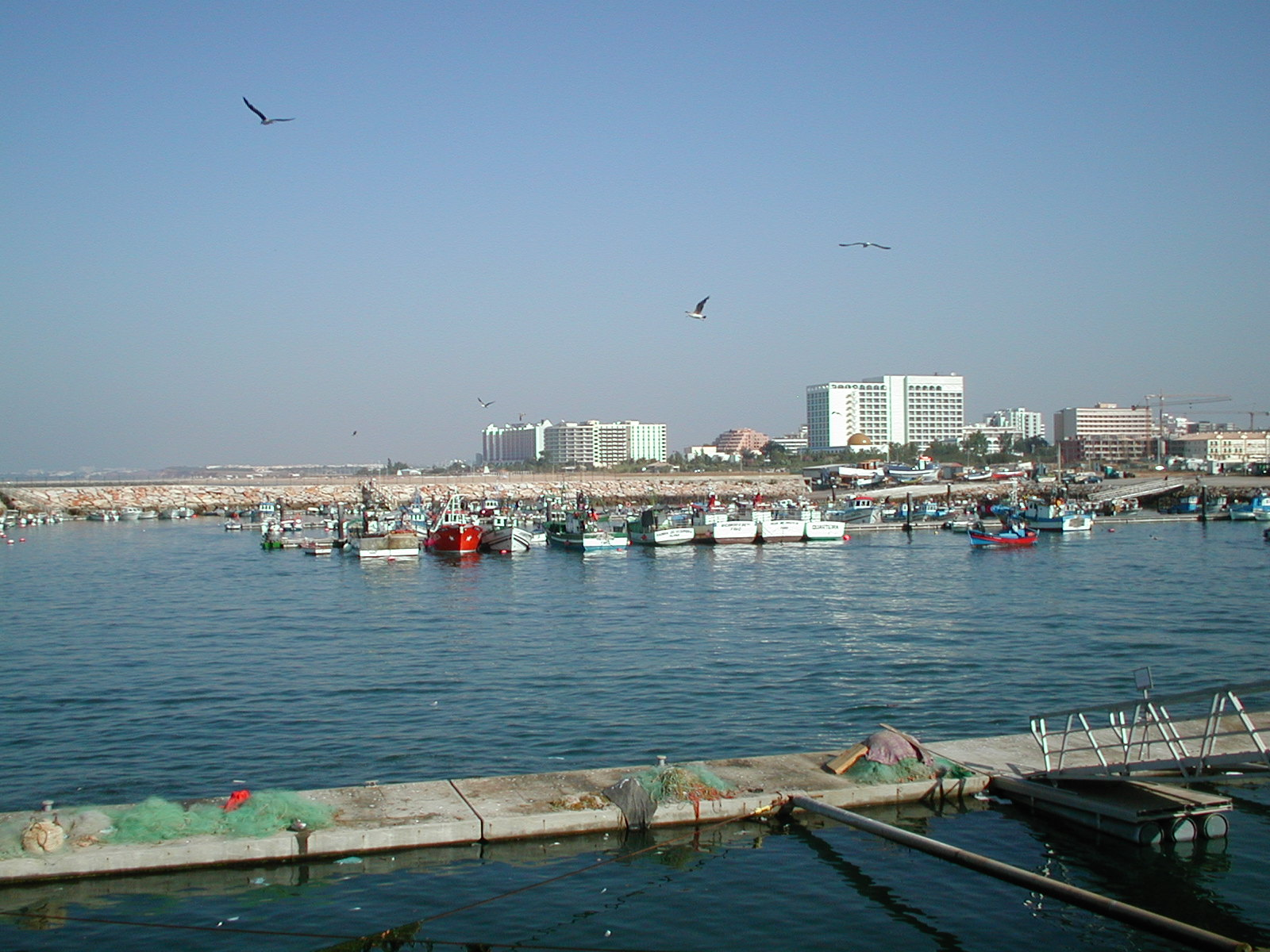
Porto de pesca de Quarteira
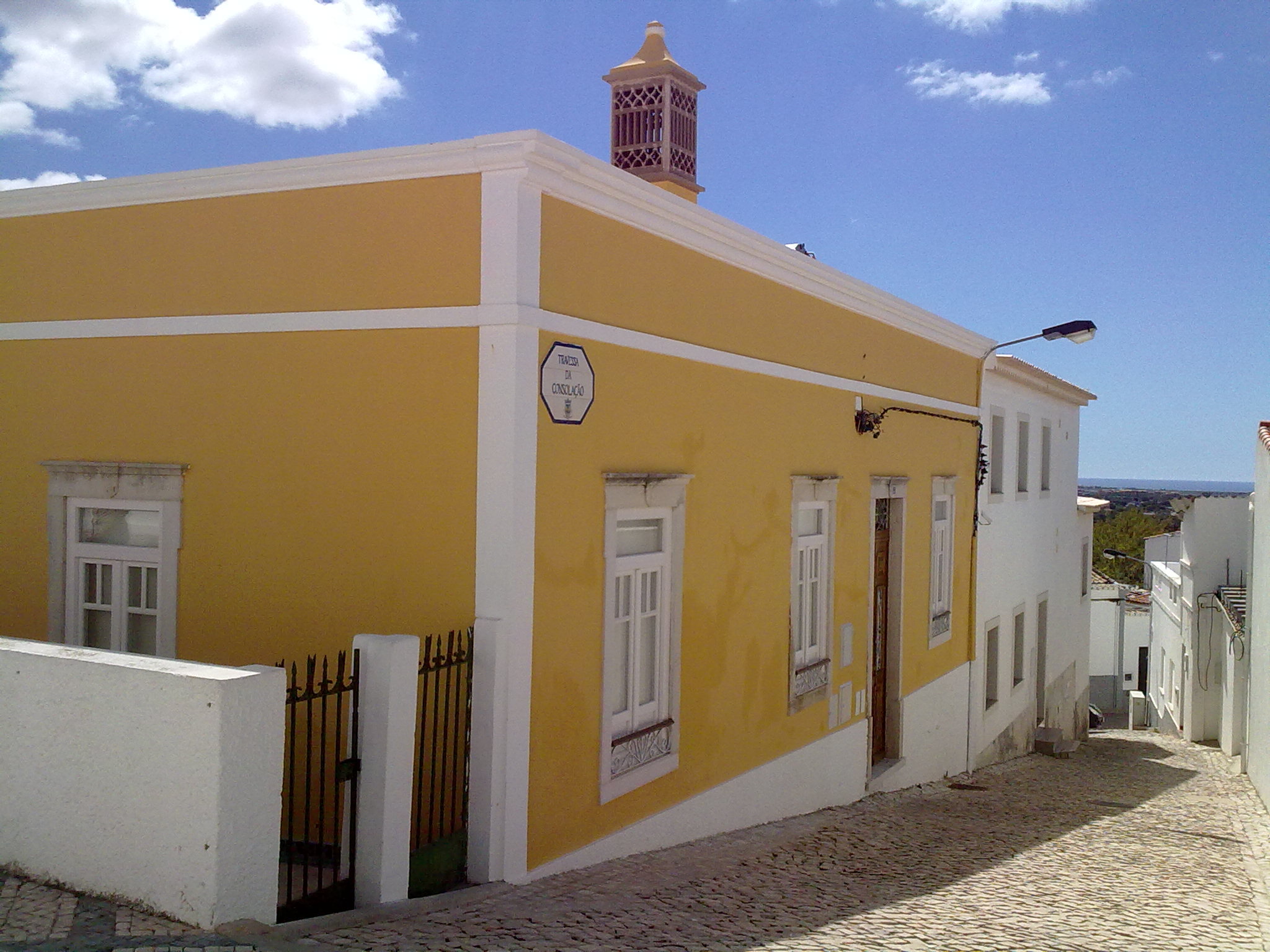
Travessa da Consolação, Boliqueime
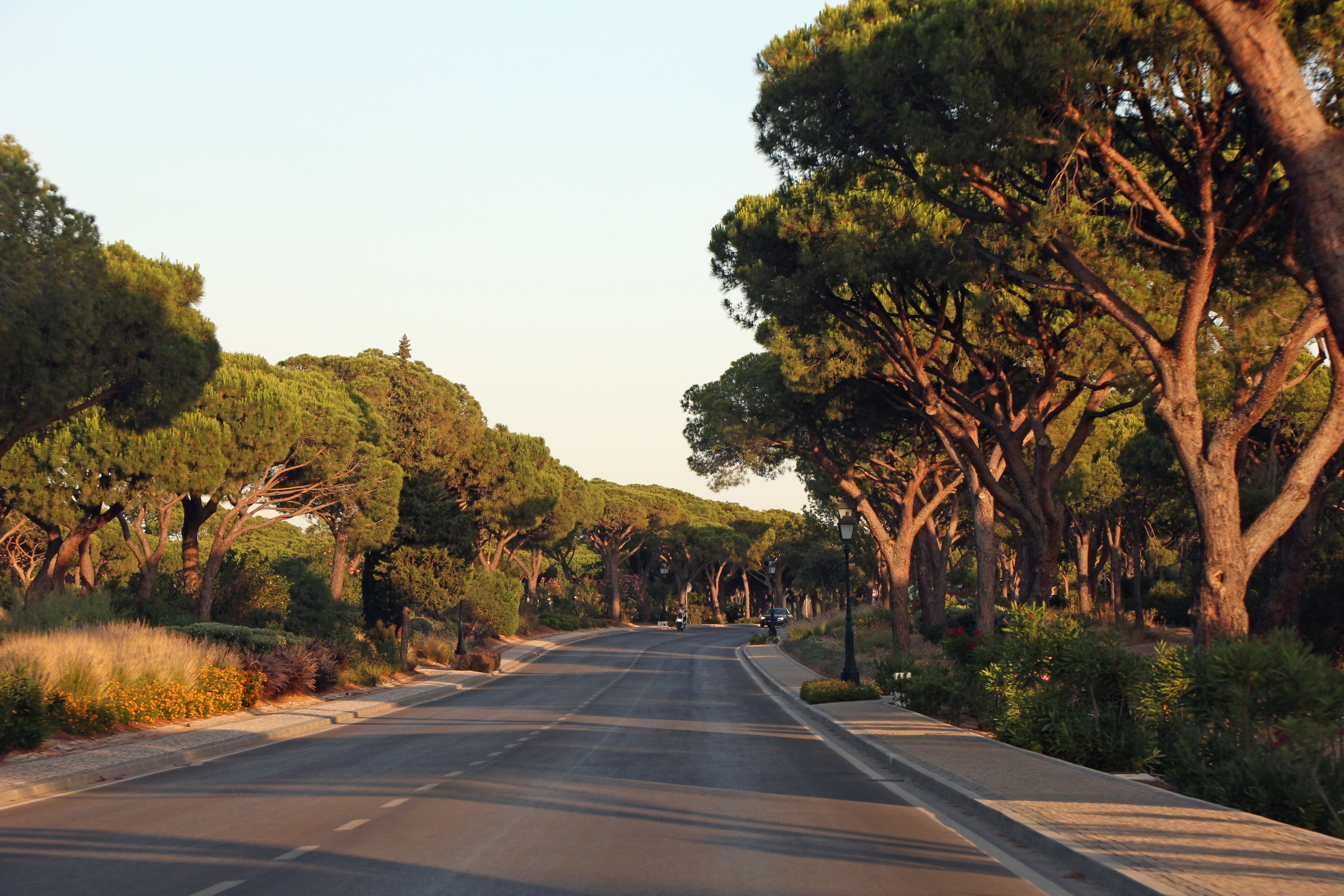
Estrada entre Loulé e Quarteira
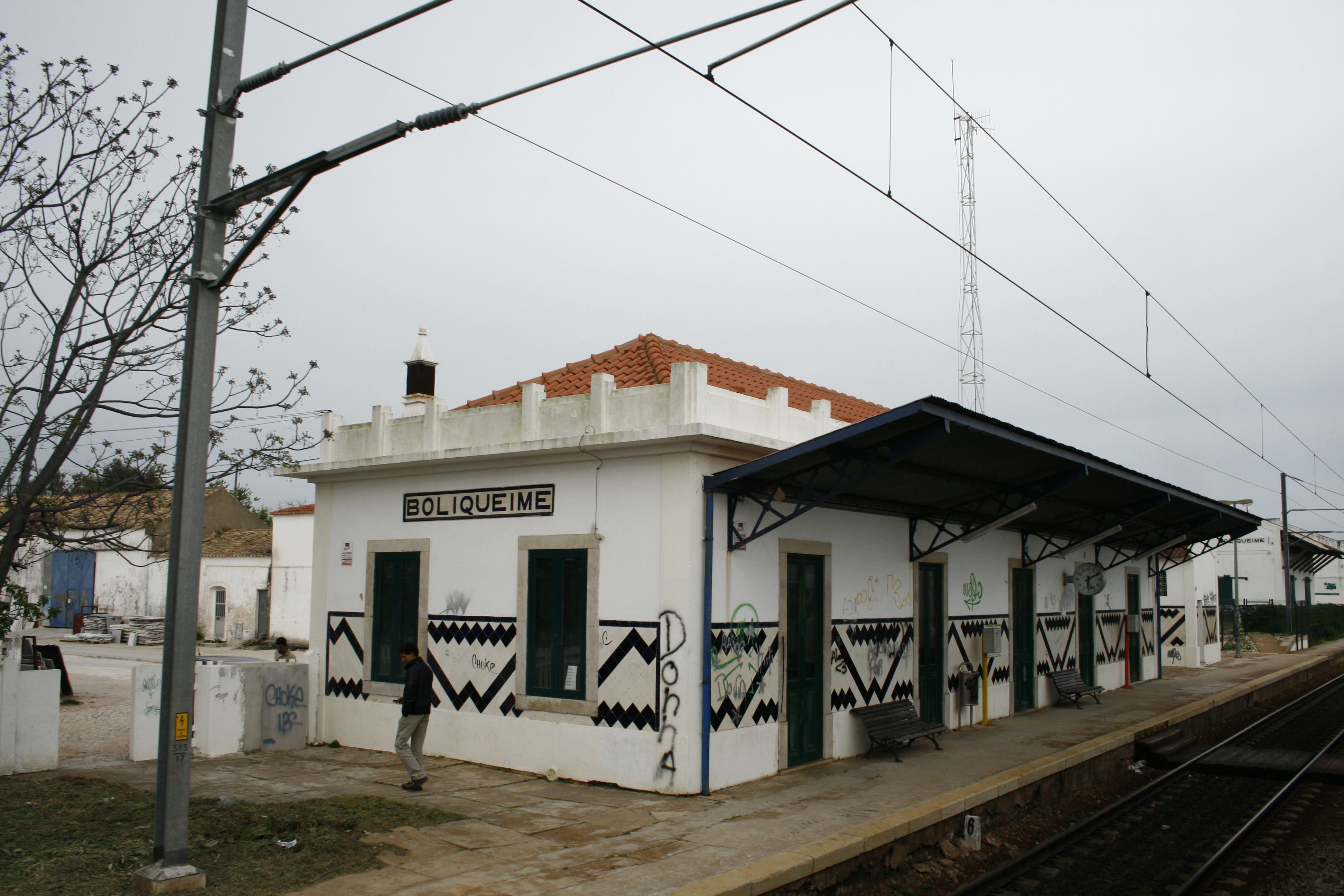
Estação de Boliqueime
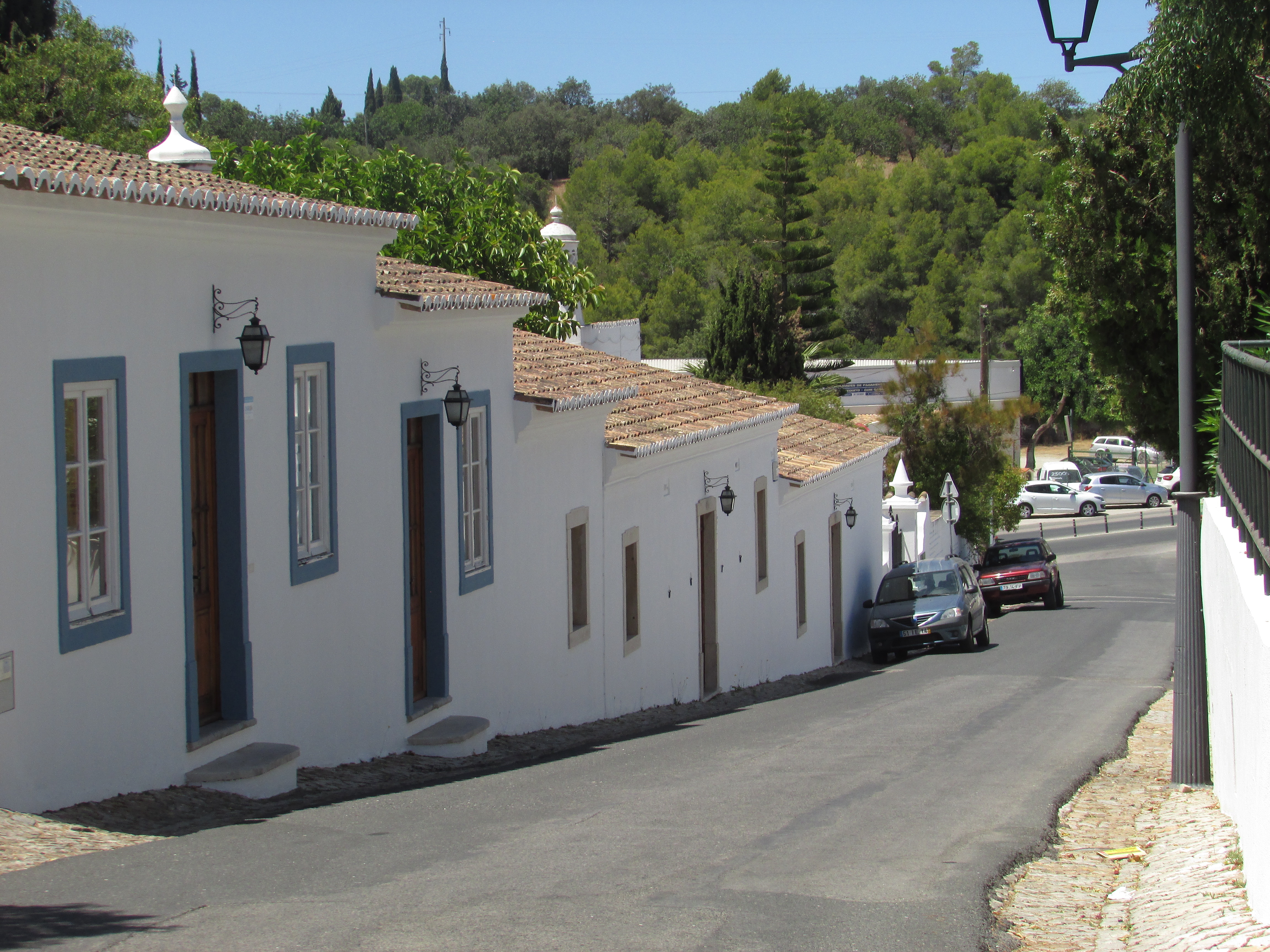
Rua da Igreja, Almancil
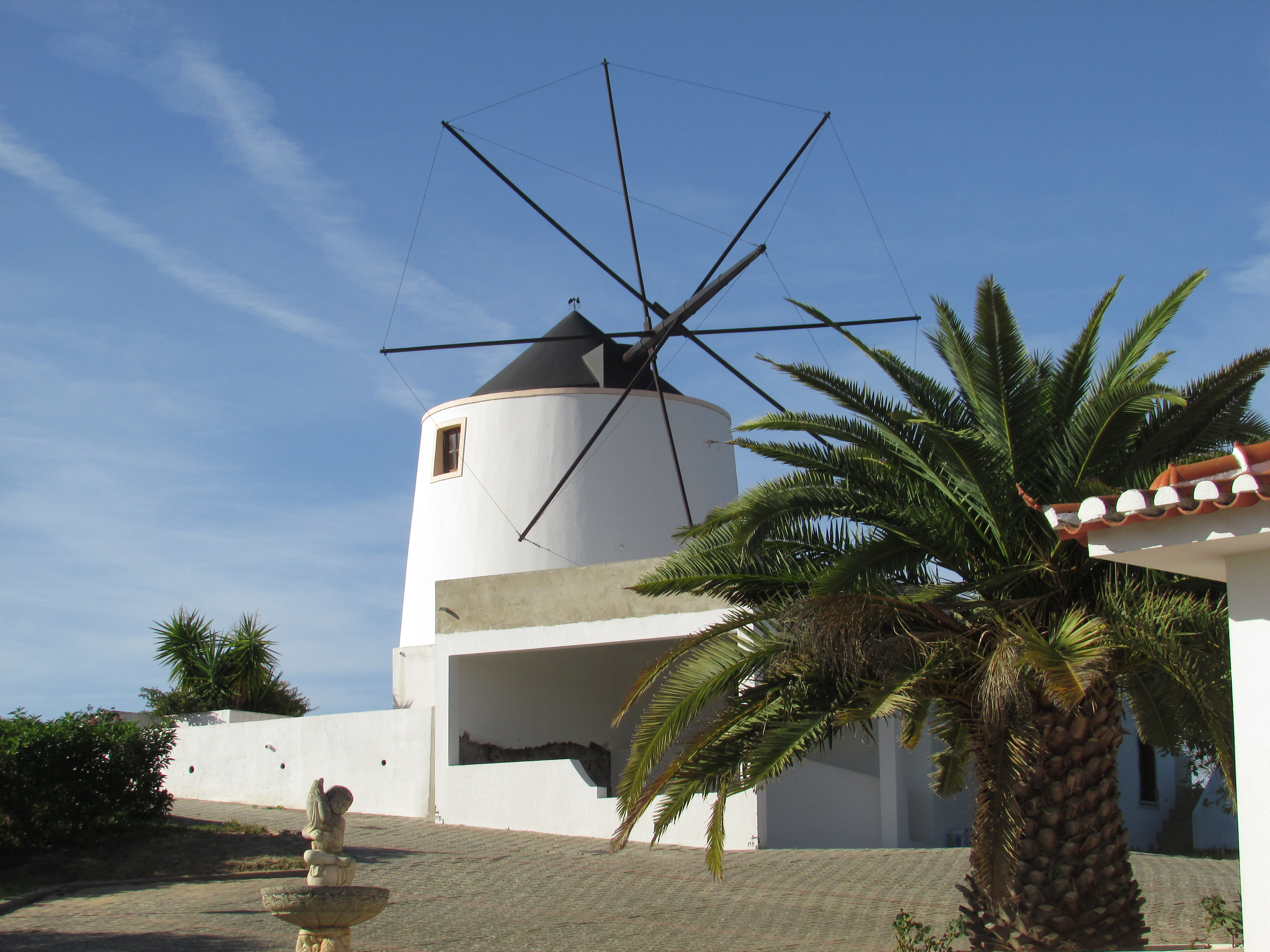
Moinho em Boliqueime
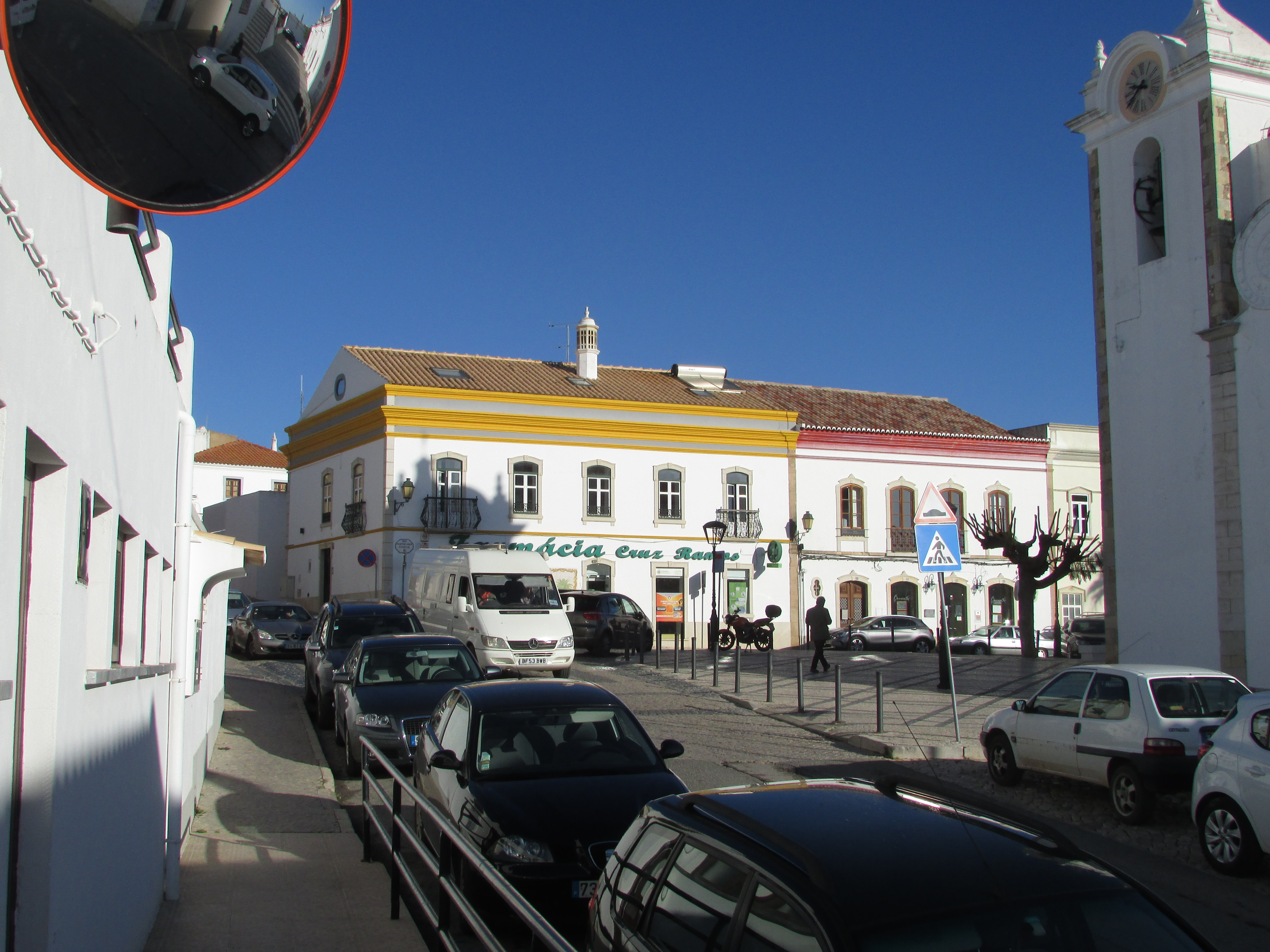
Rua Dr João Batista Ramos Faísca, Boliqueime
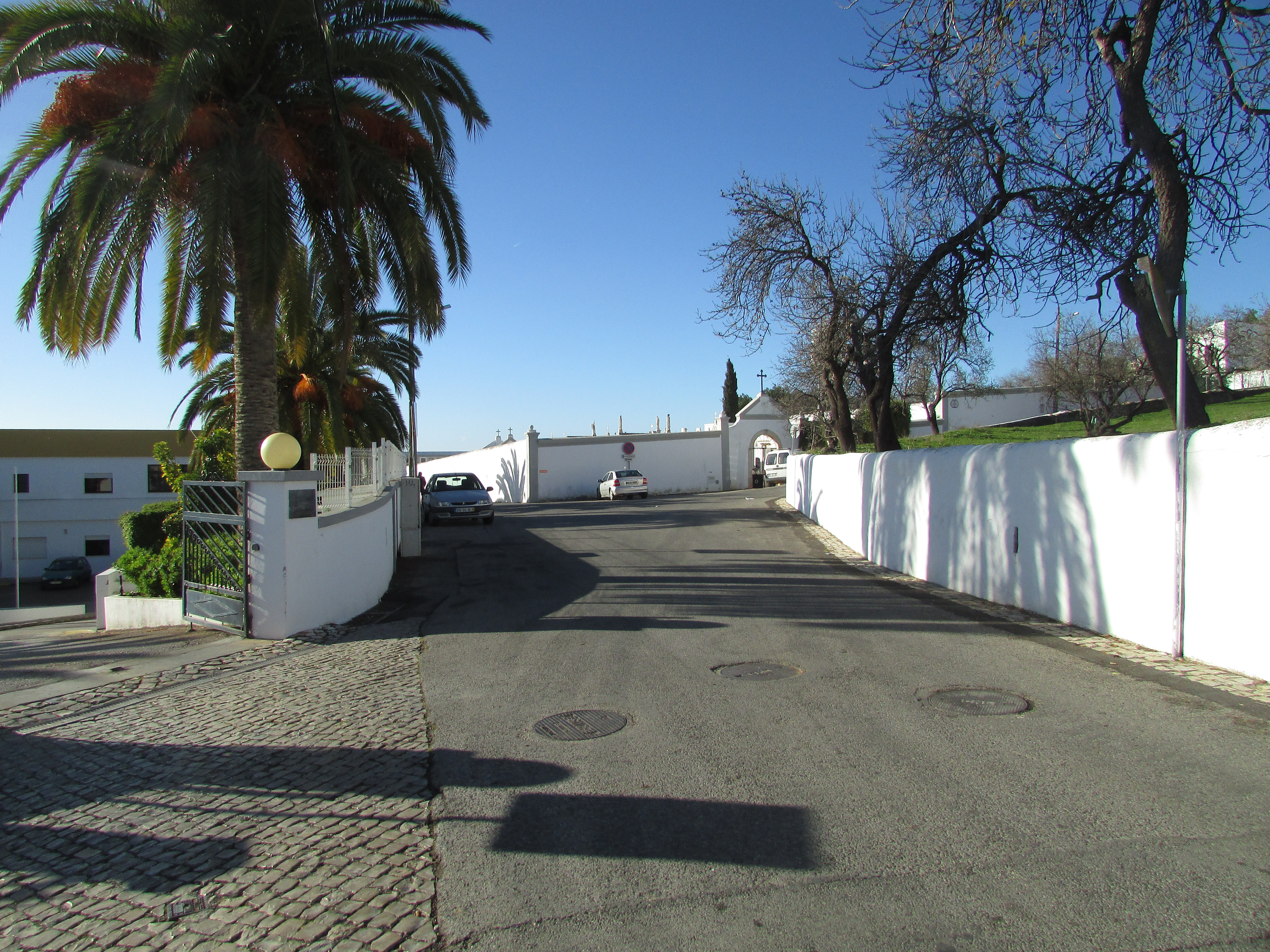
Rua da Misericórdia, Boliqueime
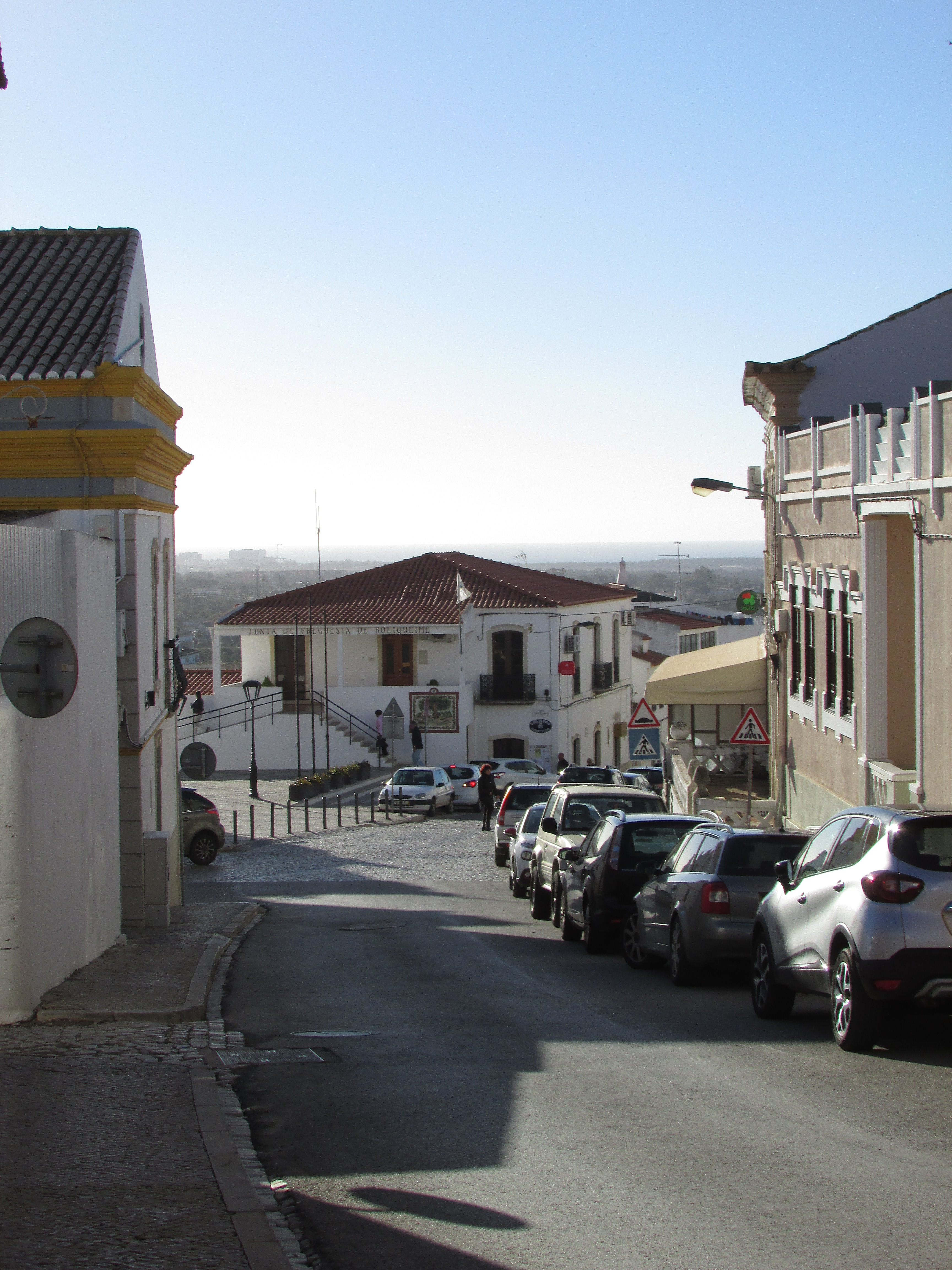
Boliqueime
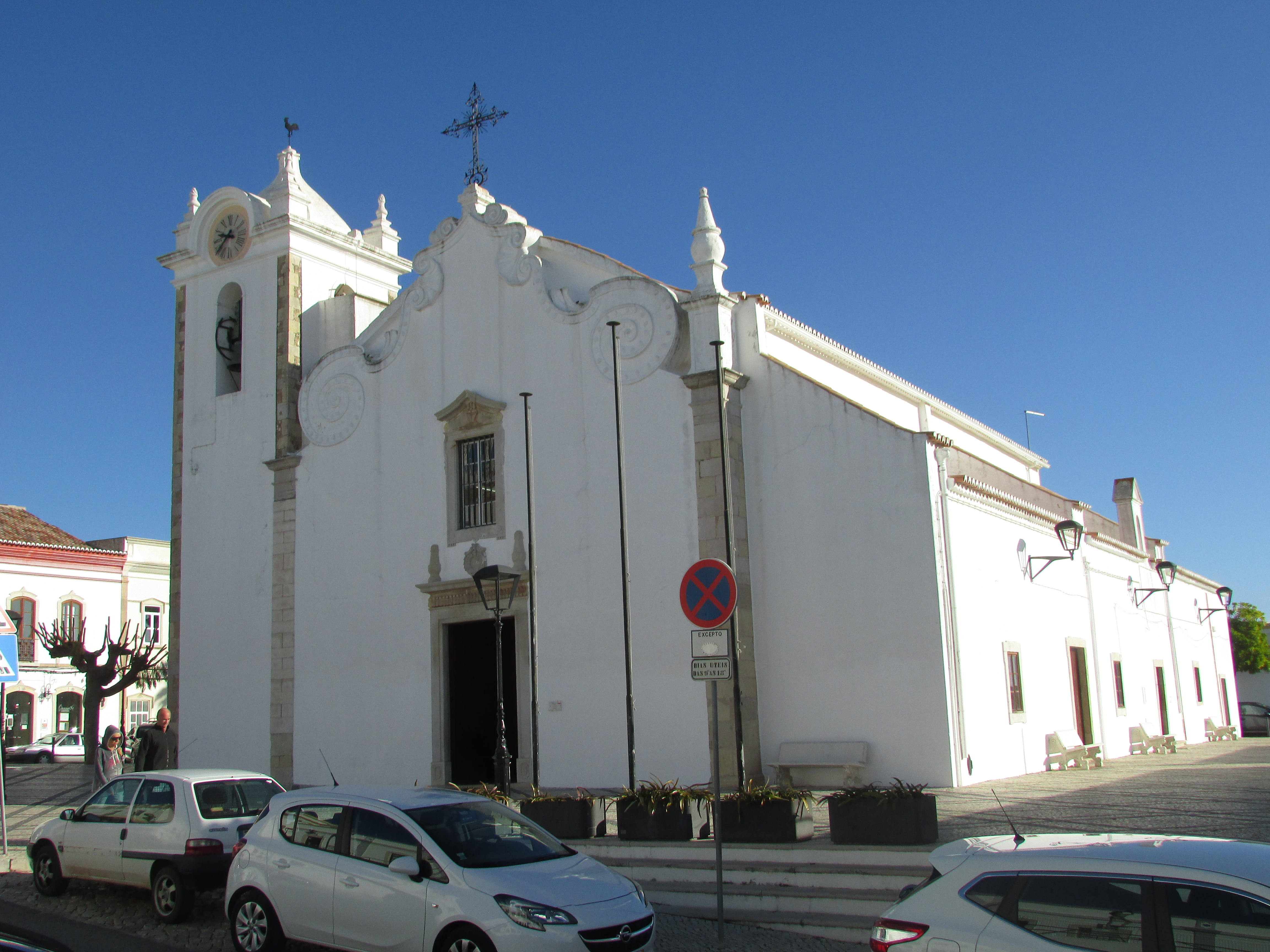
Igreja Matriz de São Sebastião, Boliqueime